# Storia della moda 1795-1820

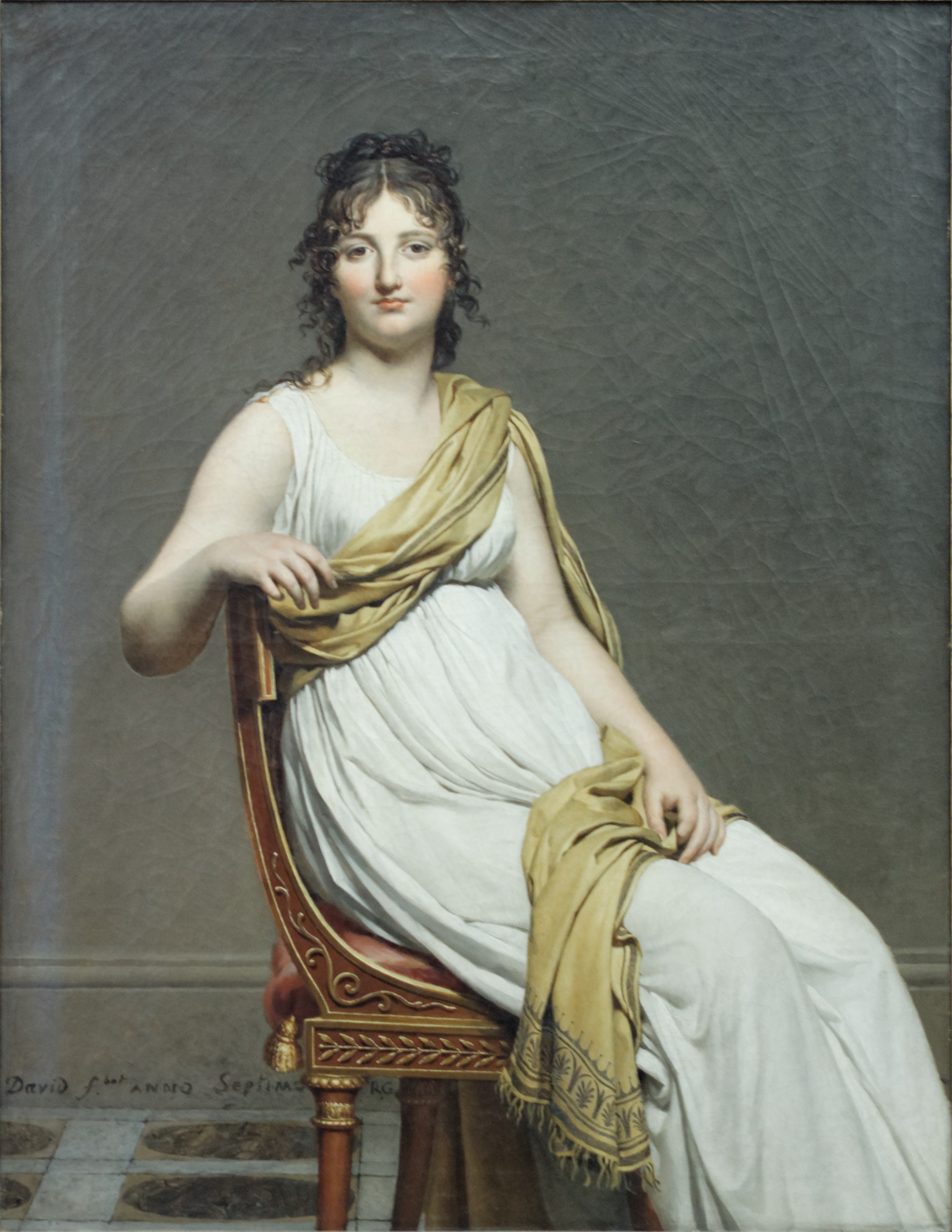
Madame Raymond de Verninac ritratta da Jacques-Louis David, con vestiti e acconciature in stile Directoire. L'"anno 7" riportato accanto la firma, indica l'anno 1798–99 secondo il calendario rivoluzionario francese.

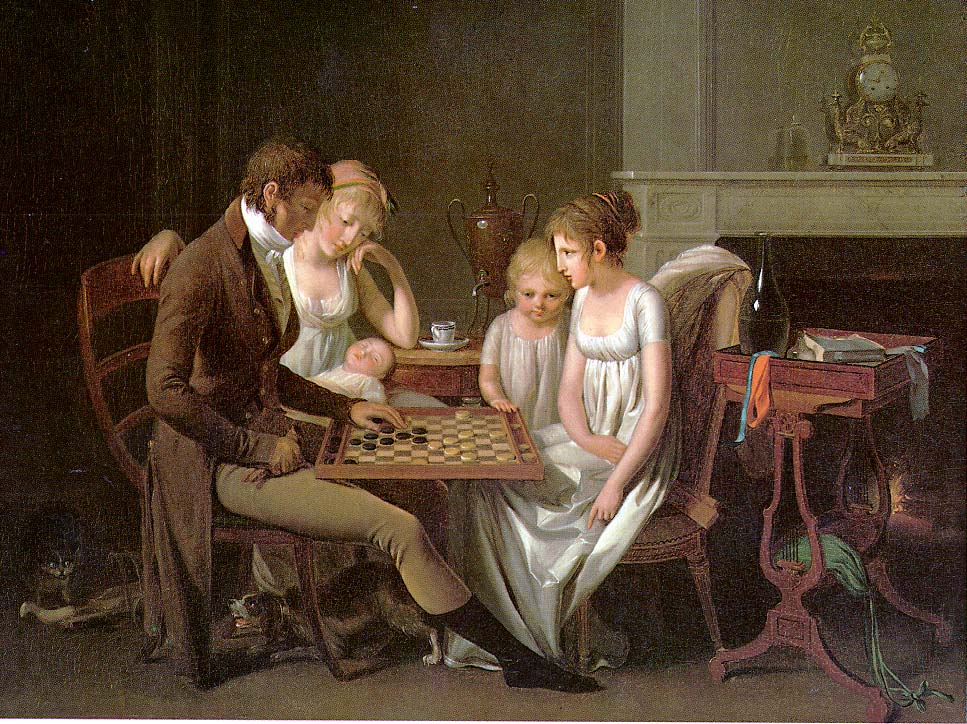
Ritratto di una famiglia che gioca a dama dell'artista francese Louis-Léopold Boilly, c. 1803.

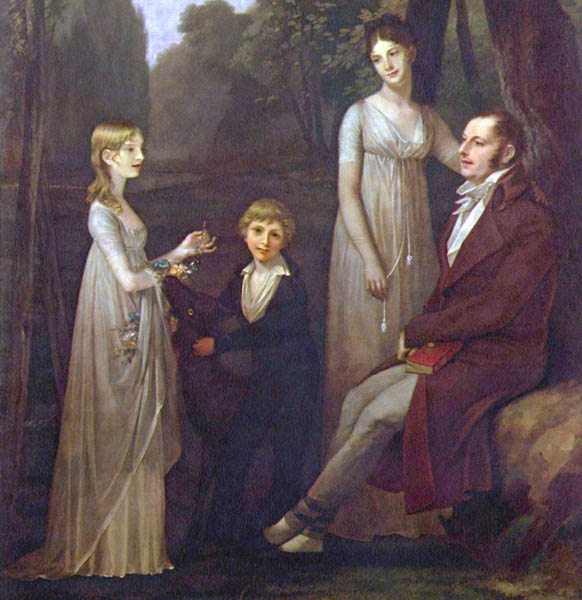
Nei primi anni dell'Ottocento, le donne indossavano vestiti vaporosi, mentre gli uomini iniziarono ad adottare pantaloni e soprabiti. Rutger Jan Schimmelpenninck e la sua famiglia, in un ritratto del 1801–02, di Pierre-Paul Prud'hon

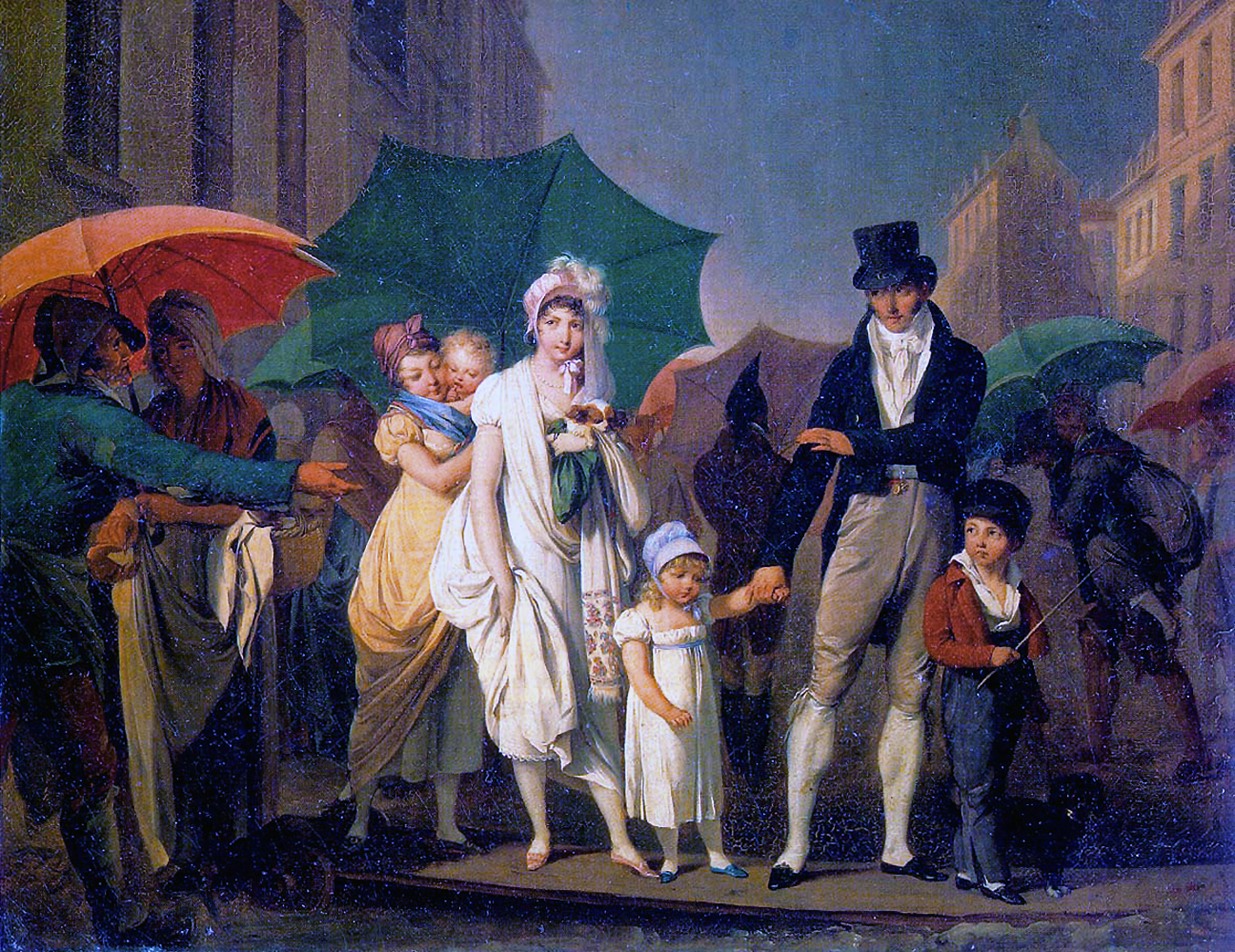
Famiglia borghese attraversa una pedana per evitare il fango delle strade di Parigi, dipinto di Boilly, 1803

La storia della moda nel periodo 1795-1820 in Europa e nei paesi influenzati dalla moda europea conobbe il trionfo dello stile informale rispetto al periodo precedente ed a tutto il XVIII secolo. Dopo la Rivoluzione Francese, in generale, la popolazione tendeva a distanziarsi dagli antichi costumi dell'aristocrazia e le persone iniziarono ad utilizzare il vestito come una forma di espressione individuale piuttosto che come un'indicazione del proprio status sociale. Katherine Aaslestad disse a tal proposito: «la moda incarnava i nuovi valori sociali ed emergeva come un punto focale di confronto tra tradizione e cambiamento».
Per gli abiti femminili, l'abito quotidiano è composto da gonna e giacca risultò più pratico, richiamando gli abiti delle donne della classe lavoratrice. La moda femminile seguì gli ideali del classicismo, con corsetti abbandonati in favore di una forma più naturale. La figura visibile del seno era parte di questo aspetto classico del costume, visto come elemento di grande estetica e sensualità.
In Gran Bretagna l'era della Reggenza in Inghilterra coprì gli ultimi anni di regno di re Giorgio III e la reggenza tenuta da suo figlio, appunto, il principe di Galles prima della sua ascesa come re Giorgio IV. Al di là della storia, ad ogni modo, la definizione del periodo si applica oggi sovente alla moda, all'architettura, alla cultura ed alla politica inglese di quel periodo che si fa tradizionalmente iniziare con lo scoppio della rivoluzione francese nel 1789 e che perdura sino all'ascesa della regina Vittoria. Personalità che segnarono la moda e il costume di quest'epoca furono indubbiamente Napoleone Bonaparte e la moglie Josephine, Madame Récamier, Jane Austen, Percy Bysshe Shelley, Lord Byron, Beau Brummell, Lady Emma Hamilton, la regina Luisa di Prussia, suo marito e molti altri. Beau Brummell introdusse l'uso dei pantaloni, semplici e in tinta unita, senza decorazioni, come capo principale della nuova moda maschile dell'epoca (dandismo).
Anche in Germania, le città-stato di tradizione repubblicana abbandonarono il loro stile modesto e tradizionale per abbracciare la moda francese e quella inglese. La moda americana tentò di emulare quella francese, seppur con alcune varianti. Ad ogni modo, in Spagna, i membri dell'aristocrazia come pure i cittadini delle classi più basse, uniti, si ribellarono agli ideali dell'illuminismo francese e alla moda di Parigi ed esibirono lo stile dei majos come orgoglio del proprio essere spagnoli.
Col finire del secolo, vennero abbandonati completamente gli ideali dell'"Ancien Régime" nei quali era più importante l'identità di classe che l'identità del secolo; con la nuova moda, quindi, il modo di vestire acquisì un'importanza fondamentale per la definizione del sé rispetto agli altri anche all'interno della medesima classe sociale.
Si svilupparono parallelamente i nuovi concetti di sé esterno e sé interno. Nella società precedente l'abito si conformava all'occasione, per la quale erano prescritte regole precise non solo a livello comportamentale ma anche e soprattutto di aspetto esteriore. Con il nuovo concetto di "naturalezza" nel vestire, invece, si dava maggiore importanza alla comodità del vestire, come una maggiore enfasi nell'igiene, e anche per questo i vestiti divennero più leggeri e più adatti a essere cambiati e lavati di frequente. Anche le classi più elevate iniziarono a vestire abiti più comodi e meno decorati rispetto al passato. Nel periodo della Reggenza inglese, inoltre, all'abbigliamento si aggiunsero elementi orientaleggianti come simbolo di esotismo e di amore per i viaggi.
Ancora una volta la moda femminile venne in parte influenzata da quella maschile, e anche per le dame iniziarono a diffondersi giacche e giustacorpi. Fu sempre in questo periodo che iniziarono a diffondersi notevolmente le prime riviste e giornali di moda.

## Influenza della rivoluzione industriale nel campo della moda

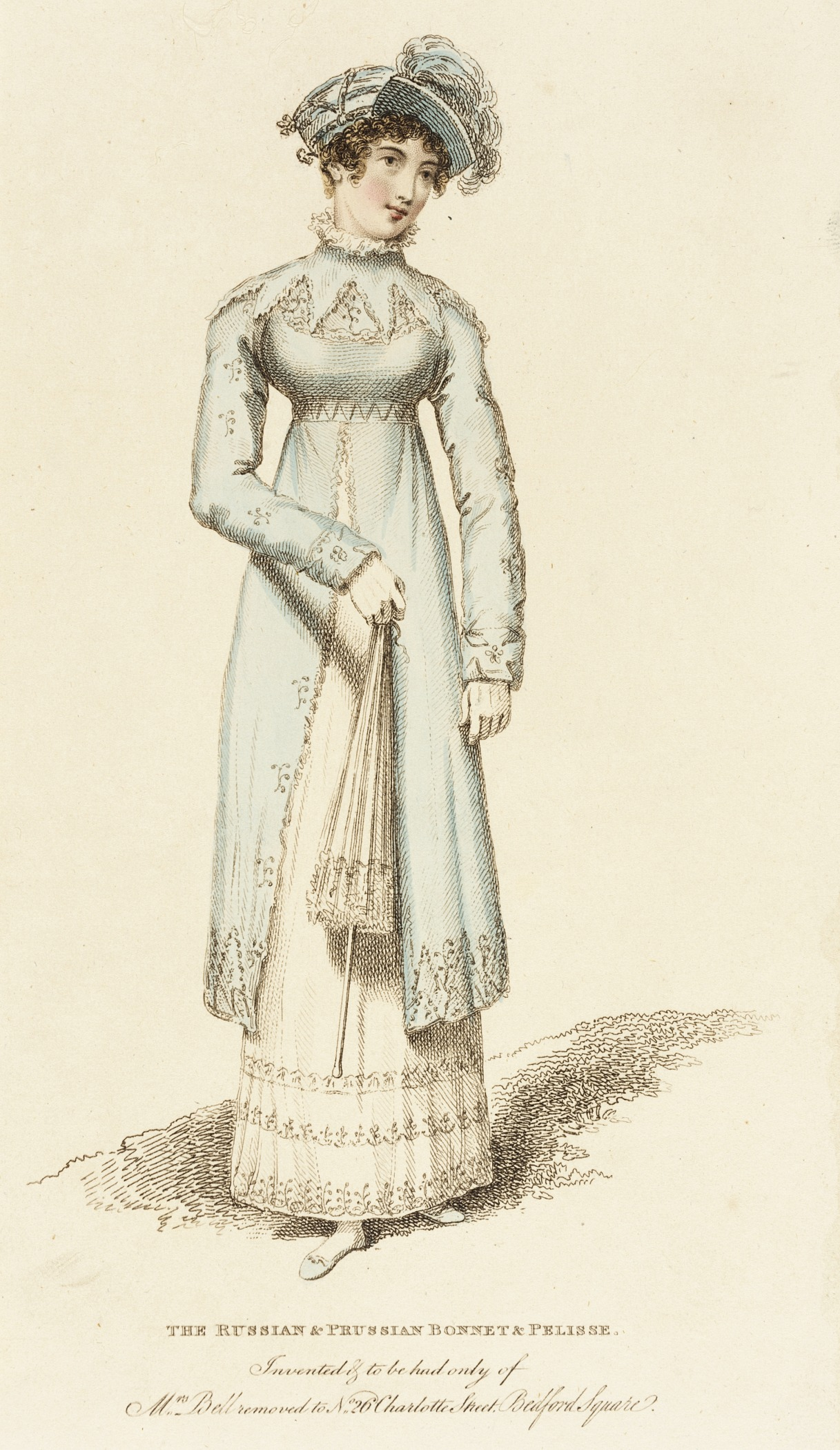
Figurino pubblicato su La Belle Assemblée, 1º luglio 1814

Sul finire del XVIII secolo, gli abiti venivano perlopiù venduti da singoli negozianti che si rivolgevano ad artigiani locali per la loro produzione. I clienti vivevano spesso vicino ai negozi e pertanto gli stessi negozianti vivevano del passaparola, ad eccezione invece dei magazzini che potevano avere un negozio annesso alla fabbrica. Ad ogni modo, le cose iniziarono a cambiare all'inizio del XIX secolo. Le persone iniziarono sempre più a richiedere efficienza e varietà; sullo stimolo della Rivoluzione Industriale, il miglioramento delle macchine di produzione e la velocità nei trasporti, la moda si diffuse ancora più rapidamente, come del resto la richiesta sempre più frequente di modelli nuovi e in maggiori quantità di quanto un sarto, singolarmente, potesse produrre.
Il primo telaio automatico apparve sul mercato nel 1790, migliorato poi da Josef Madersperger nel 1807, presentando ufficialmente il nuovo modello per la produzione industriale nel 1814. L'introduzione di questi telai velocizzò notevolmente la produzione di abiti. Contemporaneamente migliorò anche la produzione di filo da cucito ricavato da lana e cotone con nuove tecniche di avvolgimento e lavorazione. Abiti ricamati erano in precedenza un privilegio per pochi in quanto dovevano essere eseguiti a mano; dal 1804 venne presentata la prima macchina ricamatrice automatica costruita da John Duncan, il che velocizzò ulteriormente anche questo settore.
La Rivoluzione Industriale accorciò anche le distanze ed accelerò la dffusione delle mode in Europa ed in America. Quando Louis Simond giunse per la prima volta negli Stati Uniti rimase colpito dalla capacità di mobilità della popolazione e dalla frequenza con cui le persone viaggiavano ogni giorno verso la capitale, scrivendo "dalle nostre parti ci sono persone che non si sono mai mosse dal loro paese natio per tutta la loro vita, altri che hanno visitato Londra una volta sola nella loro vita; i più fortunati la visitano una volta all'anno." Questi nuovi canali di trasporto consentirono anche di trasportare beni, abiti e tessuti anche su grandi distanze, consentendo così anche alle persone tra loro distanti di conoscere direttamente nuove mode e lasciarsene influenzare.
In questo periodo migliorarono anche i metodi di comunicazione. Iniziarono a diffondersi nuove idee di moda, trasmesse talvolta con l'uso delle prime bambole vestite con gli abiti alla moda, oltre che tramite riviste illustrate con modellini e figurini; come ad esempio, La Belle Assemblée, fondato da John Bell, il più importante dei giornali di moda femminile nel panorama inglese tra il 1806 ed il 1837.

## Moda femminile

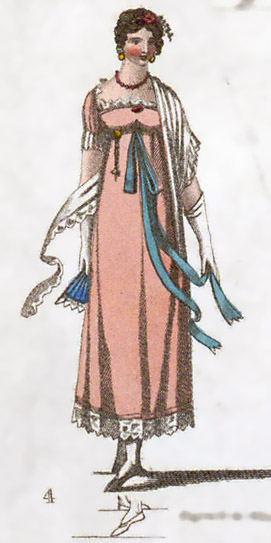
Abito da danza del 1811

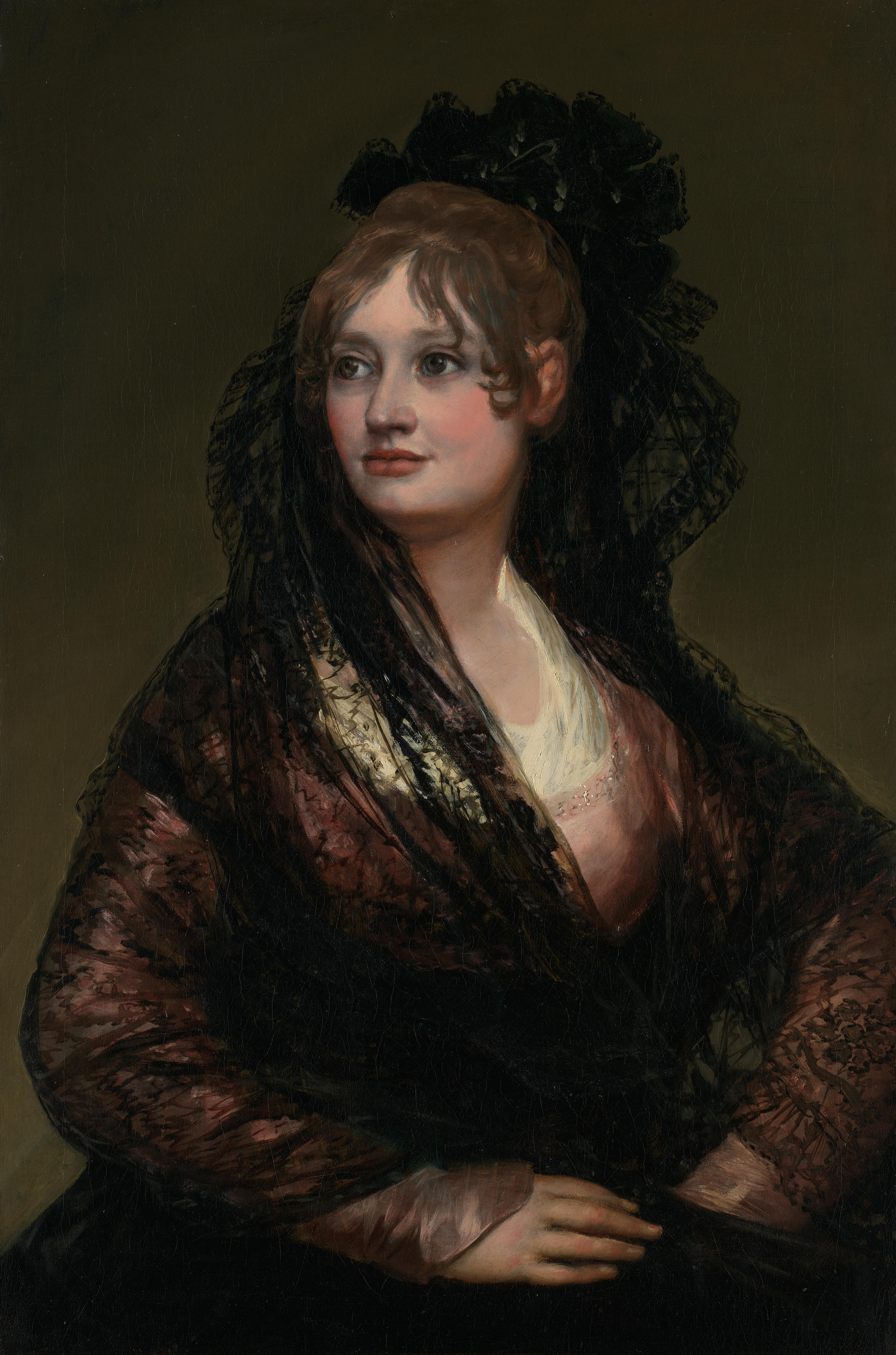
In Spagna, la maggior parte degli strati sociali si ribellarono alla moda francese rivoluzionaria, riprendendo i costumi delle maje come Doña Isabel de Porcel, 1805.

In questo periodo, gli stili per la moda femminile si basarono essenzialmente sull'abito impero, un particolare tipo di vestito stretto lungo il torso appena sotto il busto e lasciato cadere morbidamente sino ai piedi. Anche nell'ambito della moda femminile si è sovente utilizzato in maniera intercambiabile il termine "stile Direttorio" (in riferimento al Direttorio francese), "stile impero" (in riferimento all'impero di Napoleone Bonaparte) o "stile regency" (in riferimento al periodo compreso tra la fine del XVIII secolo e l'inizio dell'epoca vittoriana in Inghilterra).
Queste mode, tutte comprese tra il 1795 ed il 1820, presentarono modelli e stili tra loro differenti, e distinti chiaramente sia da quelli del XVIII secolo, sia dagli altri del XIX secolo. La moda femminile tendeva a seguire gli ideali classici, ispirandosi allo stile greco ed a quello romano antico con vestiti morbidi, preferendo la forma naturale all'uso dei corsetti e alla forma uniformata che essi conferivano. I tessuti utilizzati erano spesso leggeri e facilmente lavabili.

### Gli Abiti
Ispirandosi al gusto neoclassico, gli abiti di questo periodo furono perlopiù informali, casual. Gli abiti venivano indossati per tutto il giorno sino alla sera, a seconda dei lavori durante la giornata. I vestiti, con gonne soffici e libere, erano perlopiù realizzati in mussola semi-trasparente, facile da lavare e da drappeggiare alla moda delle statue greche e romane antiche. Per la sera, soprattutto le classi più ricche tra le dame, indossavano abiti di satin. Col termine di "mezzabito" si indicava quindi l'abito usato di giorno, quello per incontrare le persone. Con "abito pieno" si intendeva invece l'abito per gli eventi formali, sia di giorno che di sera. In questo caso gli abiti potevano essere stravaganti, pizzati o decorati con nastri e ricami. Le braccia potevano essere ricoperte con guanti da sera. Il "vestito da sera" era ritenuto appropriato per le occasioni non formali ma che svolgevano di sera. Il vestito serale veniva cambiato per dare un tono particolare al momento della cena, un'occasione conviviale per la famiglia che si sottolineava anche attraverso la moda. Tra le altre tipologie d'abito vi erano quelle destinate alla passeggiata pomeridiana, abiti da passeggiata, abiti da caccia, abiti da viaggio, ecc.
Nel romanzo Mirror of Graces; or the English Lady's Costume, pubblicato a Londra nel 1811, l'autrice ("una signora distinta") consigliava:
I vestiti di vedovanza erano quelli indossati dalle vedove che perdevano il marito o una persona particolarmente cara e di famiglia. Essi erano di colore nero, coprivano braccia e spalle e non disponevano di decorazioni.
Sempre in Mirror of Graces si fanno alcuni esempi di colori da utilizzare adatti alle ragazze più giovani come ad esempio il rosa, il blu pervinca o il lilla. Le signore più adulte, invece, potevano indossare colori più decisi come il viola, il nero, il cremisi, il blu scuro o il giallo.

### La silhouette
In Inghilterra, dove durante tutto il periodo Regency rimase in auge l'idea di mostrare il proprio status anche tramite gli abiti, l'industria della moda fu particolarmente influenzata da questo fatto. Attraverso i propri abiti, in generale in quest'epoca, si determinava la ricchezza, l'etichetta, lo status di famiglia, l'intelligenza e la bellezza di una persona. Le donne finanziariamente benestanti potevano permettersi gli abiti migliori coi tessuti e le forme più ricercate, anche se prendere parte ad eventi sociali come le feste serali non era più giudicato un elemento da vivere in famiglia; l'emancipazione progressiva delle donne portò in molti casi le dame a recarsi da sole alle feste, accompagnate da degli chaperòn che potevano essere valletti o altre persone della famiglia, e non necessariamente dai mariti. Queste feste avevano lo scopo di aiutare a costruire relazioni con altre persone, magari influenti per il marito o per la famiglia.

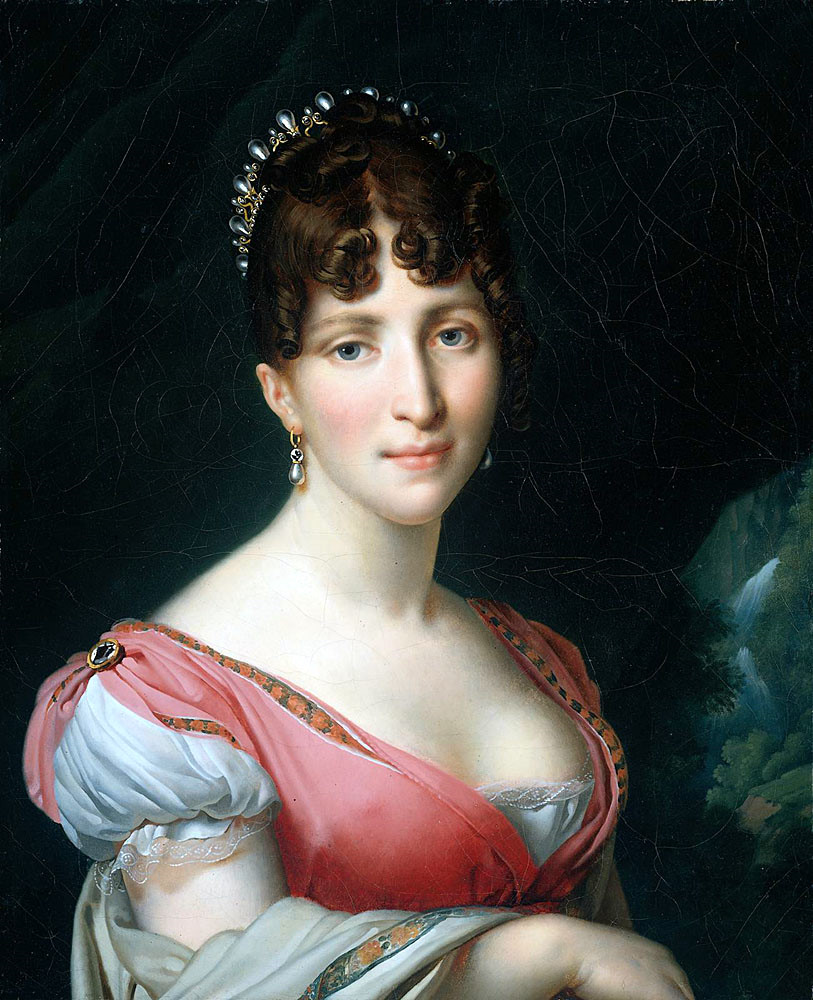
Hortense de Beauharnais

Con il periodo Regency in Inghilterra e Impero in Francia, la moda femminile ad ogni modo cambiò drasticamente, come si è detto, non solo nelle forme ma anche nei materiali utilizzati.
Francia e Inghilterra, pur su fronti diversi a livello politico, finirono per adottare lo stesso gusto neoclassico nel vestire le dame, guardando agli esempi delle antiche Grecia e Roma. Josephine de Beauharnais, moglie di Napoleone, fu una delle figure più influenti per la moda femminile di questo periodo nonché forte sponsor dello stile impero.

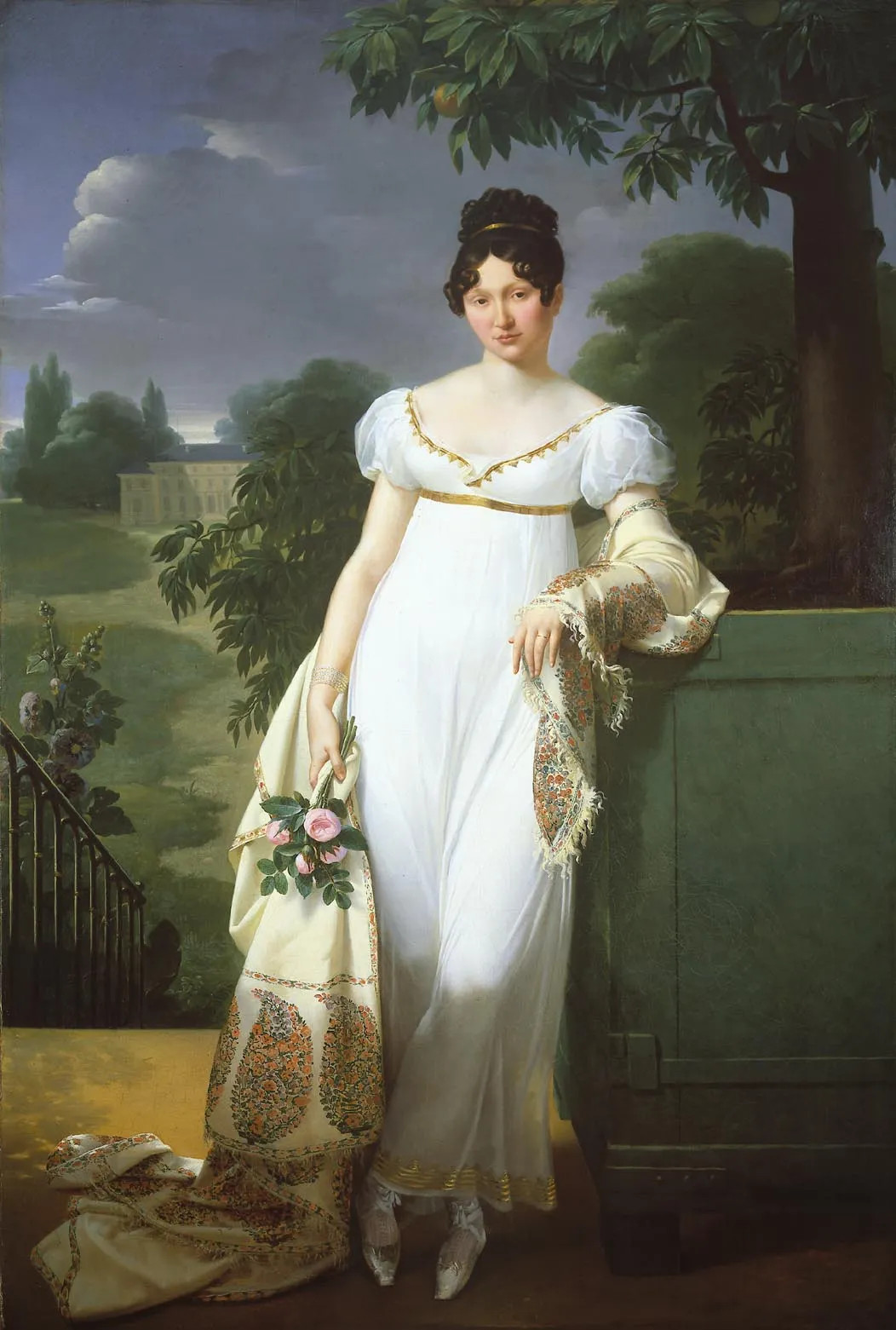
Dama francese nel 1808; l'abito era spesso accompagnato all'epoca da uno scialle o da una sciarpa con la medesima funzione, o da uno "spencer" corto in forma di giacca leggera

L'influenza neoclassica si esplicò attraverso l'uso sempre più frequente di scollature rettangolari su tuniche che riprendevano le forme dei pepli antichi, con una cinta in vita, che si proponevano come l'abito ideale in particolare per le aree con climi temperati. La silhouette impero veniva definita immediatamente sotto il busto. Sulle spalle, per le signore di età avanzata o per i climi più rigidi, era previsto l'uso di uno scialle o di una sciarpa larga e drappeggiata, talvolta decorata.

### Acconciature e copricapi

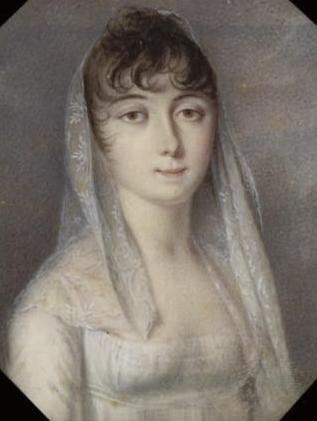
Ritratto in miniatura di una dama russa, scuola russa, c. 1800

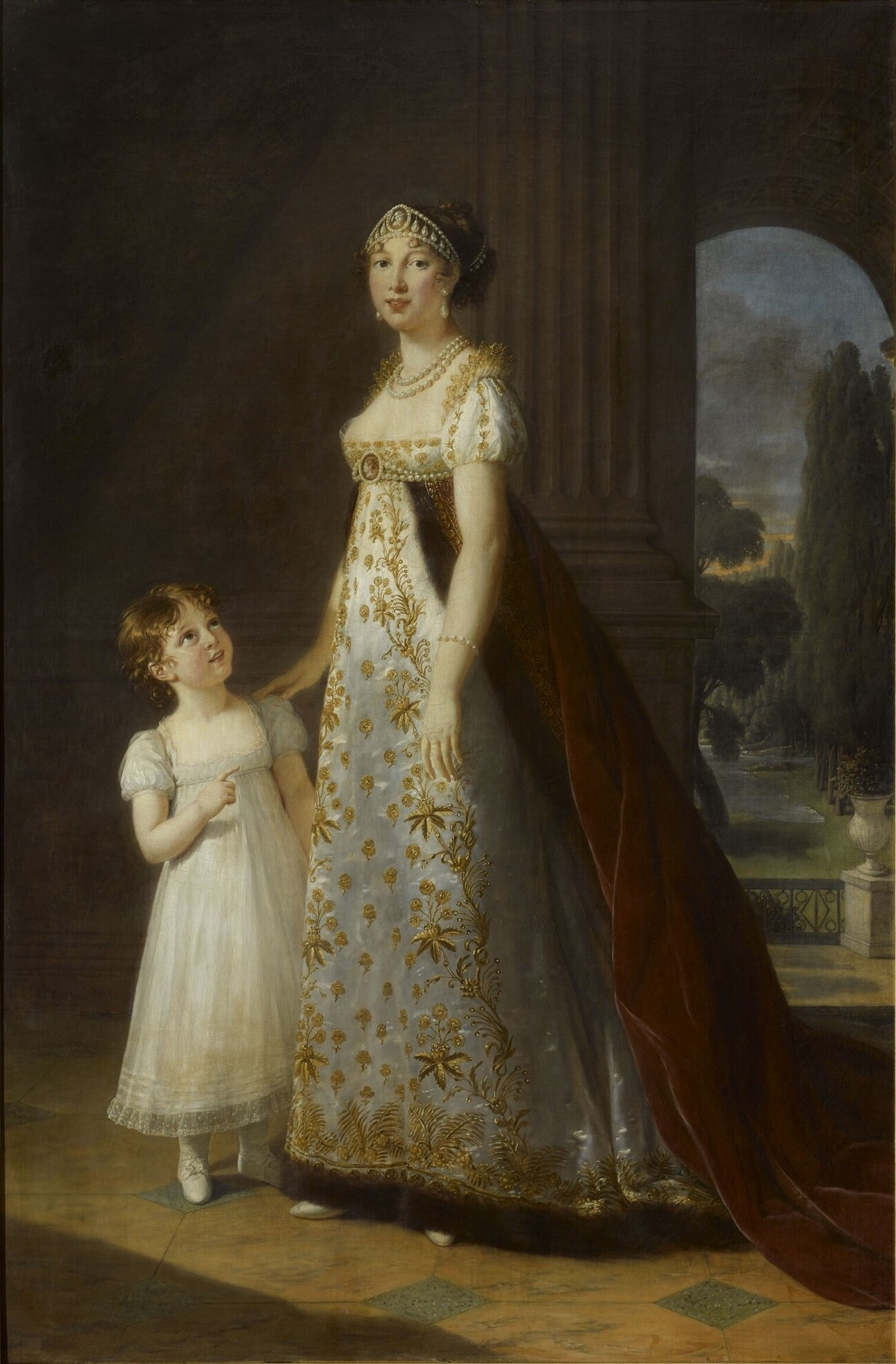
Ritratto di Carolina Bonaparte e di sua figlia Letizia, dipinto nel 1807 da Elisabeth Vigée-Lebrun. Madame Murat indossa un abito di corte formale di colore rosso.

Durante questo periodo, l'influenza classica si estese anche alle acconciature. Spesso venivano create masse di riccioli portati liberamente sulla testa, con ciocche che scendevano di lato note come nodi di Piche, sempre influenzati dallo stile greco e romano antico. Dalla fine degli anni '10 dell'Ottocento, i capelli sulla fronte iniziarono ad essere portati in piccoli riccioli. Donne avventurose come lady Caroline Lamb giunsero a portare capelli molto corti "alla Tito", che come riportò il Journal de Paris nel 1802 erano "della lunghezza pari a meno della metà di quelli che porterebbe una donna elegante".
Le donne sposate e più conservatrici continuarono ad utilizzare delle cuffie di lino sul capo, giungendo a coprire persino le orecchie. Le donne alla moda invece portavano tali cuffie solo la mattina e in casa per questioni di praticità.
Le donne rispettabili ma più avventurose erano solite non indossare un cappello o indossare solamente un bonnet. Ad ogni modo gran parte delle donne continuò ad indossare un copricapo al di fuori della propria casa anche se questo non era più sentito come necessario in casa o con l'abito da sera. Si diffusero cuffie "alla regina Maria", cappellini cinesi, turbanti orientaleggianti e cappelli ad elmetto. Spesso durante le serate, i capelli venivano adornati con gioielli e tiare, piume o nastri.

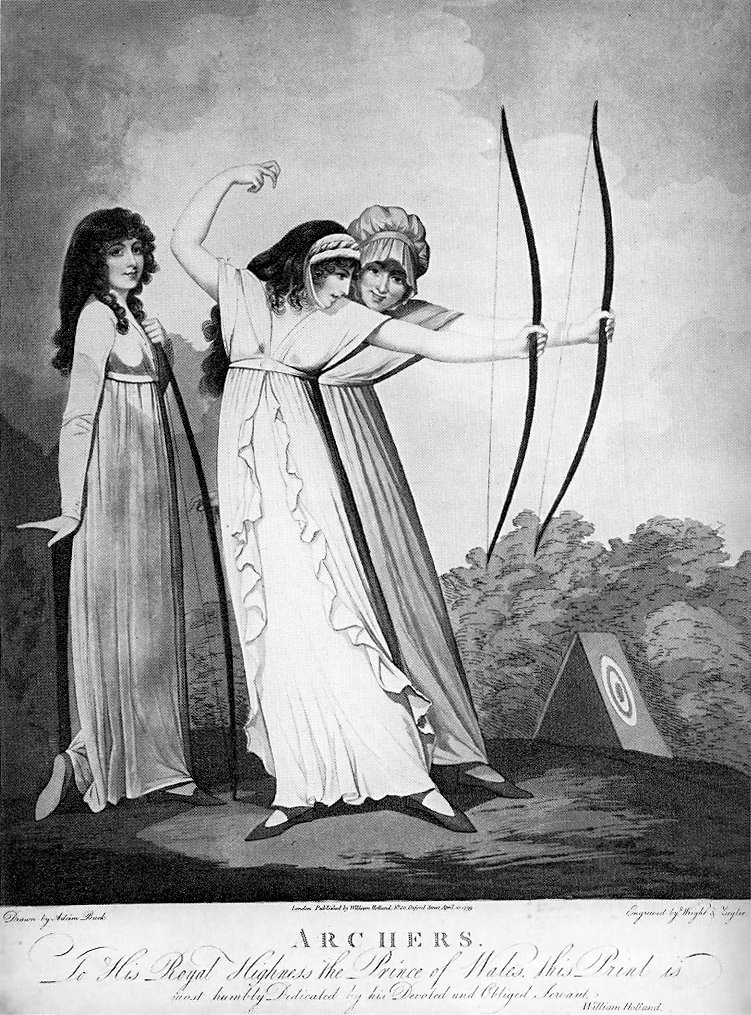
Due ragazze inglesi si esercitano con l'arco, 1799
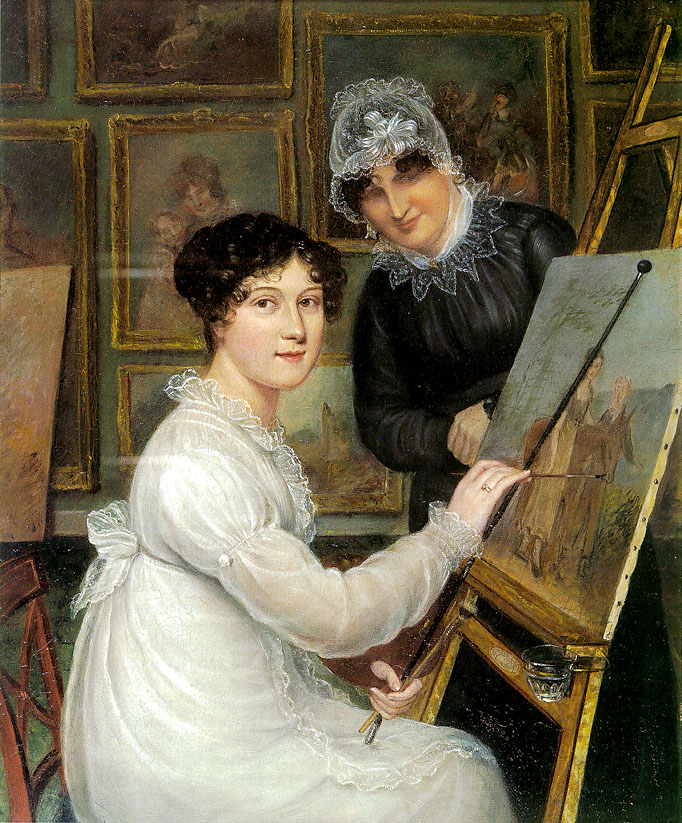
L'artista Rolinda Sharples porta un'acconciatura a ricci; sua madre indossa una cuffia da interno, c. 1820.
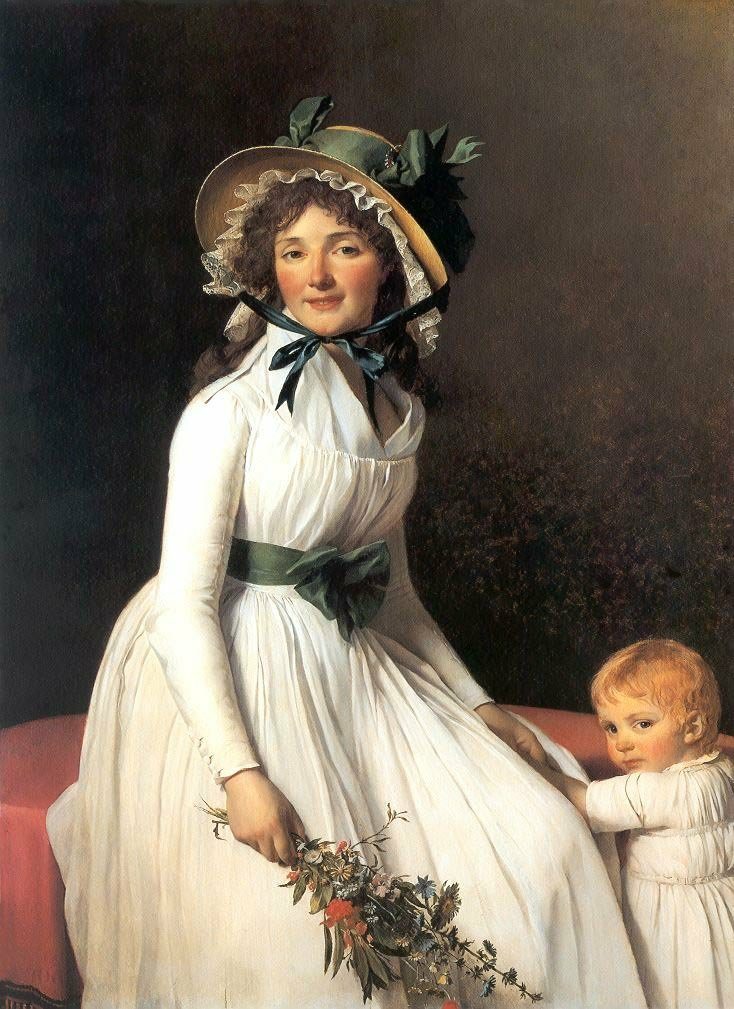
Madame Seriziat indossa un bonnet con un nastro verde, 1795 (dipinto di Jacques-Louis David)
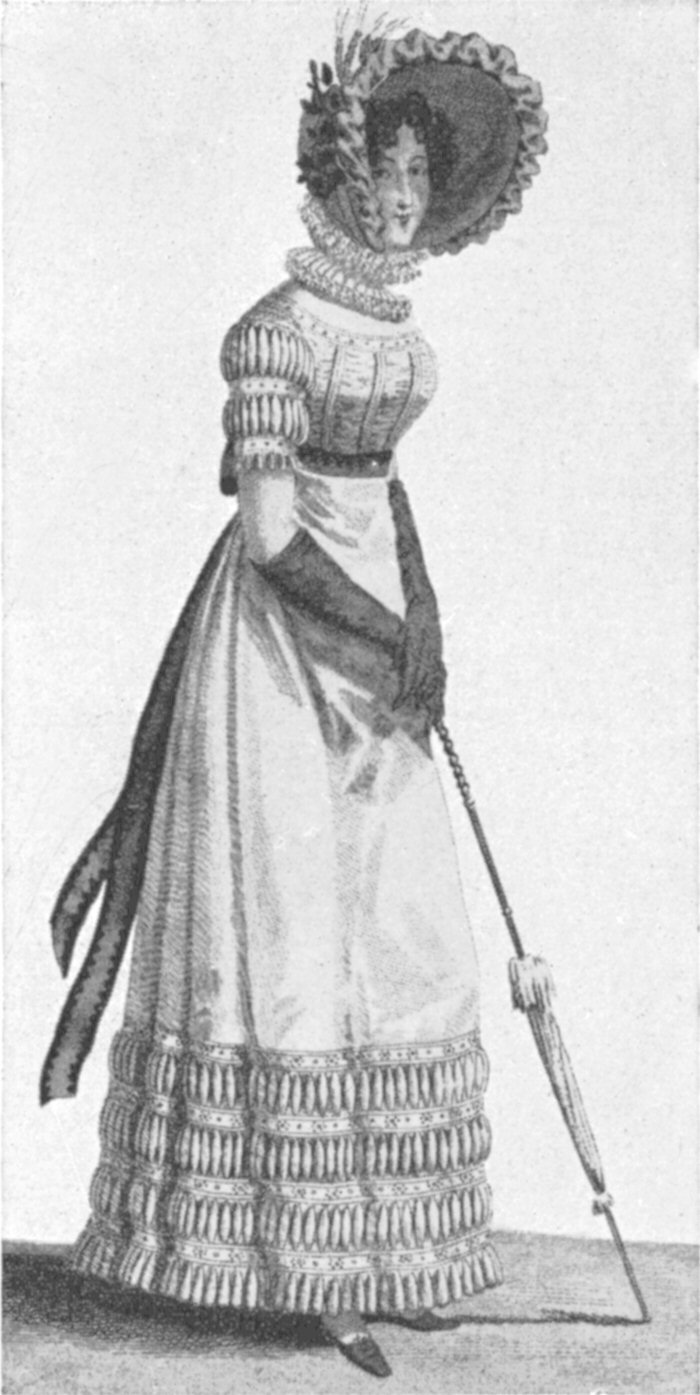
Un bonnet alla moda, Parigi, 1818

### Abbigliamento intimo

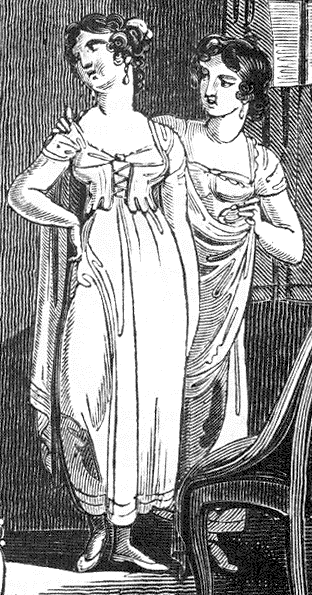
Illustrazioni del 1811 di abbigliamento intimo in stile Regency

Le donne in quest'epoca iniziarono ad utilizzare una varietà sempre maggiore di abbigliamento intimo. La prima forma di abbigliamento intimo, già dal XVIII secolo, era la camicia (o chemise), realizzata in cotone bianco e più corta rispetto al vestito. Questi indumenti intimi avevano lo scopo di evitare di macchiare di sudore gli abiti esterni e quindi erano estremamente pratici anche per il lavaggio. All'epoca, infatti, il lavaggio veniva eseguito con una preinsaponatura, poi una bollitura in acqua calda, da qui la necessità di non avere capi colorati, pizzi e altri abbellimenti. Le camicie evitavano inoltre che mussole e vestiti di seta potessero rivelare troppo del corpo delle signore.
Furono in uso anche i corsetti ma la moda classica in realtà non prevedeva l'uso di questo capo associato all'abito impero. A differenza dei precedenti corsetti, ad ogni modo, quelli in uso accennavano già alla funzione dei moderni reggiseni, ovvero estendevano di poco la forma del seno ed erano spesso indossati sopra le camicie (quindi non direttamente sulla pelle).
L'ultimo abbigliamento intimo era la sottoveste, che poteva essere senza maniche, fissato sul retro con occhielli e ganci, bottoni o nastri. Queste sottovesti erano spesso indossate tra l'intimo ed il vestito esterno ed erano considerate parte del vestito, non dell'intimo. La parte bassa della sottoveste poteva essere visibile quando il vestito veniva sollevato ad esempio per evitare fango o polvere, garantendo quindi sempre la copertura delle gambe ma solo l'esposizione di un vestito meno raffinato rispetto a quello superiore.
Non si indossavano mutande all'epoca.
Le calze, realizzate in seta con rifiniture in cotone, erano sostenute da delle giarrettiere al ginocchio e tali rimasero sino alla fine dell'Ottocento. Potevano essere bianche o color carne.

### Abbigliamento da esterno e scarpe

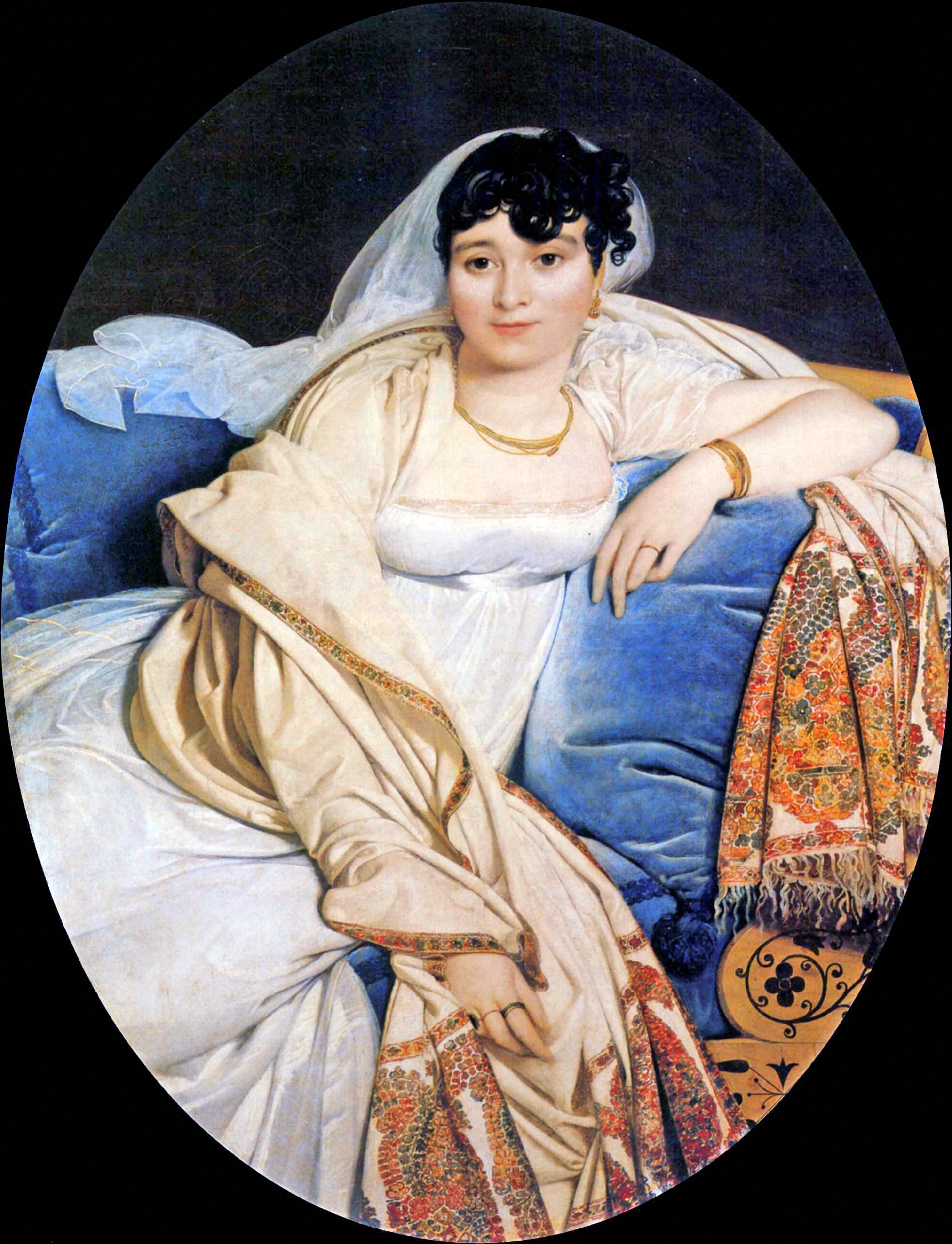
Madame Rivière, 1806, Jean Auguste Dominique Ingres, Louvre.

Durante questo periodo, l'abbigliamento femminile prevedeva l'utilizzo di stoffe più fini rispetto a quelle usate nelle epoche precedenti e per questo, in particolare per i climi più freddi, divenne necessario l'uso di abiti da riparo da portarsi sopra i vestiti. Presero piede così le pellicce e le redingottes assieme a scialli, mantelli, mantellette e cappe. Le mantelle potevano anche essere dotate di cappuccio. Le redingottes, già diffuse sulla fine del Settecento e tratte esplicitamente dalla moda maschile, potevano essere di materiali e forme differenti. All'insegna dell'orientalismo, presero piede in Europa per la prima volta degli scialli di manifattura indiana, come pure scialli e sciarpe di seta per i luoghi più caldi. Gli scialli potevano essere realizzati anche in cashmere o in mussola per l'estate. Il motivo più diffuso divenne il paisley persiano.
Iniziarono a diffondersi anche delle giacche corte chiamate spencers per l'abbigliamento fuori casa realizzati in materiali come lana merino, velluto, bordati di pelliccia di volpe o cincillà.
Zoccoli di metallo rialzati erano indossati per proteggere le scarpe dalla pioggia o dal fango, rialzate circa 2,5 cm da terra.

### Accessori

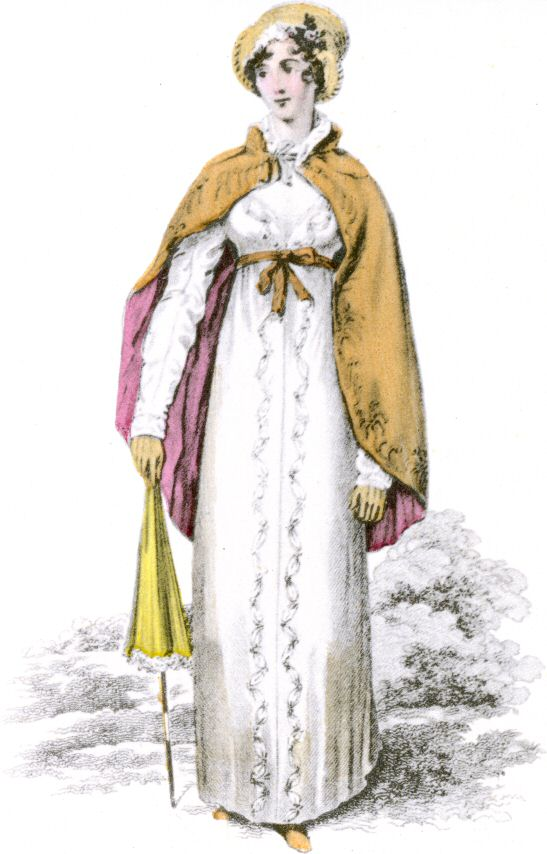
c. 1813

I guanti vennero indossati sempre più frequentemente all'esterno delle case da parte delle signore. All'interno della casa erano un segno di distinzione sociale oppure venivano portati in occasioni particolarmente formali come in occasione di balli; venivano rimossi al momento della cena. Sulla lunghezza dei guanti su Mirror Graces si scriveva:
La reticella serviva per contenere gli effetti personali di una dama, come i sali. Gli abiti, infatti, non avevano tasche e pertanto le borsette risultavano essenziali. Queste borsette erano dette anche bustine o ballantine, avevano forma rettangolare ed erano portate sospese con un nastro, una corda o una catenella alla cintura in vita.
I parasoli proteggevano la pelle dai raggi solari ed erano considerati un importante accessorio di moda. Potevano essere di materiali, forme e colori differenti.
Altro oggetto importante era il ventaglio, non solo per rinfrescarsi d'estate, ma anche per la gestualità ed il linguaggio del corpo. Realizzato in carta o in seta con stecche in avorio o di legno, il ventaglio poteva essere istoriato con motivi ornamentali orientali o scene popolari dell'epoca.

### Lo stile Direttorio (1795–1799)
Lo stile Direttorio francese si diffuse dall'architettura anche alla moda, fondendo col Regency.

Ritratto di lady Emma Hamilton dipinto da Elisabeth Vigée-Lebrun anni '90 del Settecento.

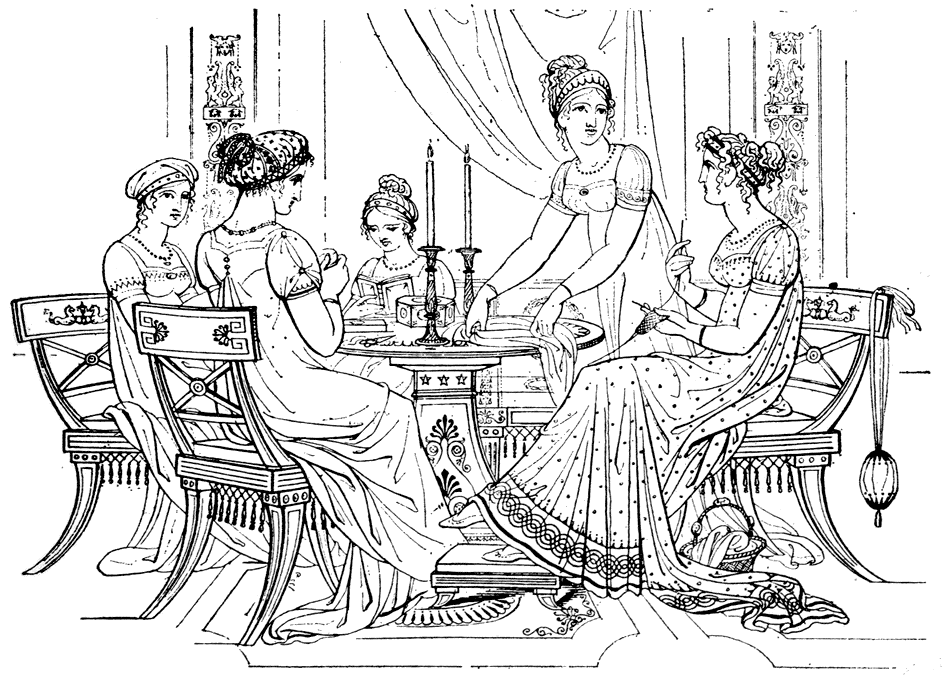
Una raffigurazione classicheggiante ed idealizzata di una scena domestica in stile Regency inglese

Dalla metà degli anni '90 del Settecento, il neoclassico prese piede nel mondo della moda partendo dalla Francia. Diverse furono le influenze che si combinarono insieme radunando elementi della moda inglese e di quella francese dell'epoca, assieme al desiderio di compiere una rivoluzione nel vestiario che abbandonasse definitivamente i corsetti rigidi ed il satin tipici della moda dell'Ancient Régime (vedi Storia della moda 1775-1795) a favore di forme più neoclassiche, associate agl ideali repubblicani (con riferimento più alla Grecia antica che alla Roma antica). Questo riportò in auge i fasti del passato classico dell'Europa, in parte incoraggiata dalle recenti scoperte di Pompei ed Ercolano, scoperte che presero piede in breve tempo in tutto il continente grazie anche alla moda.
A partire dagli anni '90 del Settecento, Emma Hamilton iniziò ad esibirsi nella pratica della pantomima senza maschere e senza accompagnamento musicale. Le sue performances di attrice crearono una fusione tra arte e natura del corpo. Per meglio aiutare il pubblico a comprendere i suoi spettacoli basati su figure mitologiche o storiche, Emma indossava spesso abiti á la grecque che presero velocemente piede nel panorama della moda francese. I suoi movimenti erano accentuati dall'uso di tessuti fini e leggeri che consentivano di enfatizzare le linee del suo corpo in certe pose. L'utilizzo di luci e ombre, inoltre, metteva in risalto alcuni particolari del suo corpo che pure rimanevano coperti, stupendo il pubblico e creando scandalo nel contempo. Lo stile di Emma si diffuse rapidamente da Napoli a Parigi seguendo i suoi spettacoli.

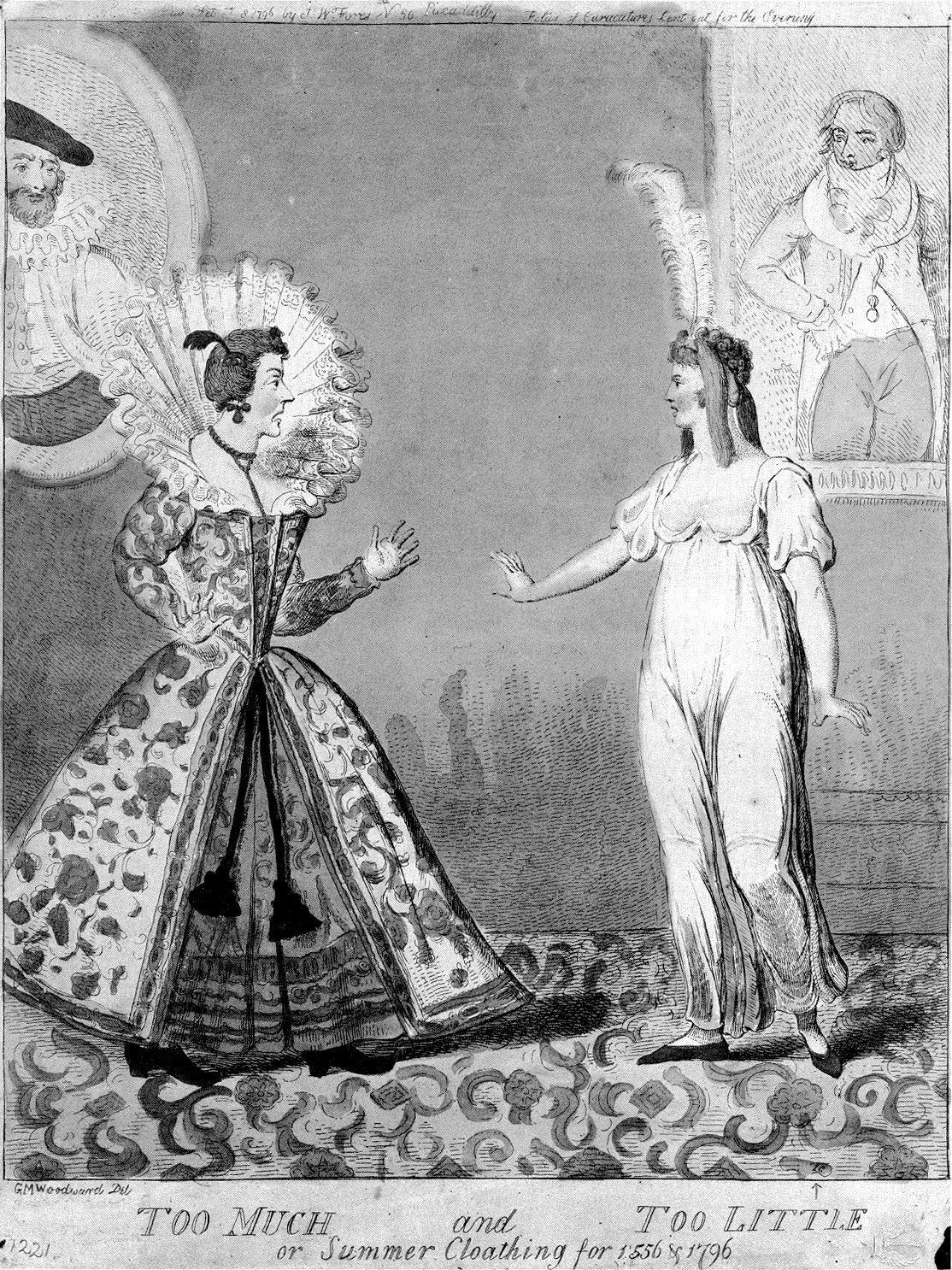
Un contrasto satirico del 1796 tra lo stile elisabettiano dei costumi del Seicento con lo stile Direttorio d'ultima moda: Troppo e troppo poco, si legge nella descrizione di questa caricatura di Isaac Cruikshank

Vi sono delle prove secondo le quali la mussola bianca come abito divenne popolare dopo il Colpo di Stato del 9 termidoro, influenzato dagli abiti utilizzati in prigione. Le donne della rivoluzione come madame Tallien si fecero ritrarre con esso perché era l'unico abito di cui disponevano all'epoca del loro imprigionamento. La chemise á la grecque rappresentava anche la volontà di liberarsi dei propri passati valori culturali e guardare alle novità del futuro.
Lo stile classico impose inoltre una maggiore esposizione del seno. L'iconografia del periodo rivoluzionario enfatizzò notevolmente il gesto dell'allattamento al seno compiuto dalle madri e pertanto la chemise divenne il segno di una nuova società egualitaria. Lo stile era semplice ed appropriato per le donne incinte e per le giovani madri. La maternità venne a tal punto enfatizzata che non era raro vedere donne camminare per la strada col seno esposto oppure con dei cuscini sotto la pancia per sembrare incinte.
Il bianco era considerato il colore più adatto per i vestiti neoclassici (con accessori spesso di colore contrastante).

#### Galleria dello stile Direttorio

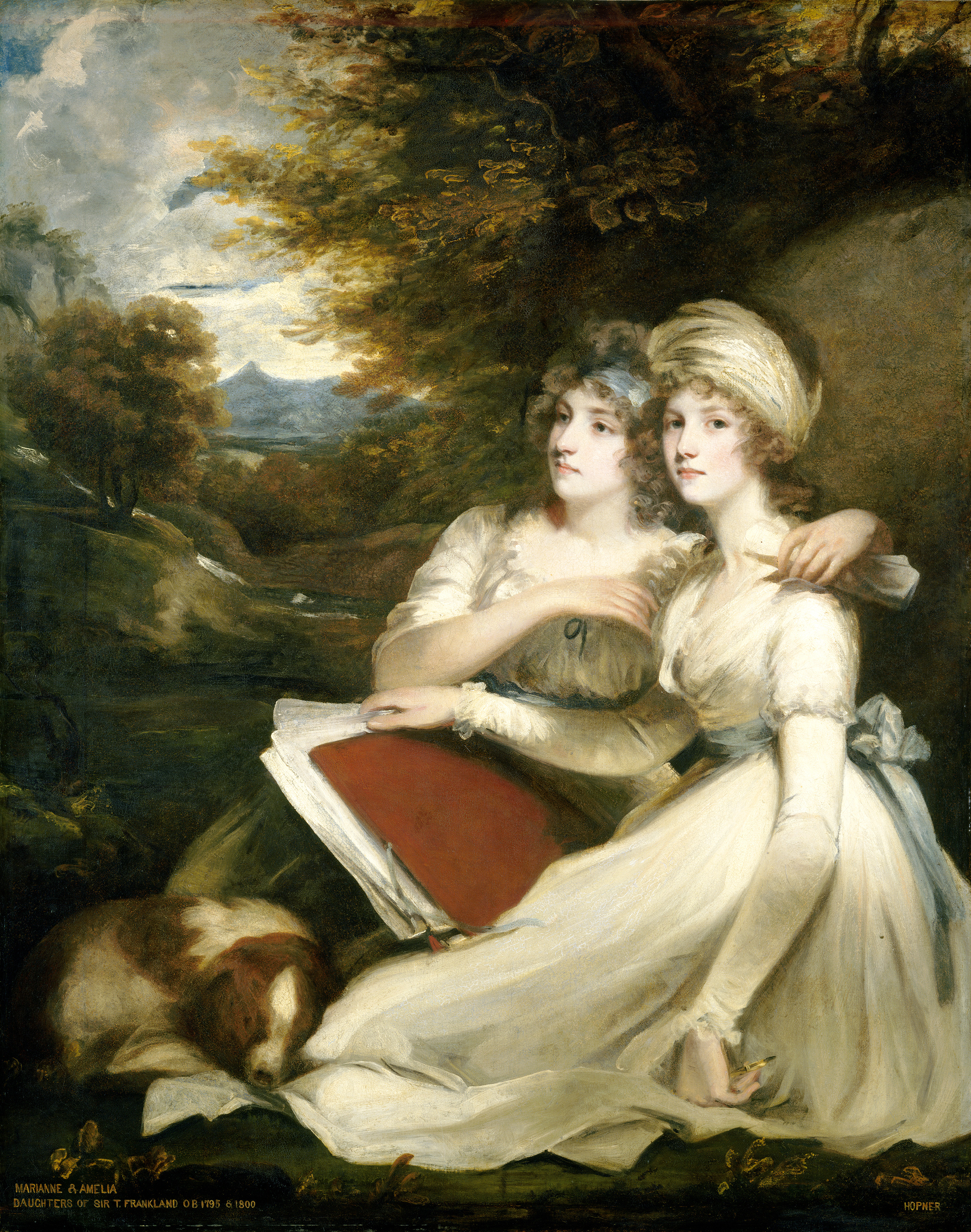
1 – 1795
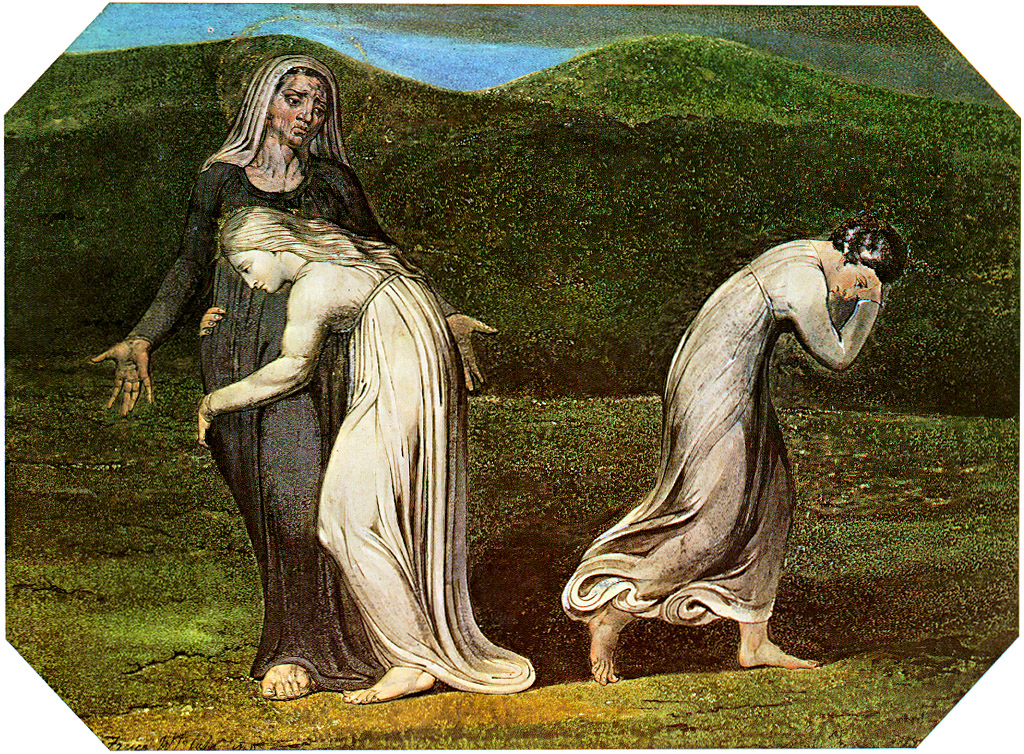
2 – 1795
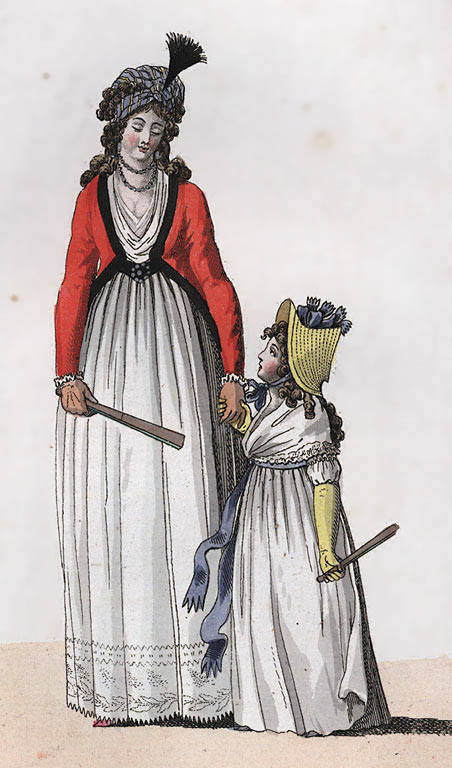
3 – 1796
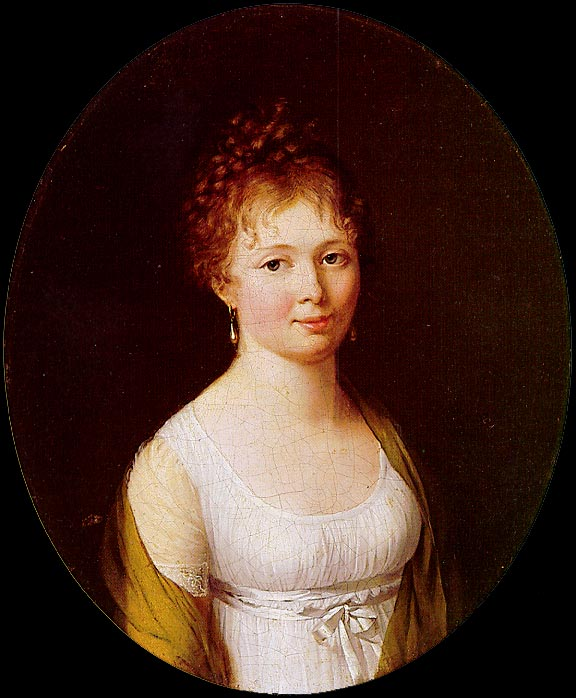
4 – ca. 1798
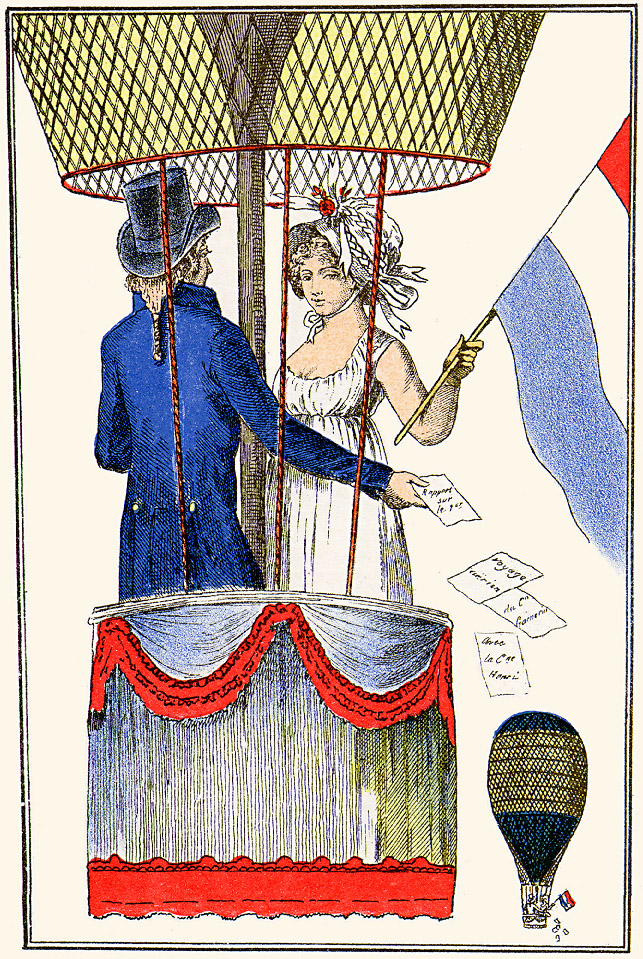
5 – 1798
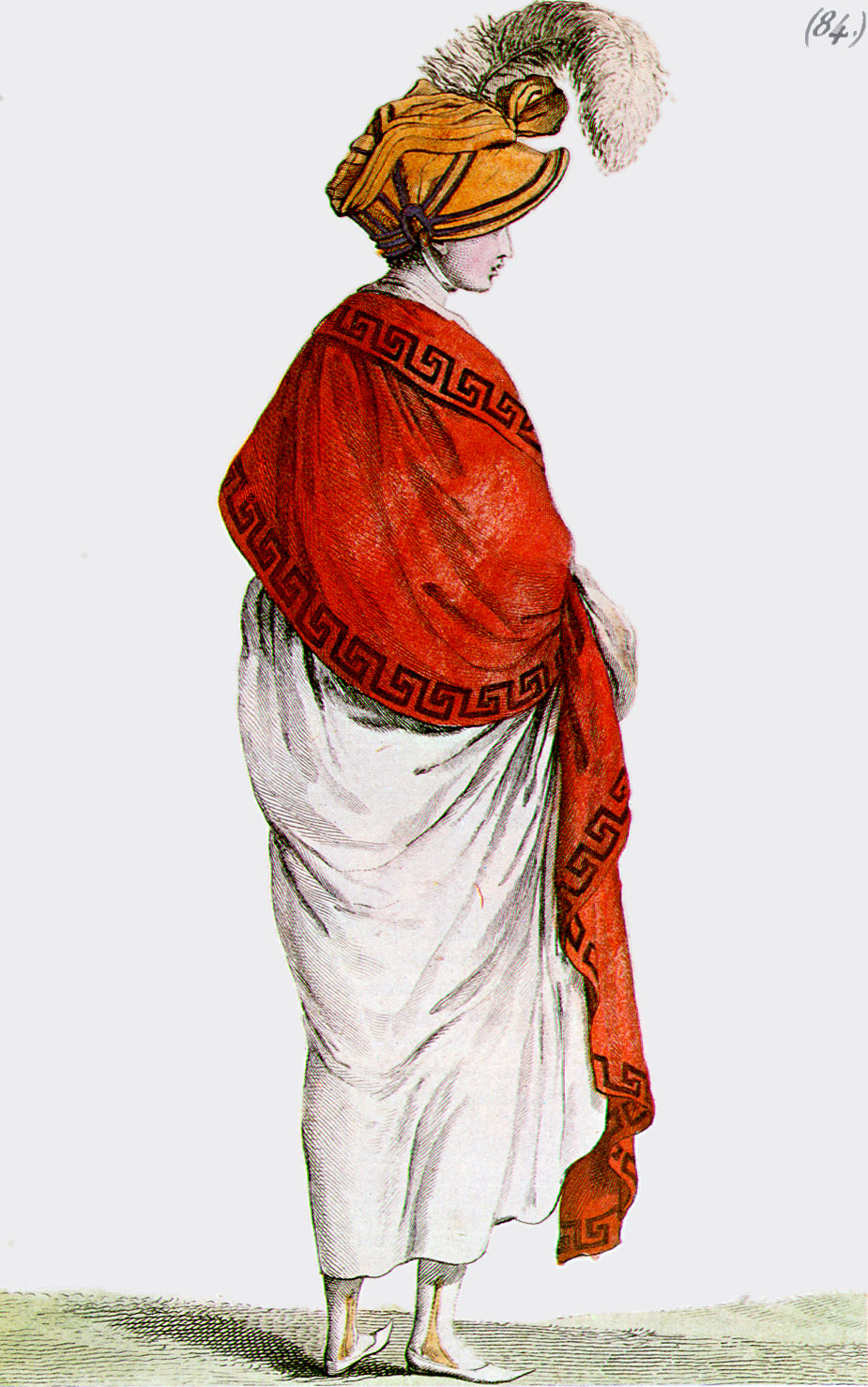
6 – 1799
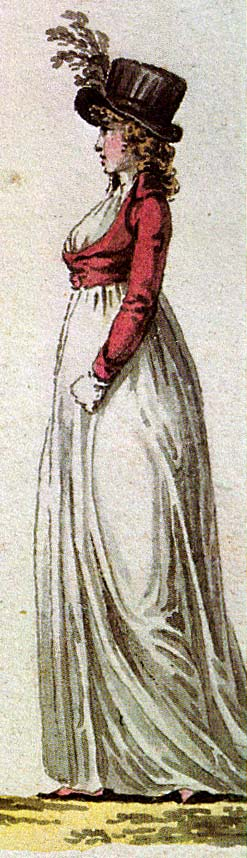
7 – 1798
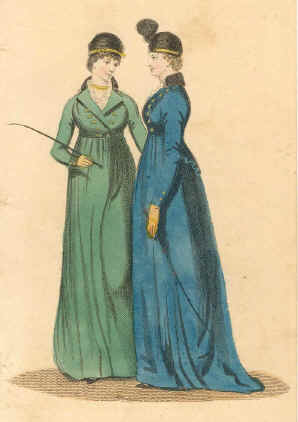
8 – 1799

1. Questgo ritratto delle sorelle Frankland eseguito da John Hoppner fornisce l'idea dello stile del 1795.
2. "Ruth supplica Naomi e Orpah di ritornare nella terra di Moab" di William Blake. Blake non è un tipico neoclassicista, ma mostra in qualche modo l'idealizzazione dell'antico.[39]
3. Figurino di Lipsia che mostra una donna e una bambina che indossano abiti leggermente neoclassici.
4. Ritratto di Gabrielle Josephine du Pont.
5. Dipintodel 1798 che mostra una donna in procinto di intraprendere un viaggio in pallone con un vestito in stile Direttorio.
6. Figurino di un vestito bianco di stile Direttorio portato con uno scialle di colore contrastante e con un contorno grecato.
7. Schizzo del 1798 che mostra un outfit giornaliero con uno "spencer" corto (meno neoclassico e più tendente verso la silhouette impero).
8. Abito da caccia del 1799. L'abito è composto di una giacca corta con code. L'abito verde a sinistra potrebbe essere una redingotte.

##### Caricature

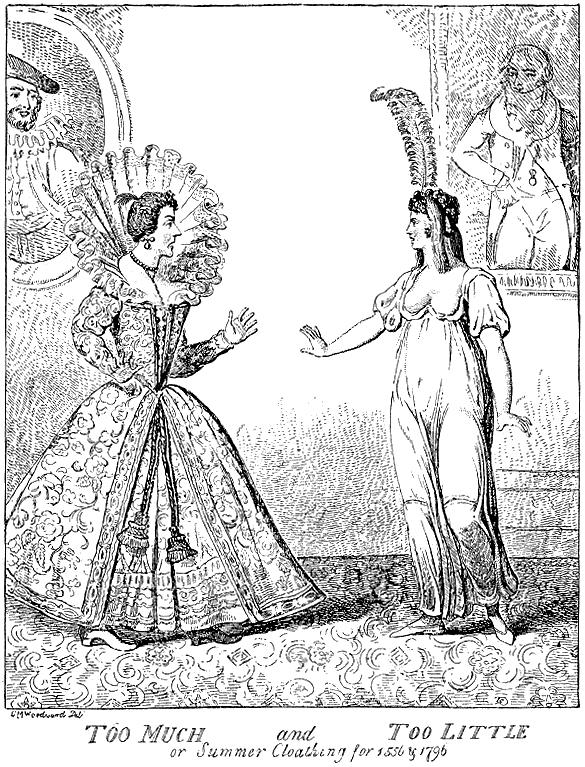
1 – 1796
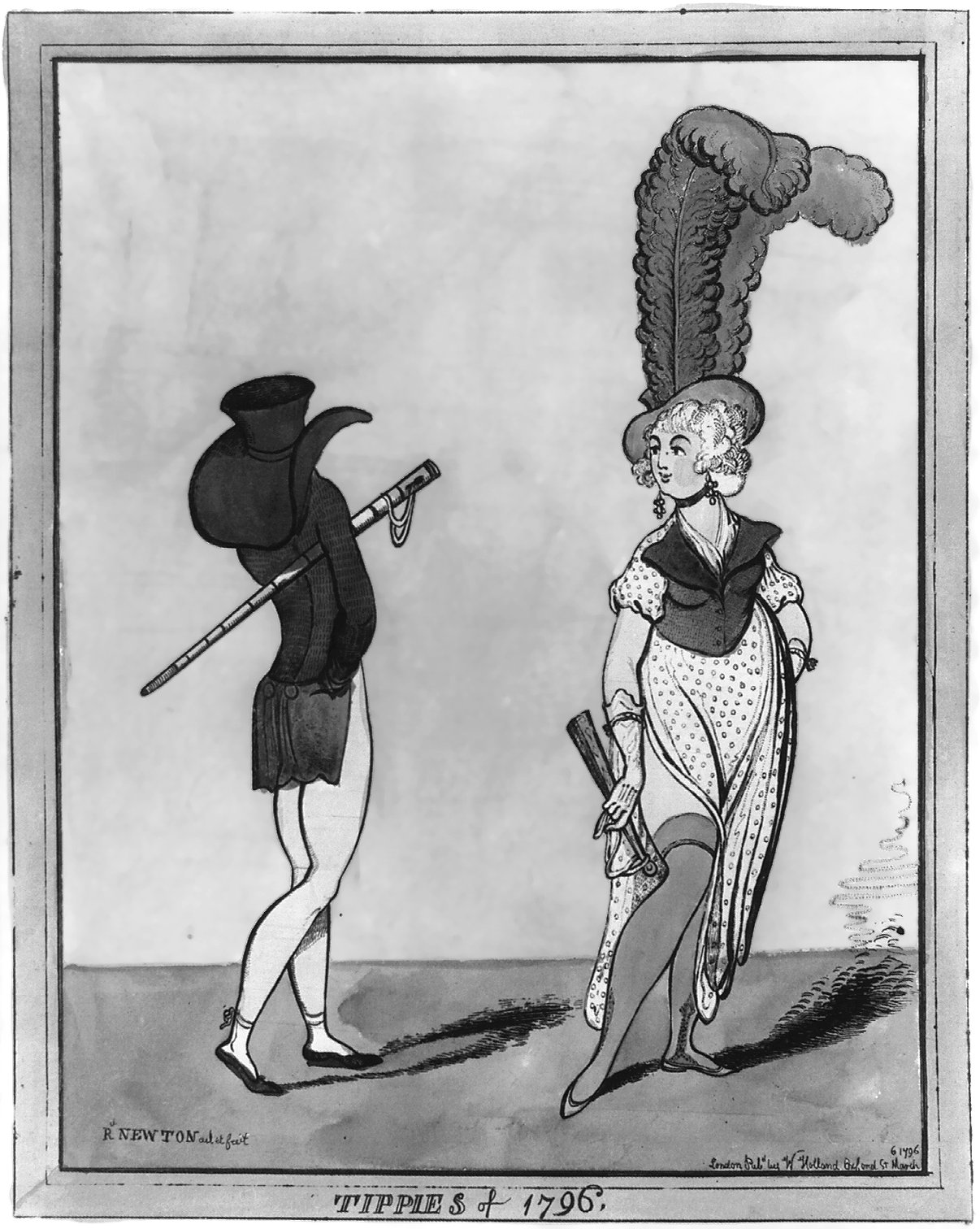
2 – 1796
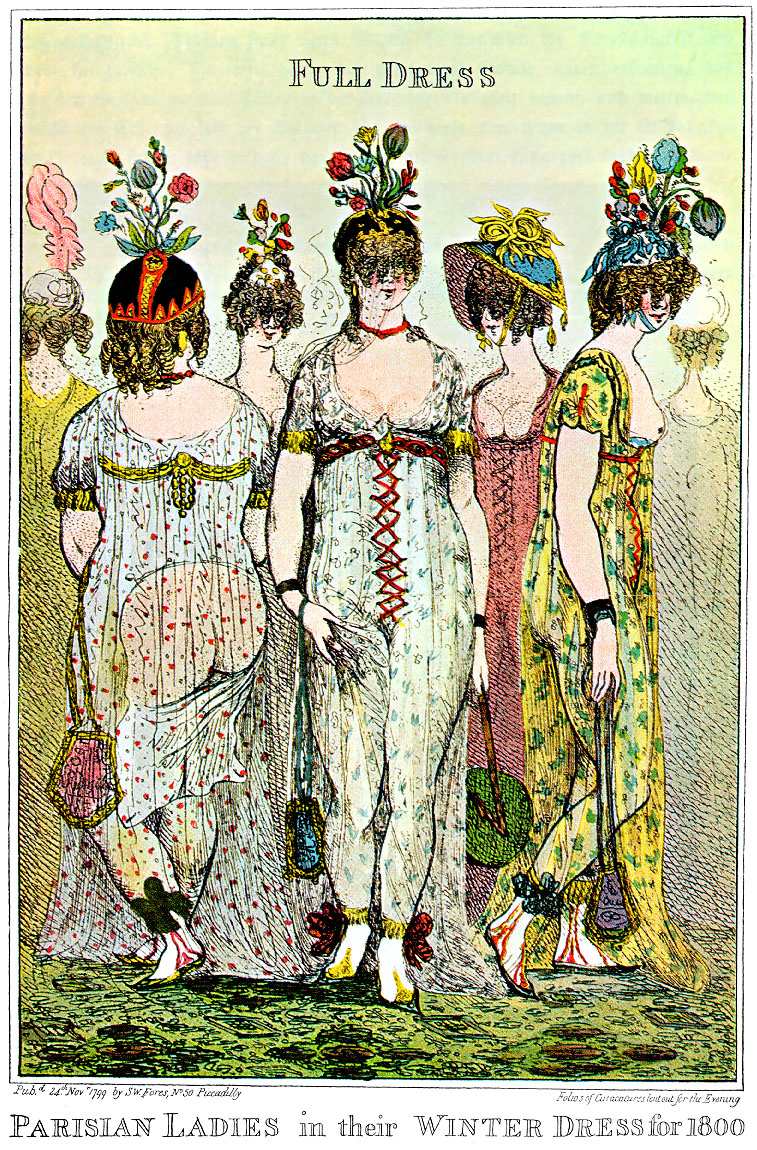
3 – 1799
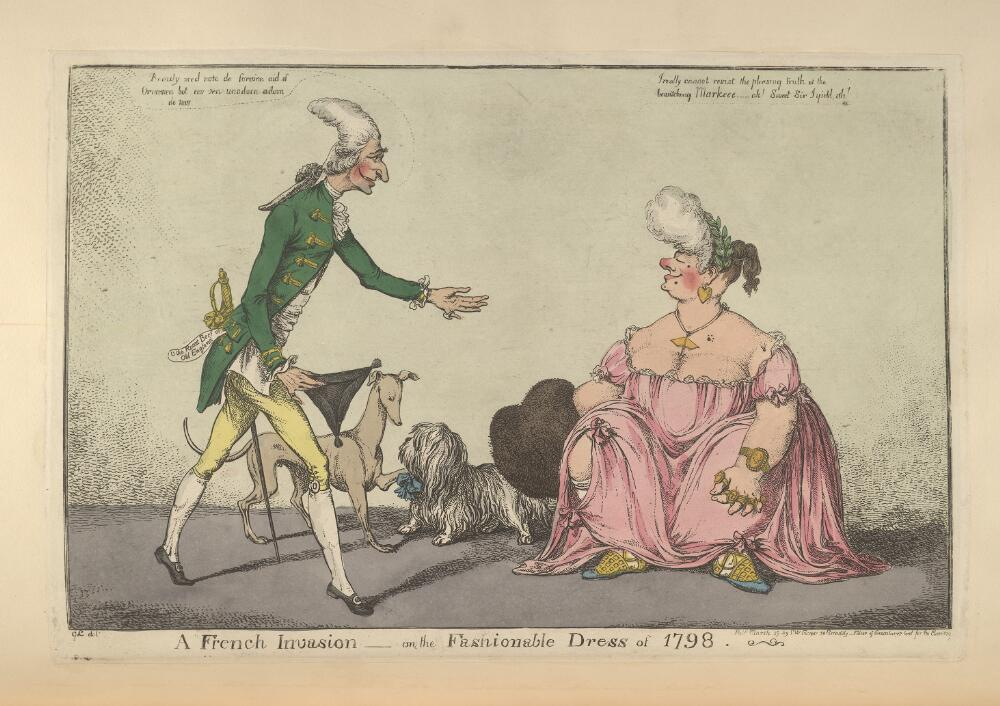
4 – 1798

1. "TROPPO e TROPPO POCO, o Vestiti estivi del 1556 & 1796", una caricatura datata 8 febbraio 1796 di Isaac Cruikshank (padre di George) da un disegno di George M. Woodward (nel 1796, lo stile neoclassico puro era ancora considerato "nuovo" in Inghilterra).
2. "Tippies of 1796", caricature che parodiano il modo di acconciarsi i capelli delle donne dell'epoca.
3. "Donne parigine in abito invernale", caricatura di Isaac Cruikshank che ironizza l'eccessivo stile diafano indossato da Parigi alla fine degli anni '90 del Settecento.
4. "L'invasione francese sui vestiti di moda del 1798", caricatura inglese dell'epoca.

### Stile impero (1800–1815)

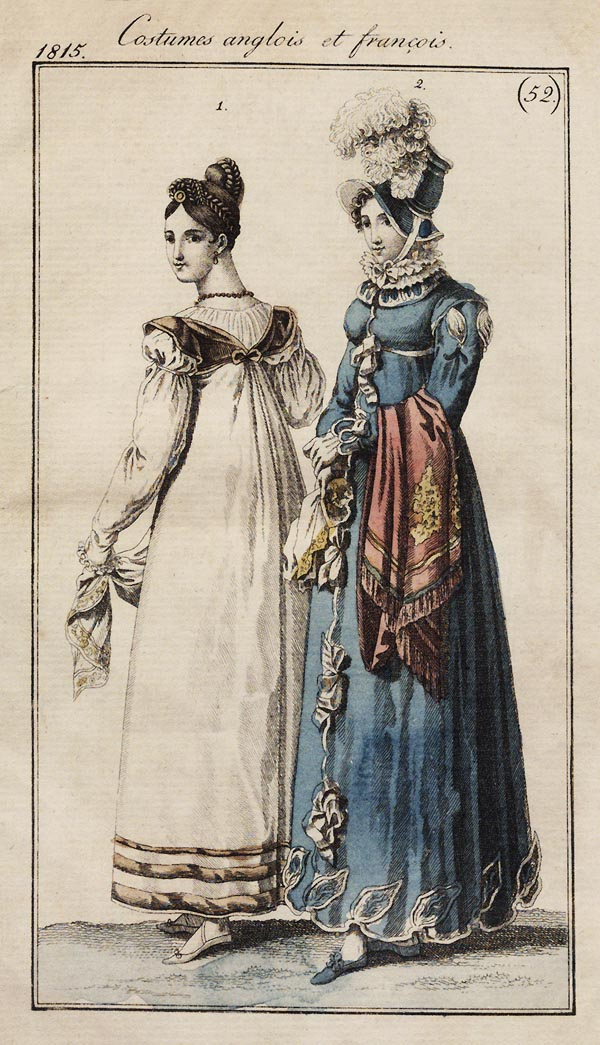
Mode inglese e francese, 1815. Il vestito per la mattina ha maniche lunghe e come il costume per le passeggiate ha delle decorazioni sull'orlo e dettagli nella parte alta.

Lo Stile Impero influenzò la moda direttamente. Durante i primi due decenni del XIX secolo, la moda continuò a seguire la silhouette impero, ma con aspetti diversi e con una progressiva diluizione del neoclassicismo. I vestiti vennero leggermente innalzati per consentire un più agevole modo di camminare nelle stanze. Iniziarono a diffondersi anche altri colori oltre al bianco e si iniziarono ad utilizzare materiali e stoffe meno leggere; tornarono anche gli ornamenti ed i ricami sui vestiti.

#### Galleria dello stile impero

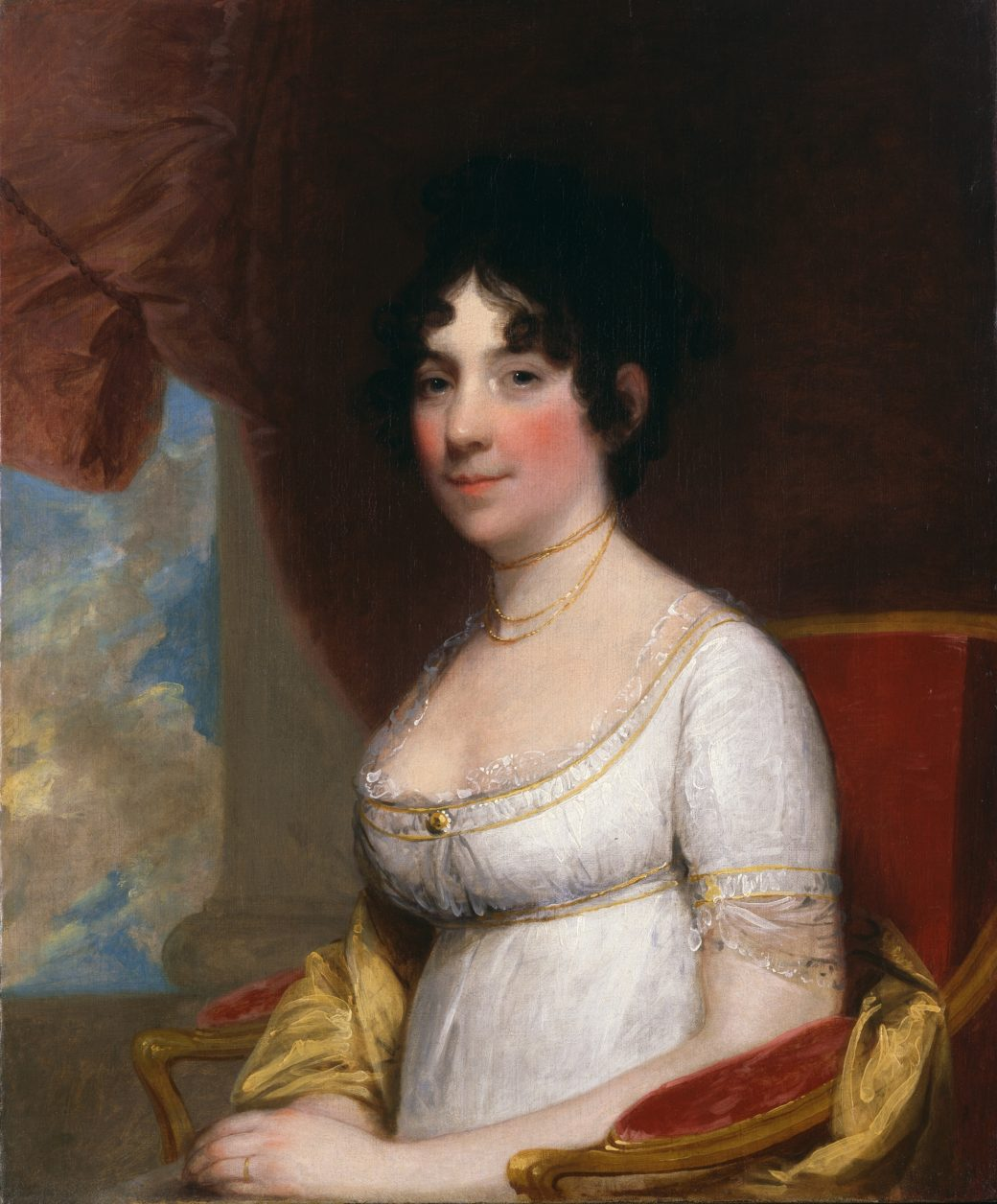
1 – 1804
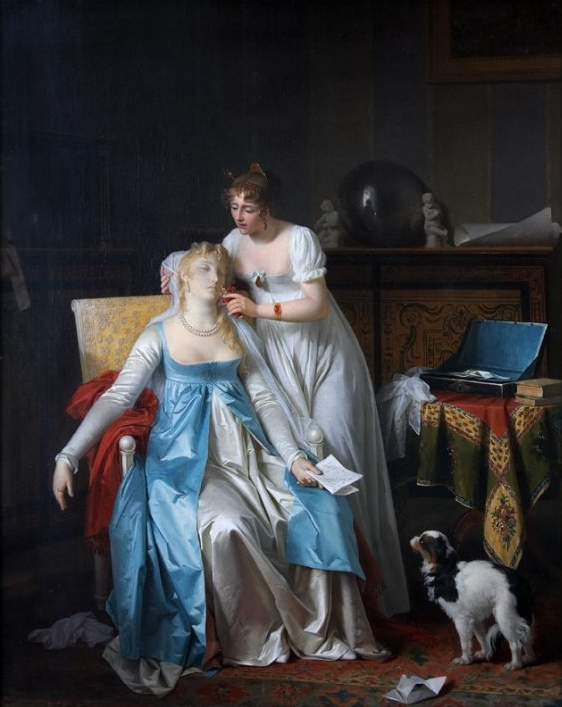
2 - 1804
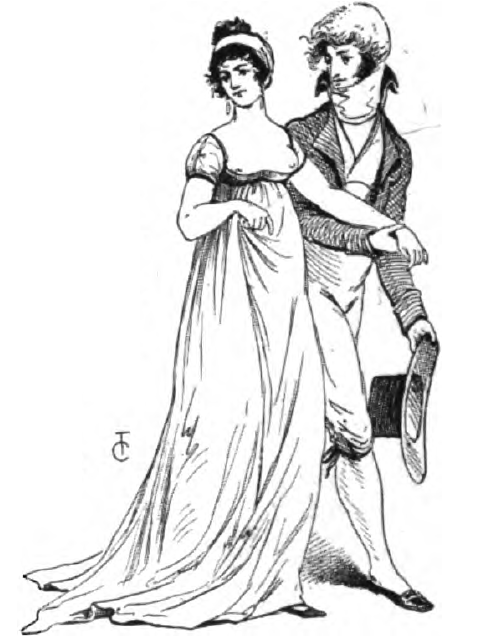
3 – 1804
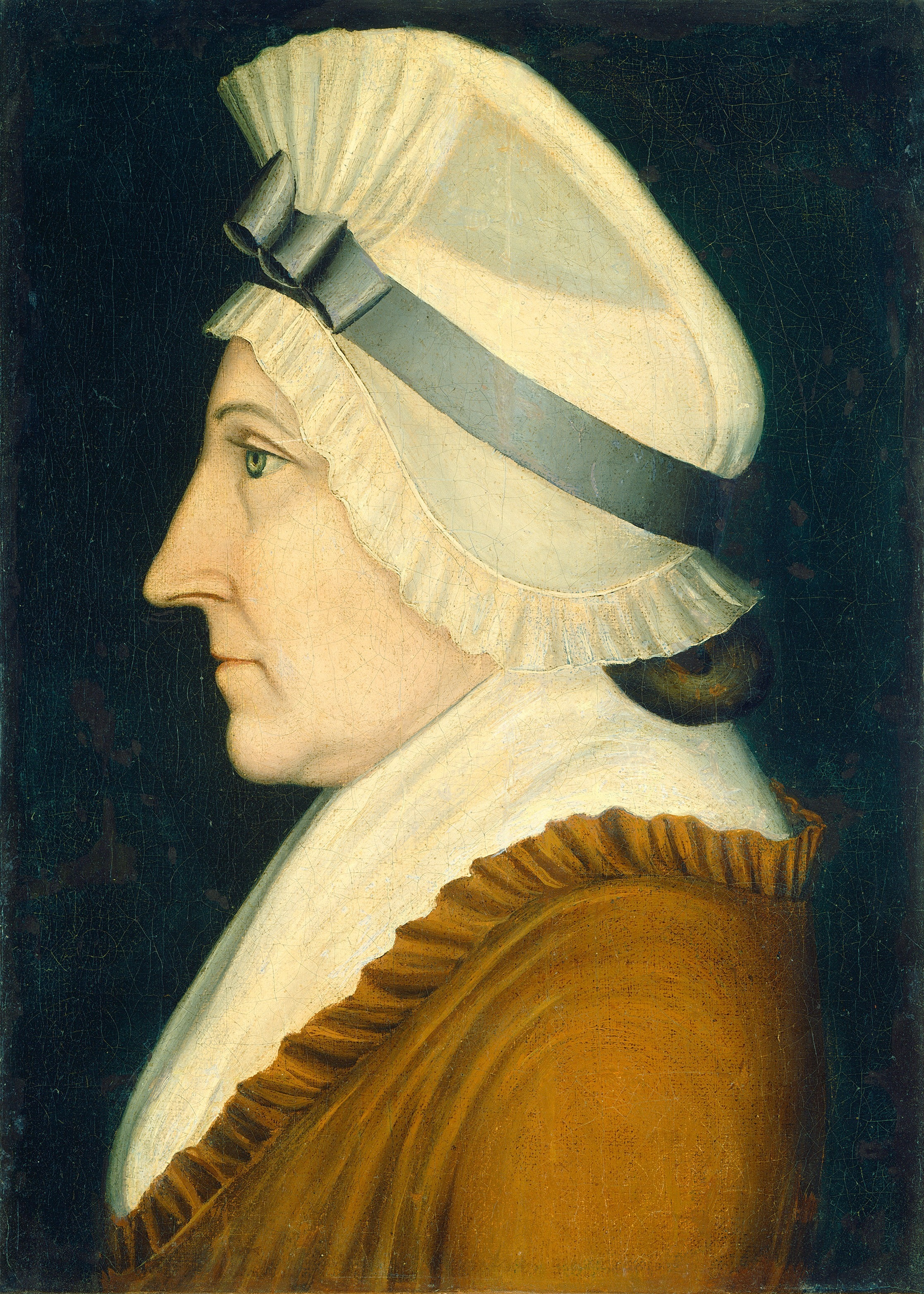
4 – c. 1805
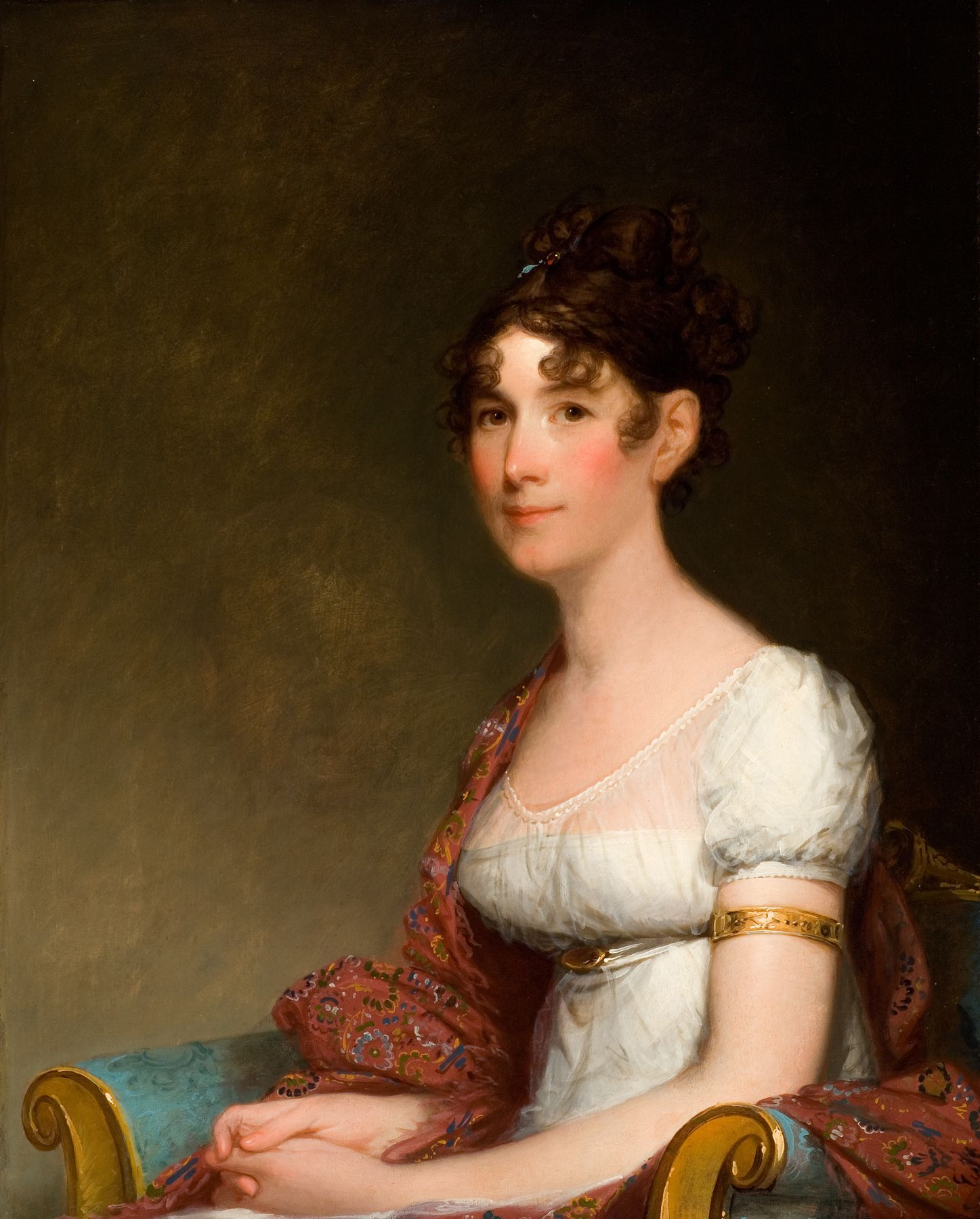
5 – 1809
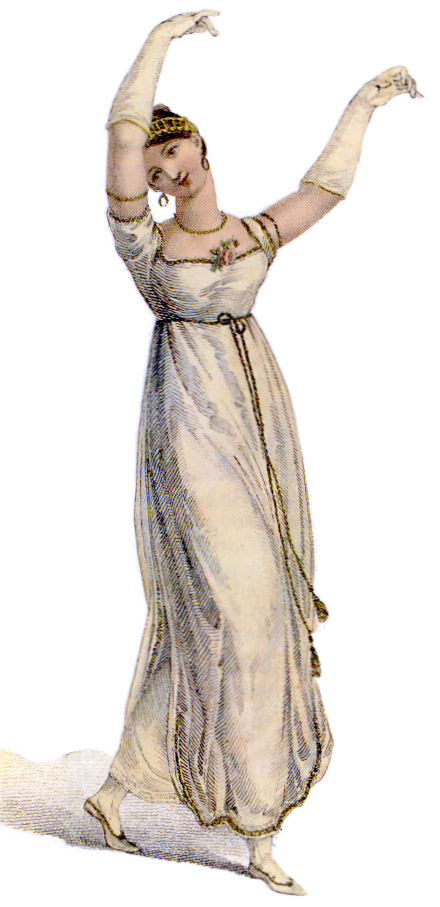
6 – 1809
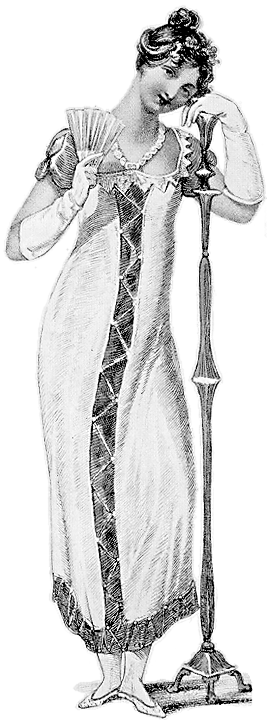
7 – 1810
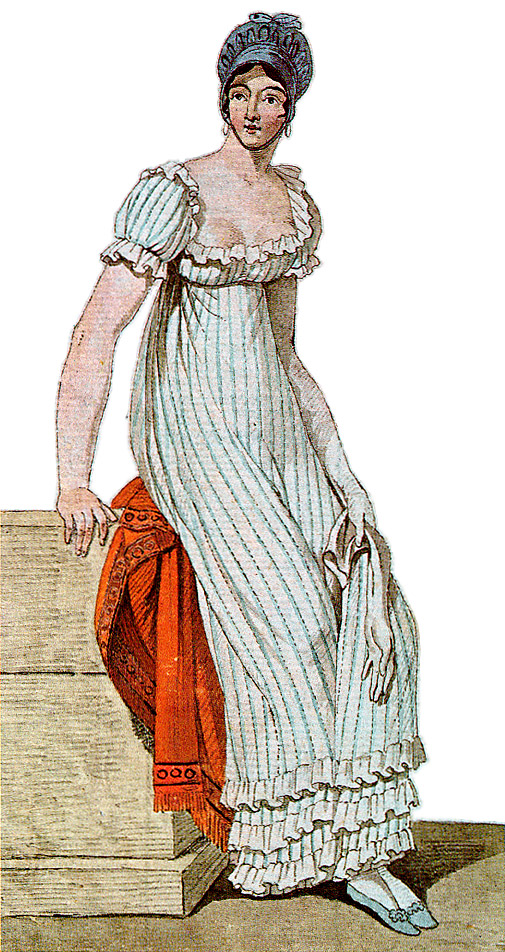
8 – 1810
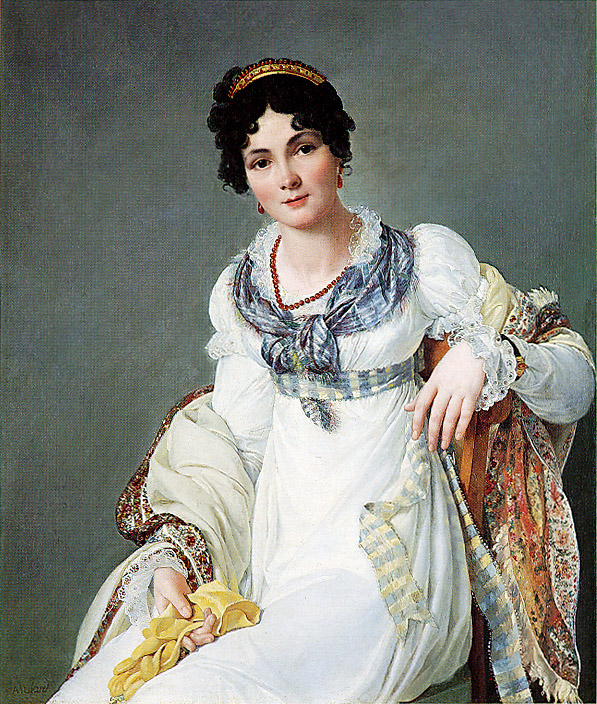
9 – 1810
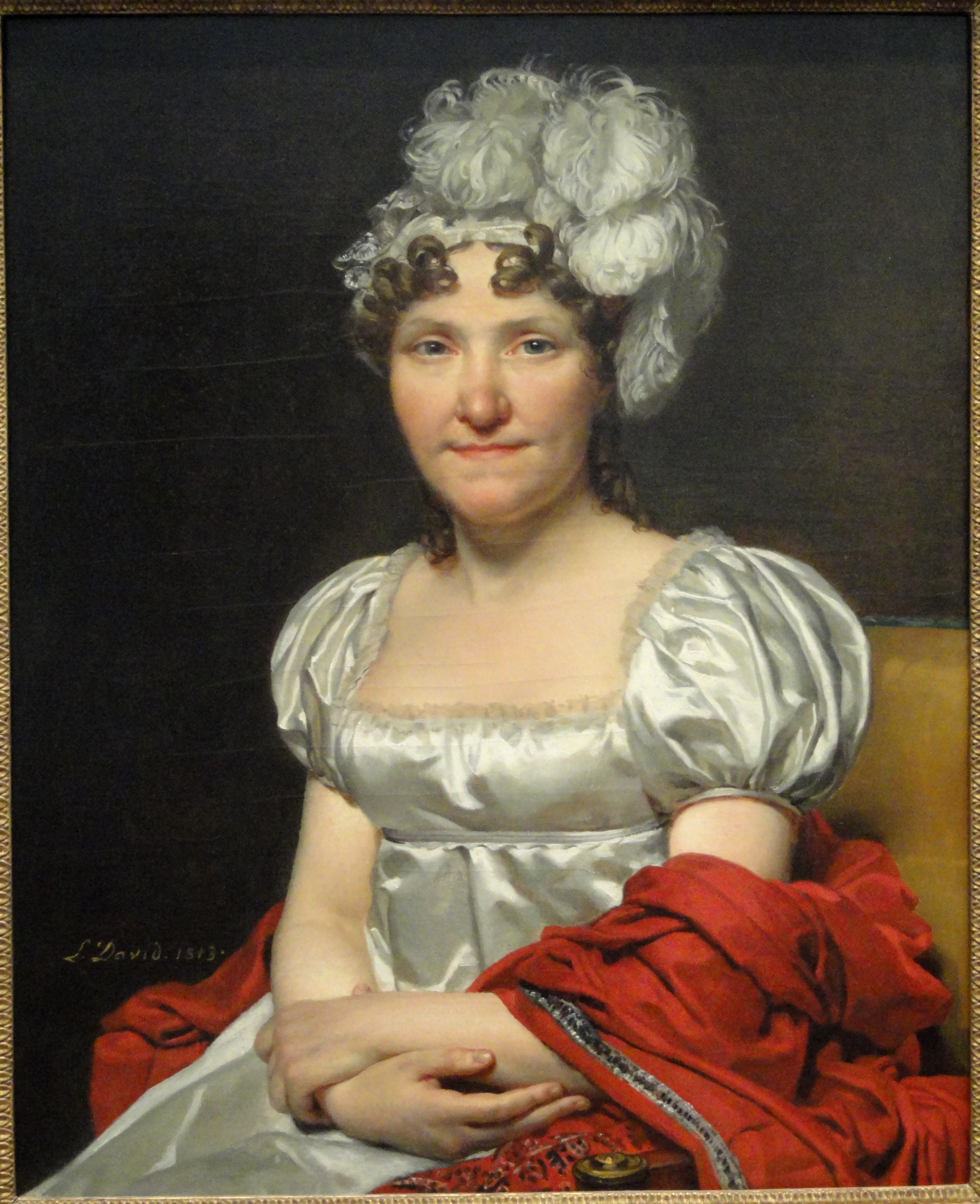
10 – 1813

1. Dolley Madison indossa un vestito rosa chiaro con maniche lunghe. Indossa al collo anche una piccola collana ed i suoi capelli sono portati con un'acconciatura ondata; la semplicità, l'eleganze ed il suo atteggiamento sono tipici dell'epoca.
2. Dipinto francese del 1804 di Marguerite Gérard che mostra due differenti vestiti, uno più elaborato dell'altro.
3. Moda parigina del 1804. Si noti la scollatura ancora più generosa del precedente abito.
4. Moda conservatrice: cuffia del 1805 circa che copre persino le orecchie. America.
5. Mrs. Harrison Gray Otis indossa un tipico abito stile impero, con un braccialetto dorato al polso sinistro. Massachusetts, 1809.
6. Abito da sera del 1809 con guanti lunghi.
7. Abito da sera del 1810 con guanti lunghi.
8. Schizzo del 1810 di una donna con un bonnet "Schute" e un vestito a strisce blu.
9. Ritratto di una donna di Henri Mulard, c. 1810.
10. Marguerite-Charlotte David indossa un abito da sera semplice di satin bianco e uno scialle. La sua acconciatura è impreziosita da piume di struzzo.

##### Caricature

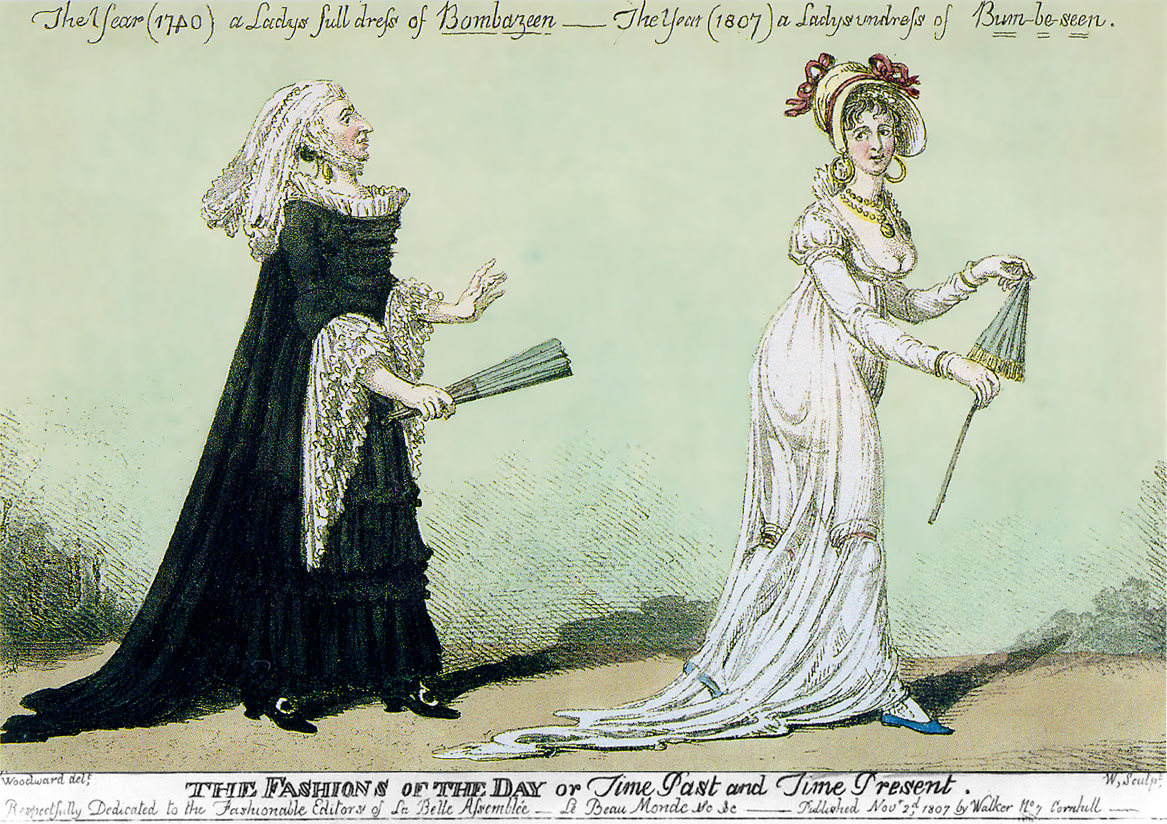
1 – 1807
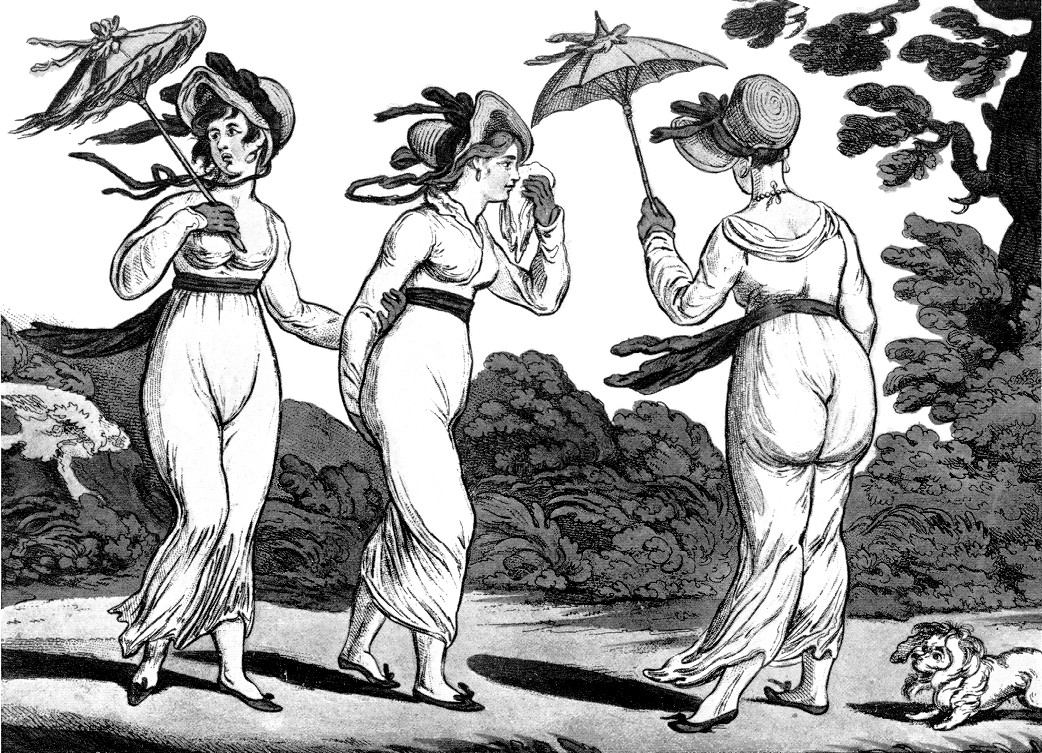
2 – 1810

1. "La moda del giorno, o il tempo che passa e il presente", caricatura che mostra provocatoriamente i caratteri della moda del 1807 comparati a quelli del XVIII secolo (deliberatamente esagerandone il contrasto).
2. "Le tre grazie col vento", caricatura del 1810 di Gillray.

### Stile Regency (1815-1820)
Quest'epoca segnò la perdita definitiva dello stile neoclassico pseudogreco. 
Questo declino fu in particolar modo evidente in Francia per il fatto che l'imperatore Napoleone vietò l'importazione dei tessuti utilizzati per la costruzione degli abiti di stile neoclassico. Con il periodo impero iniziarono ad abbondare maggiormente le decorazioni, in particolare intorno alle maniche, alla vita ed al collo. Iniziarono ad essere indossate più sottovesti insieme, tornarono di moda certi corpetti e le gonne divennero di forma più conica. Le maniche iniziarono ad essere più sbuffate già sul tema dello stile romantico e gotico. Cappelli e acconciature divennero più elaborati.

#### Galleria dello stile Regency

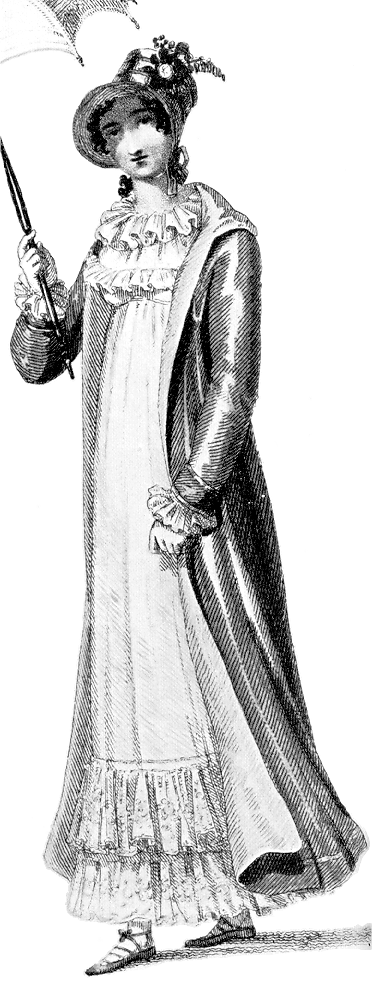
1 – 1815
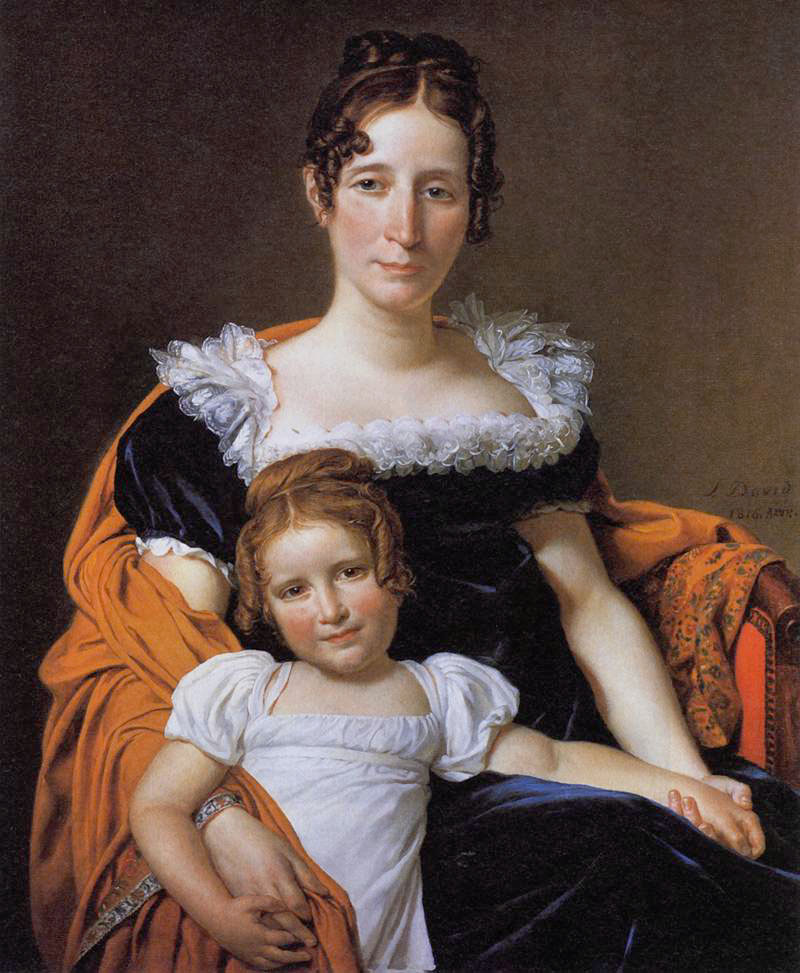
2 – 1816
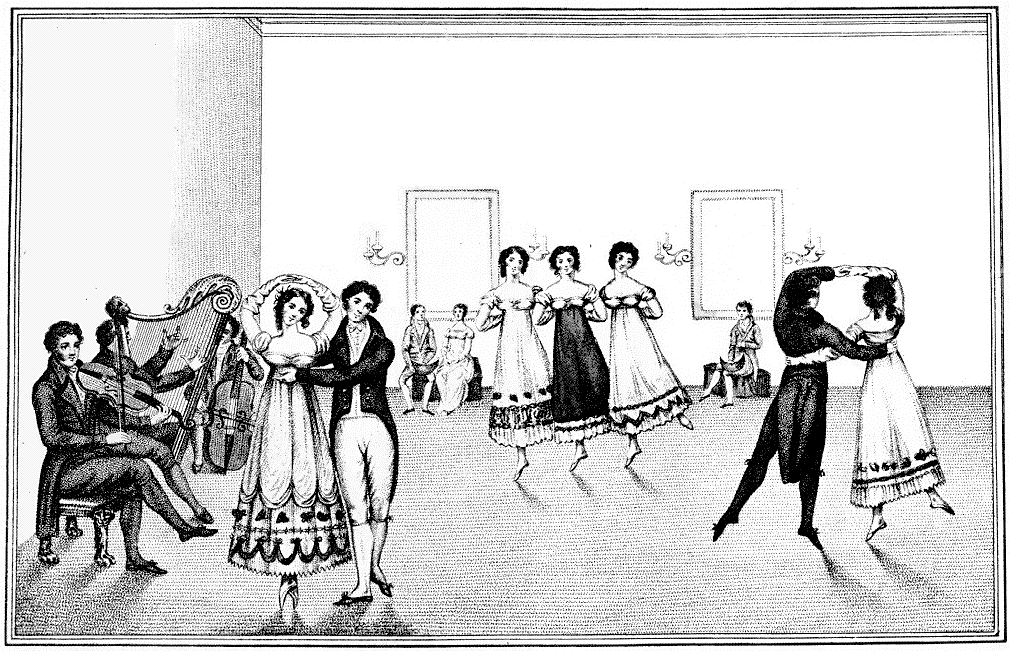
3 – 1817
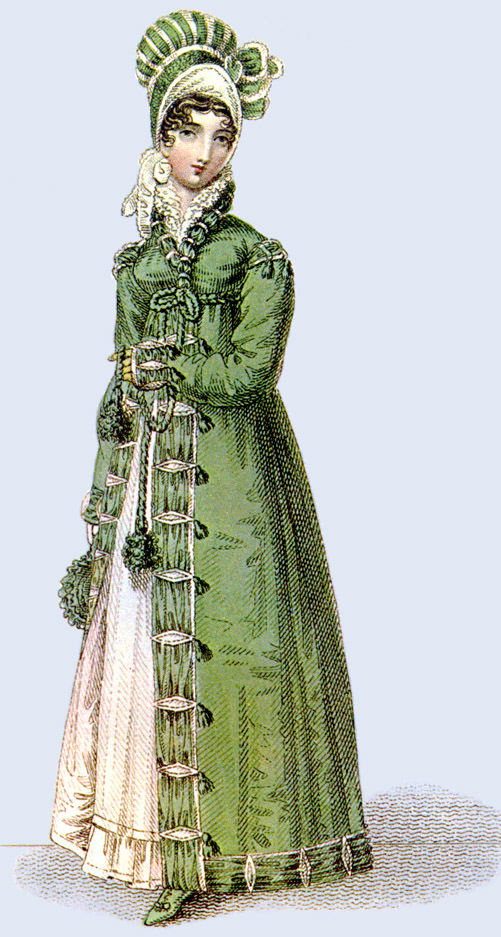
4 – 1817
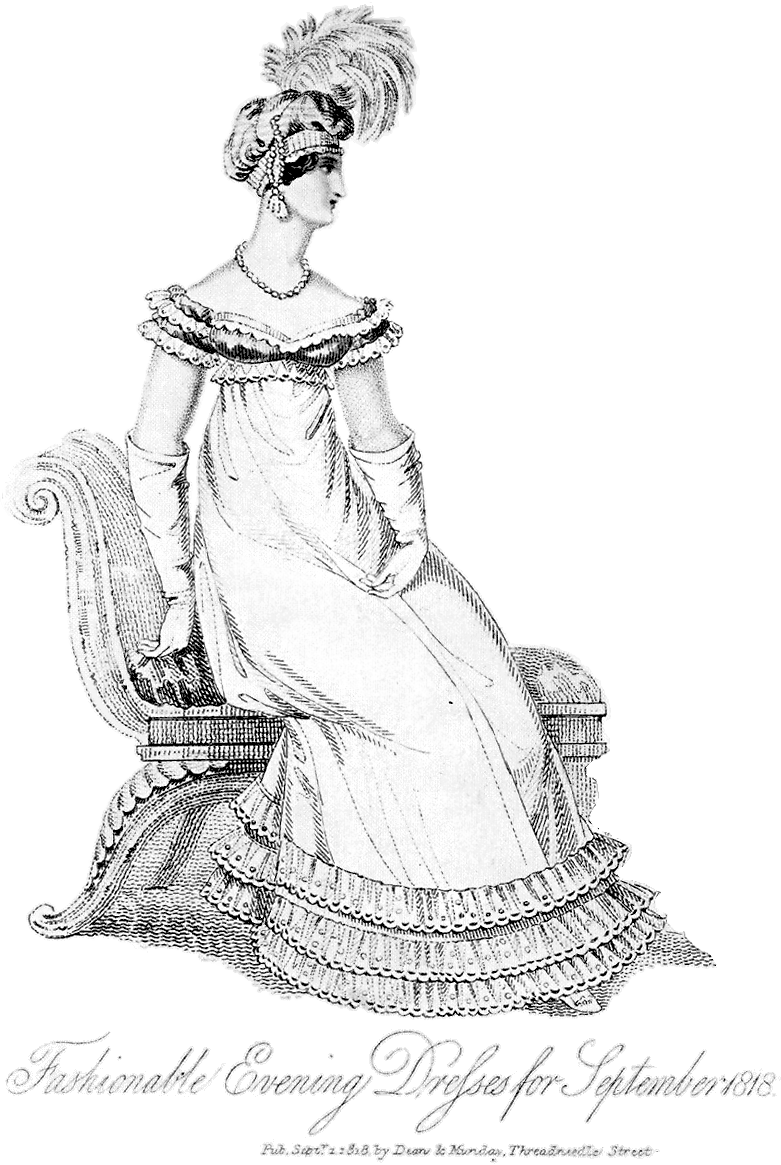
5 – 1818
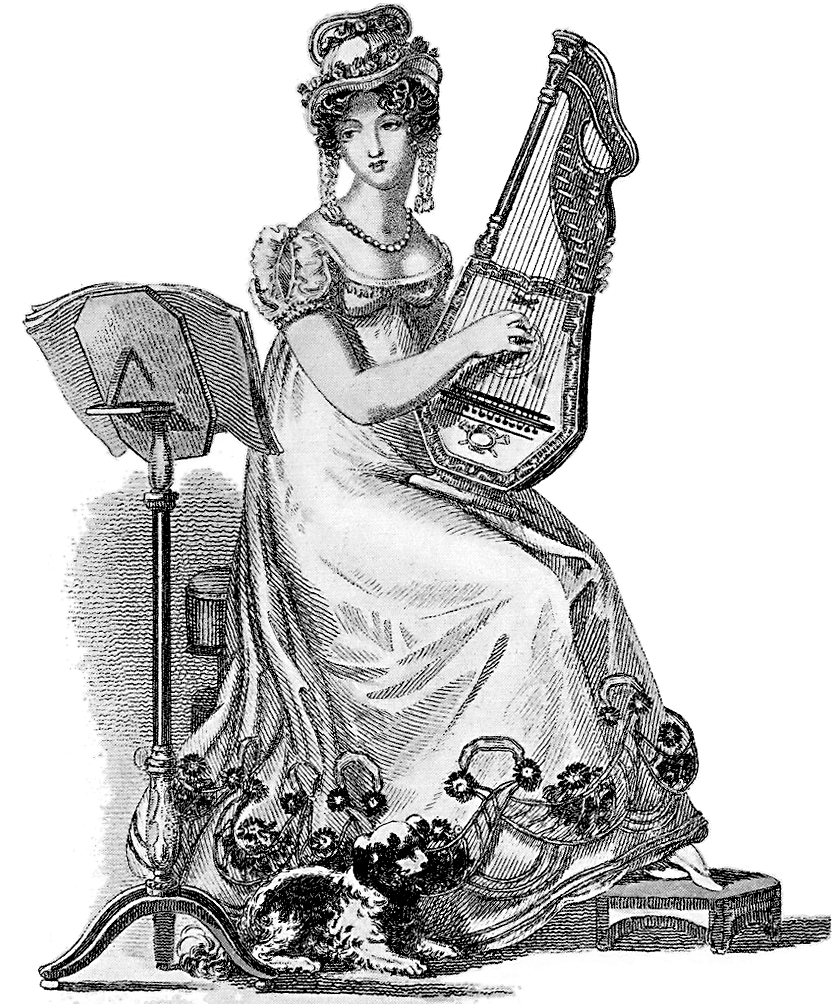
7 – 1819
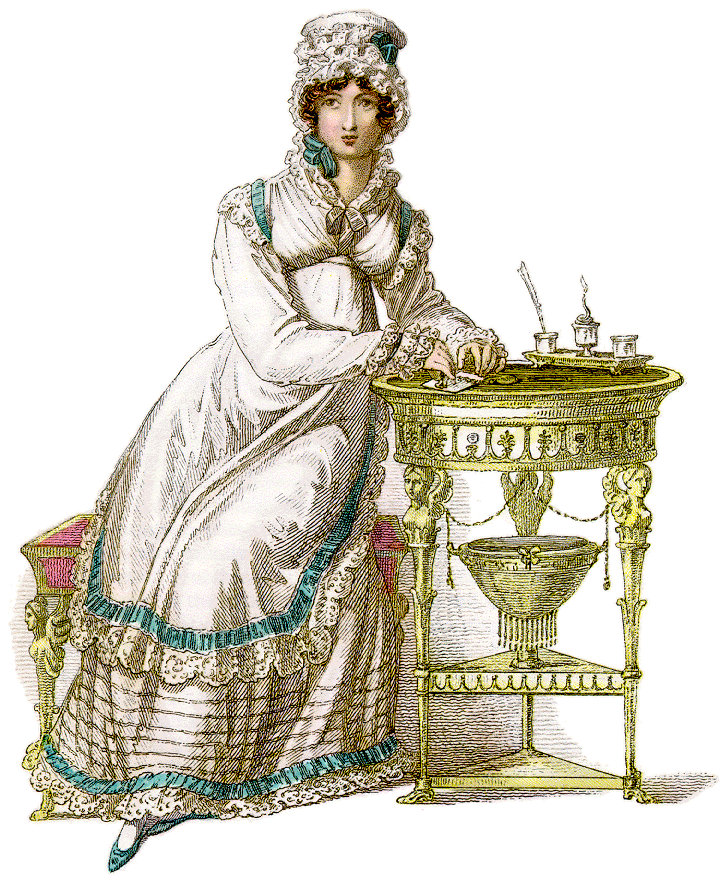
8 – 1819

1. Costume da passeggio del 1815
2. La contessa Vilain e sua figlia hanno un'acconciatura ripartita al centro con riccioli su ciascun orecchio. 1816.
3. Illustrazione di una scena di danza del 1817, dove viene mostrato l'inizio della moda di una silhouette più conica.
4. Costume da passeggio del 1817 con decorazioni.
5. Abito da sera del 1818
6. Abito da sera del 1819, con ornamenti attorno al bordo.
7. "Vestito da mattina" (per rimanere in casa la mattina e il primo pomeriggio), 1819.

#### Caricature

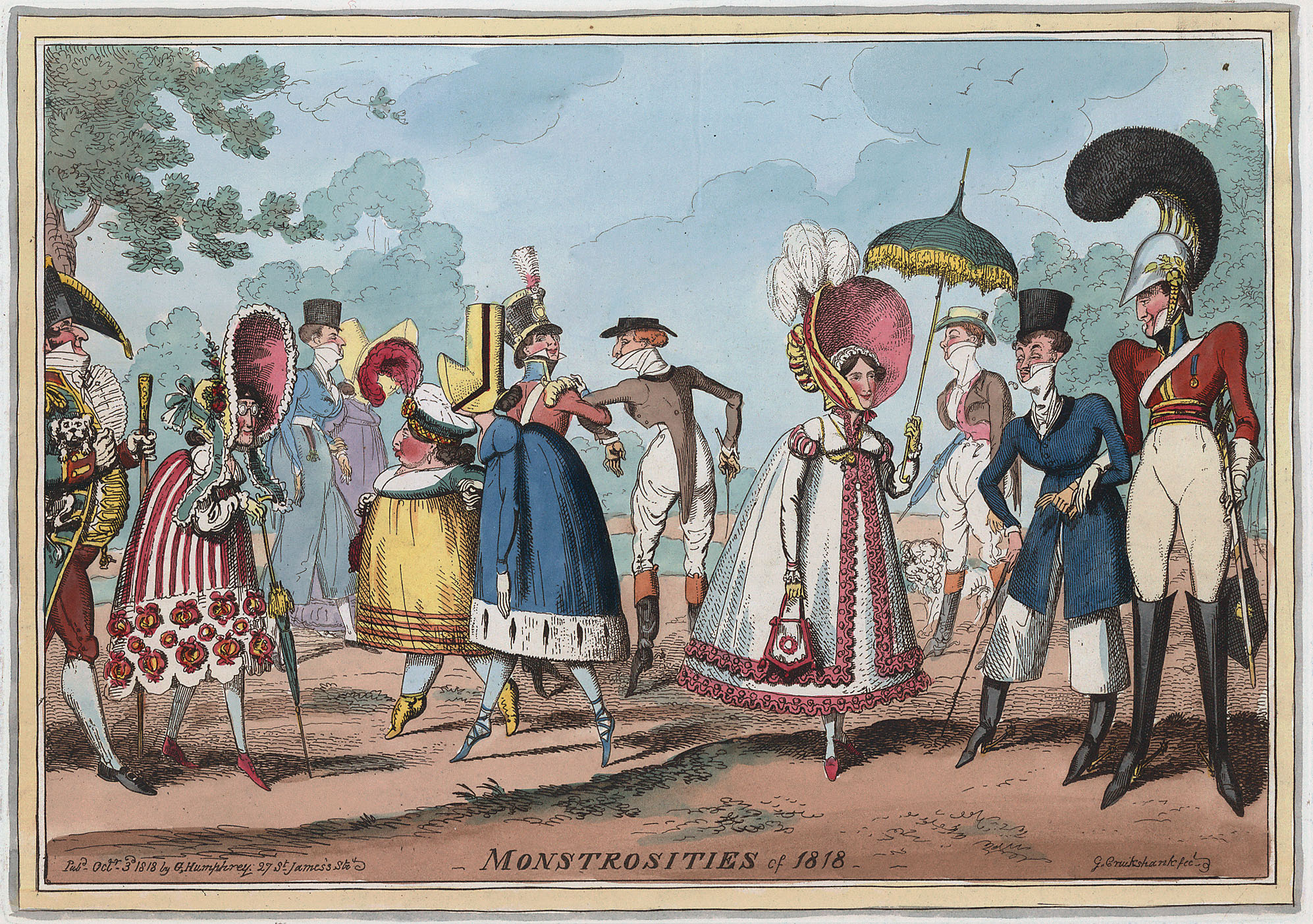
1 – 1818

1. "Mostruosità del 1818", una satira di George Cruikshank sul costume femminile di indossare un silhouette conica, e cravatte alte per sottolineare lo stile del dandysmo.

### Moda russa

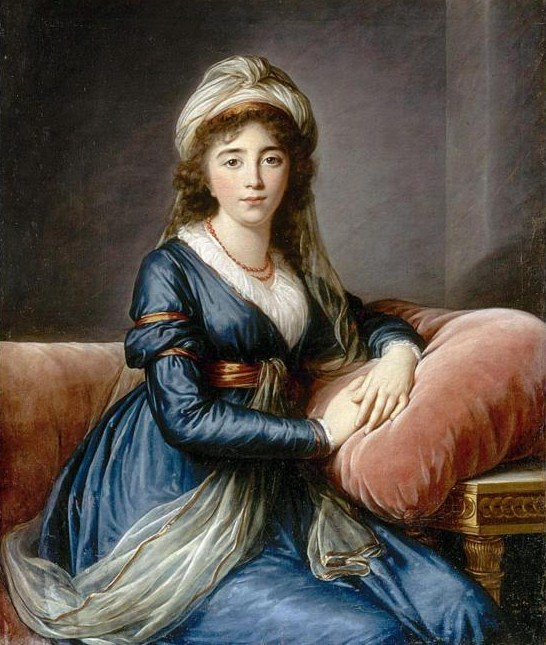
Russia, 1796
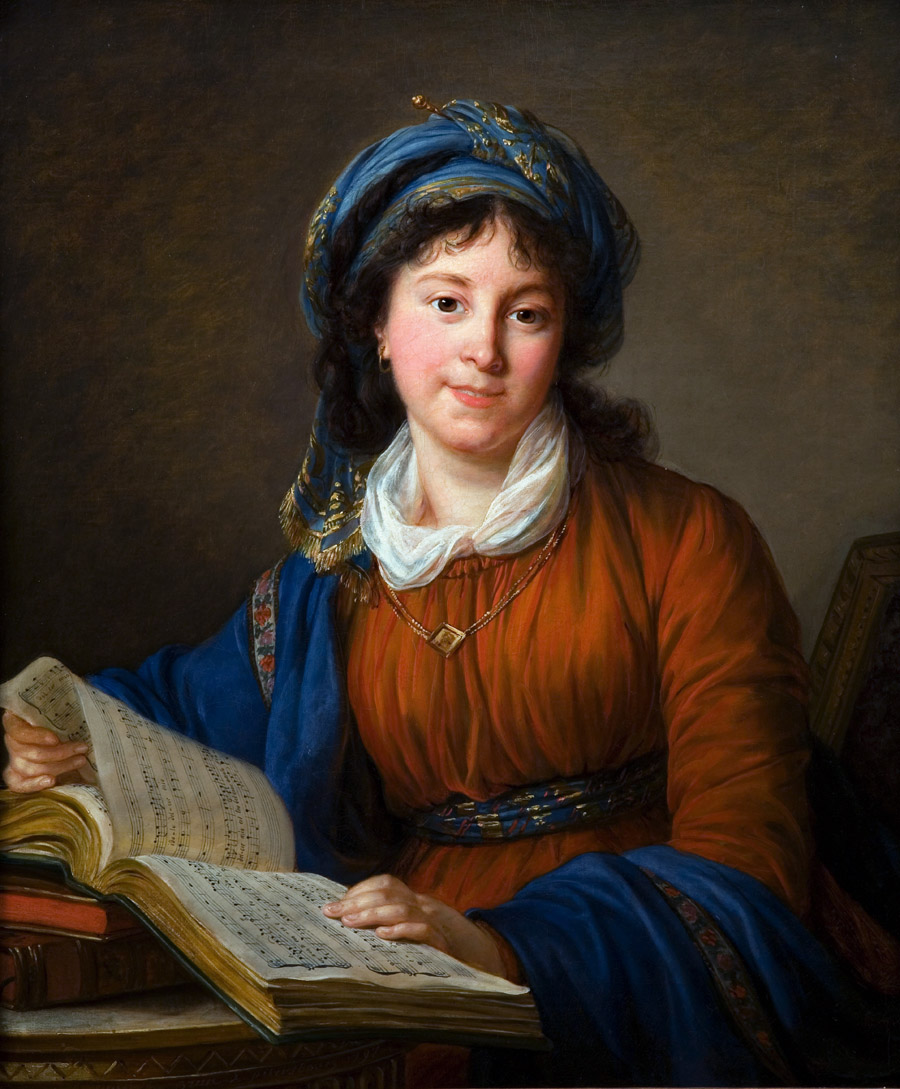
Russia, 1797
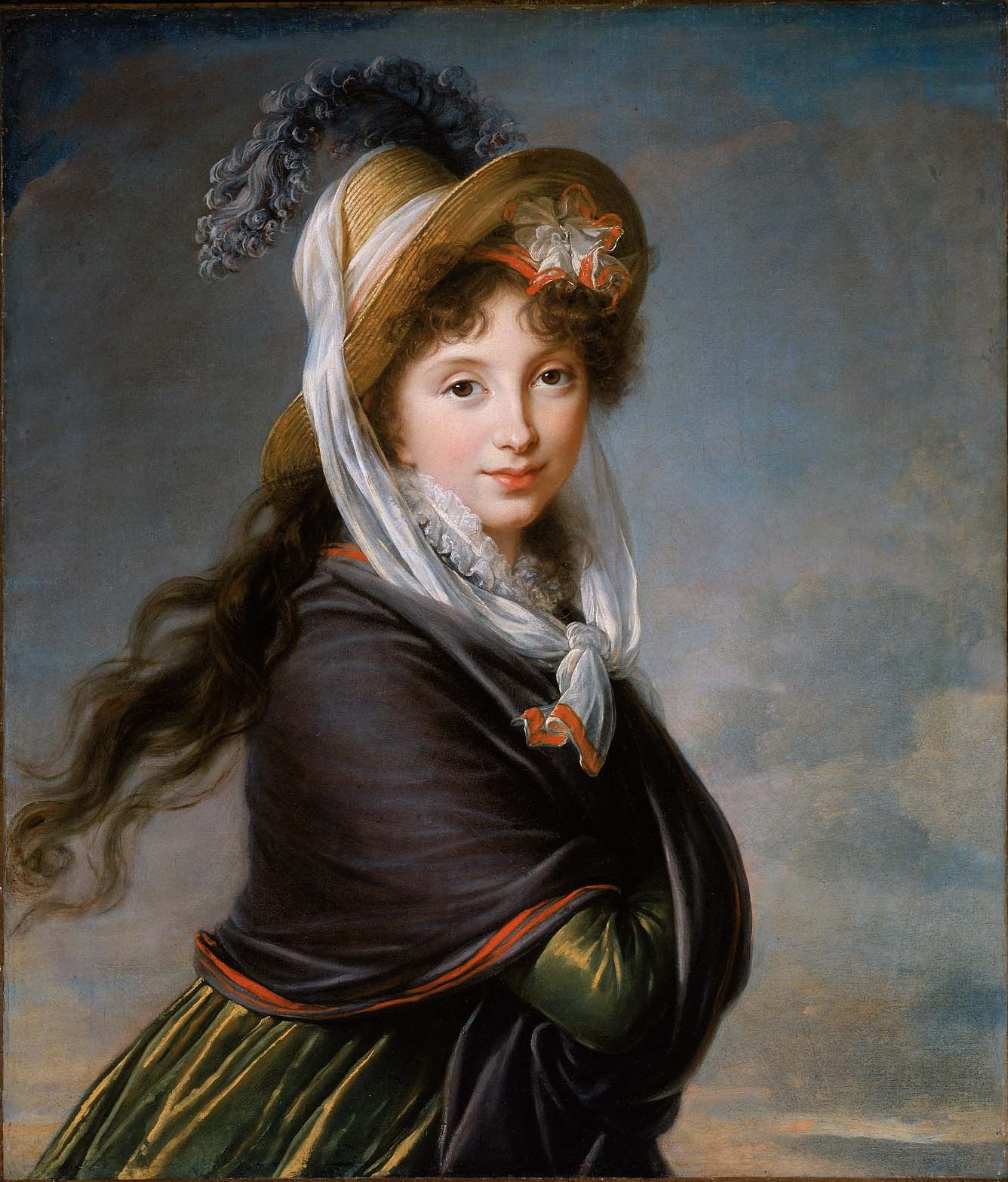
Russia, 1797
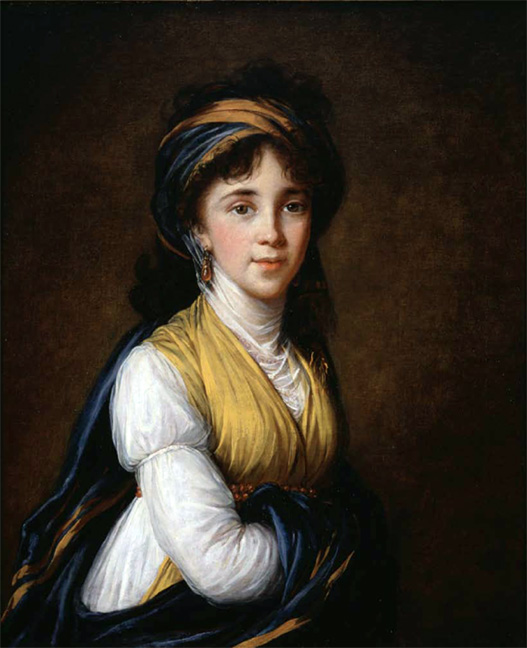
Russia, 1798
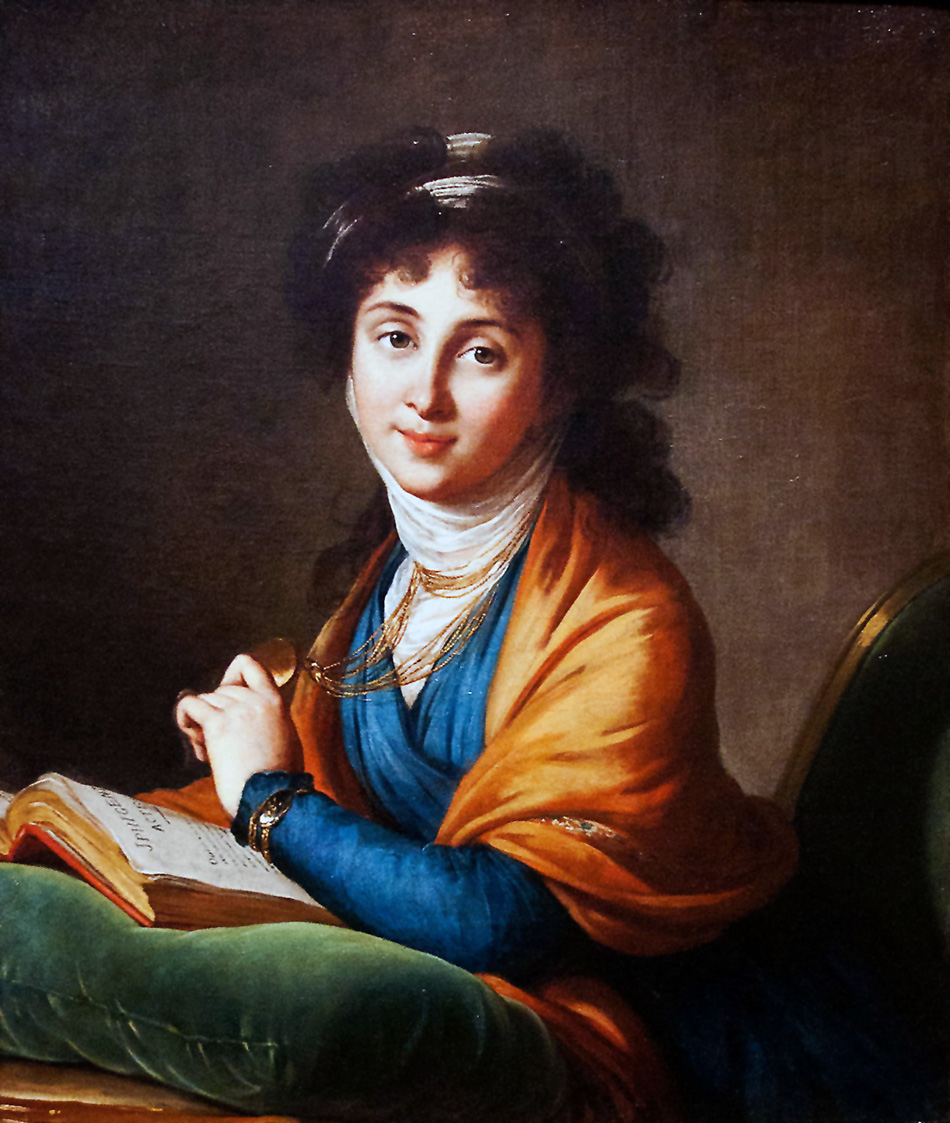
Russia, 1799
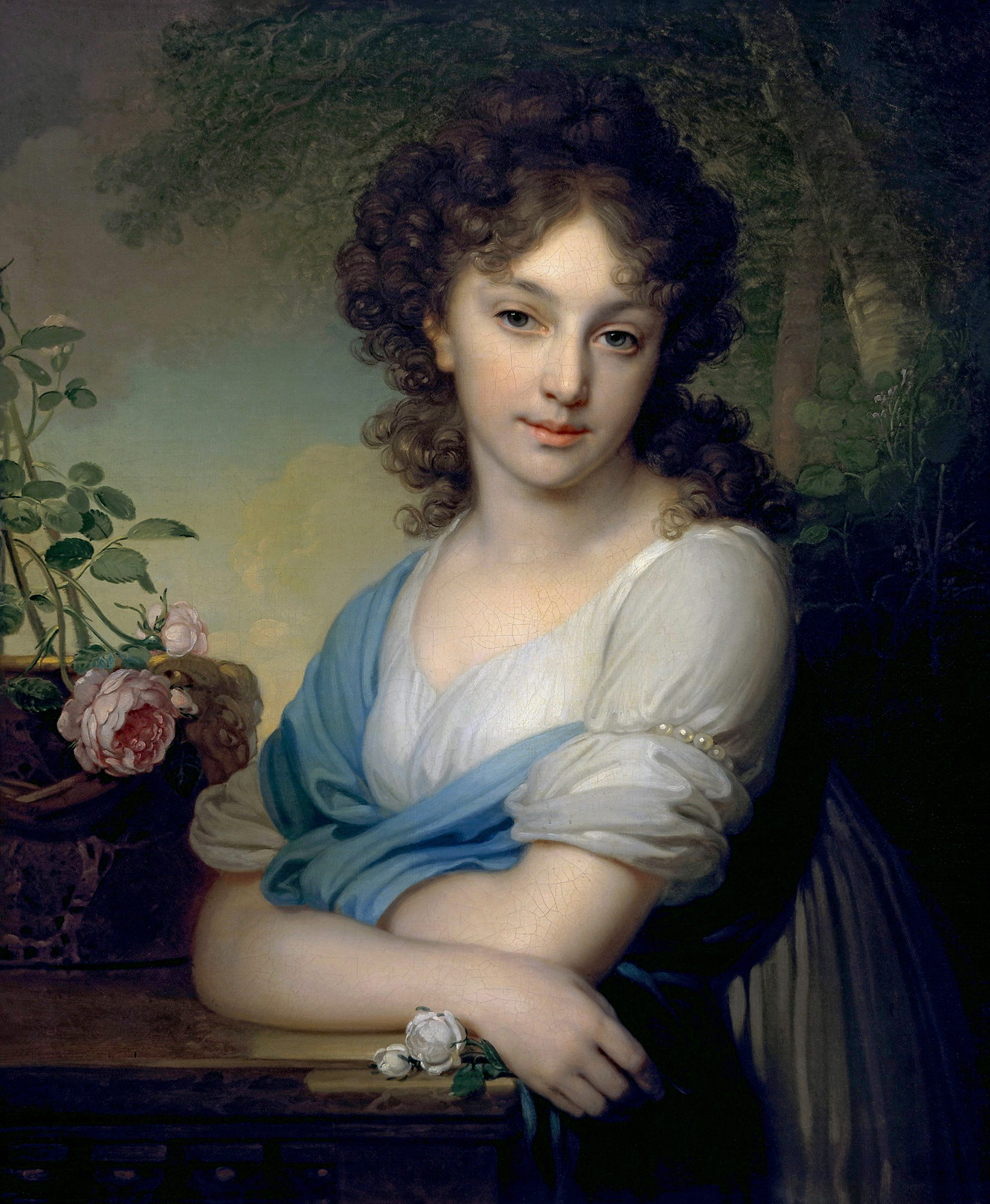
Russia, 1799
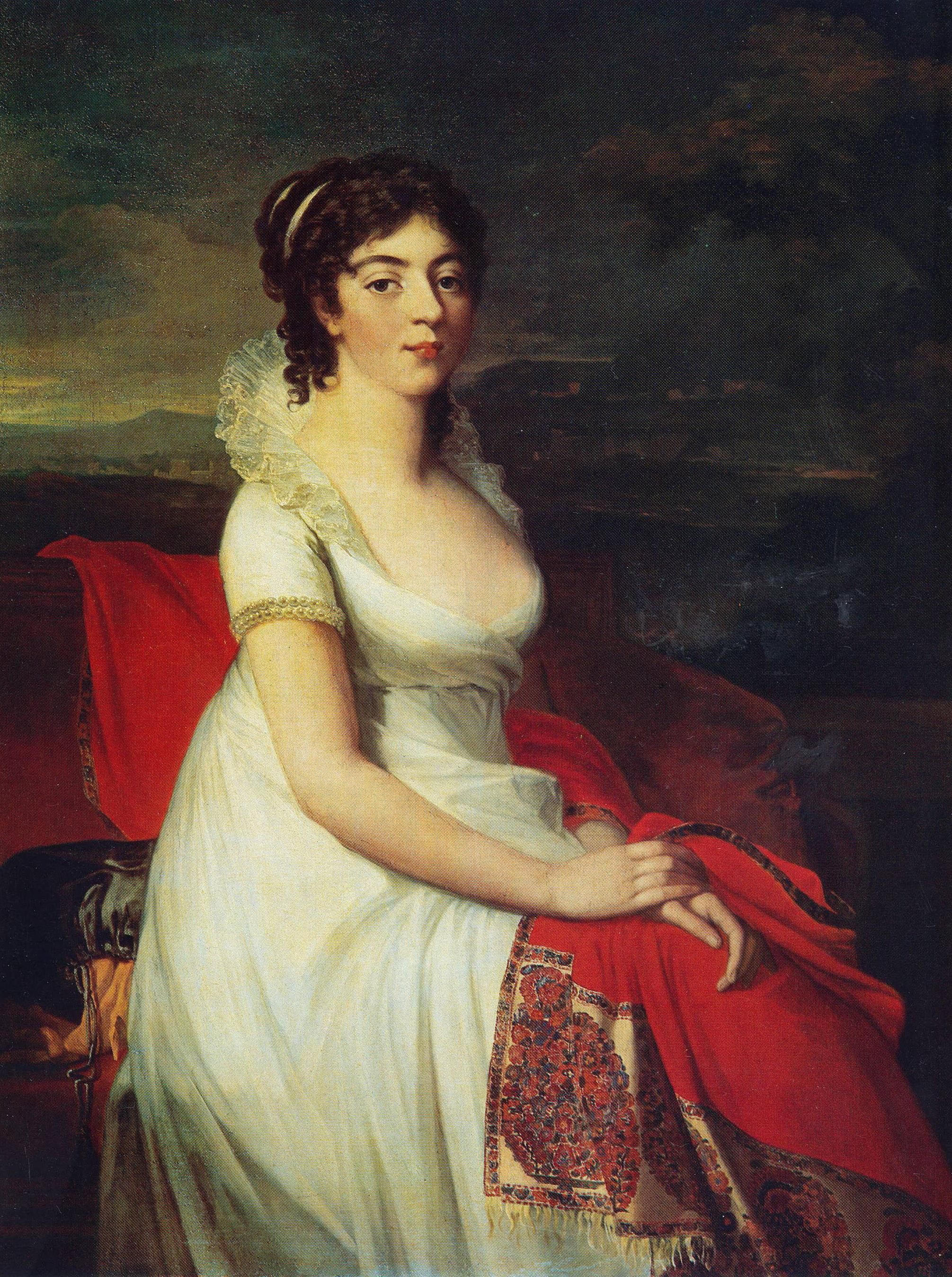
Russia, 1806
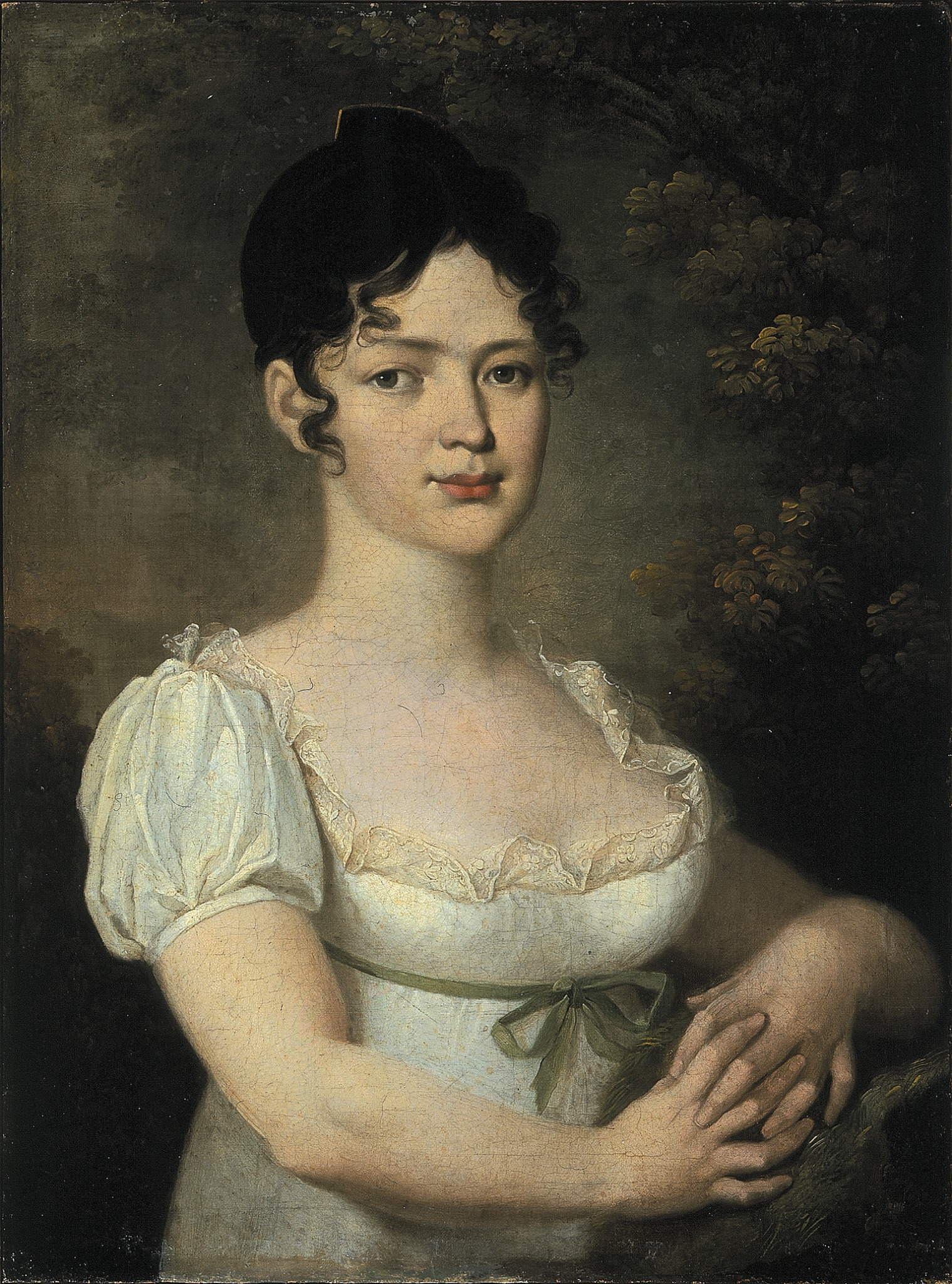
Russia, 1809
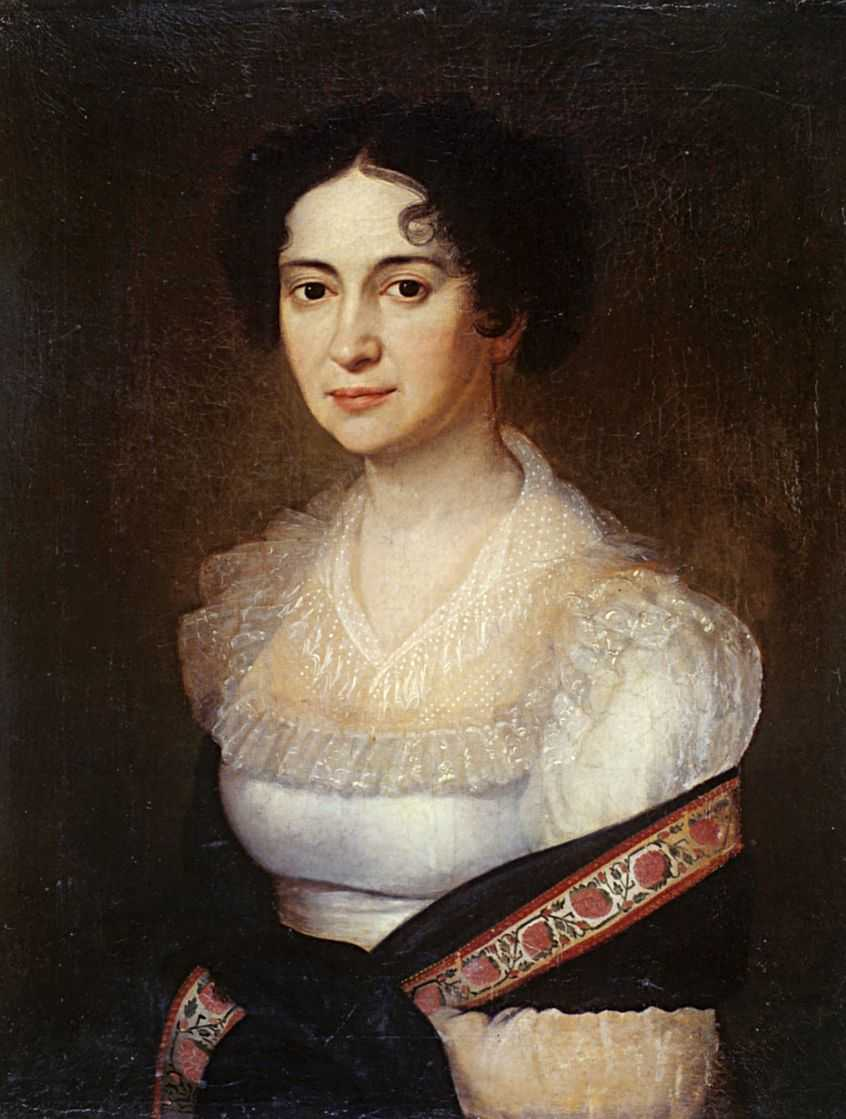
Russia, 1810
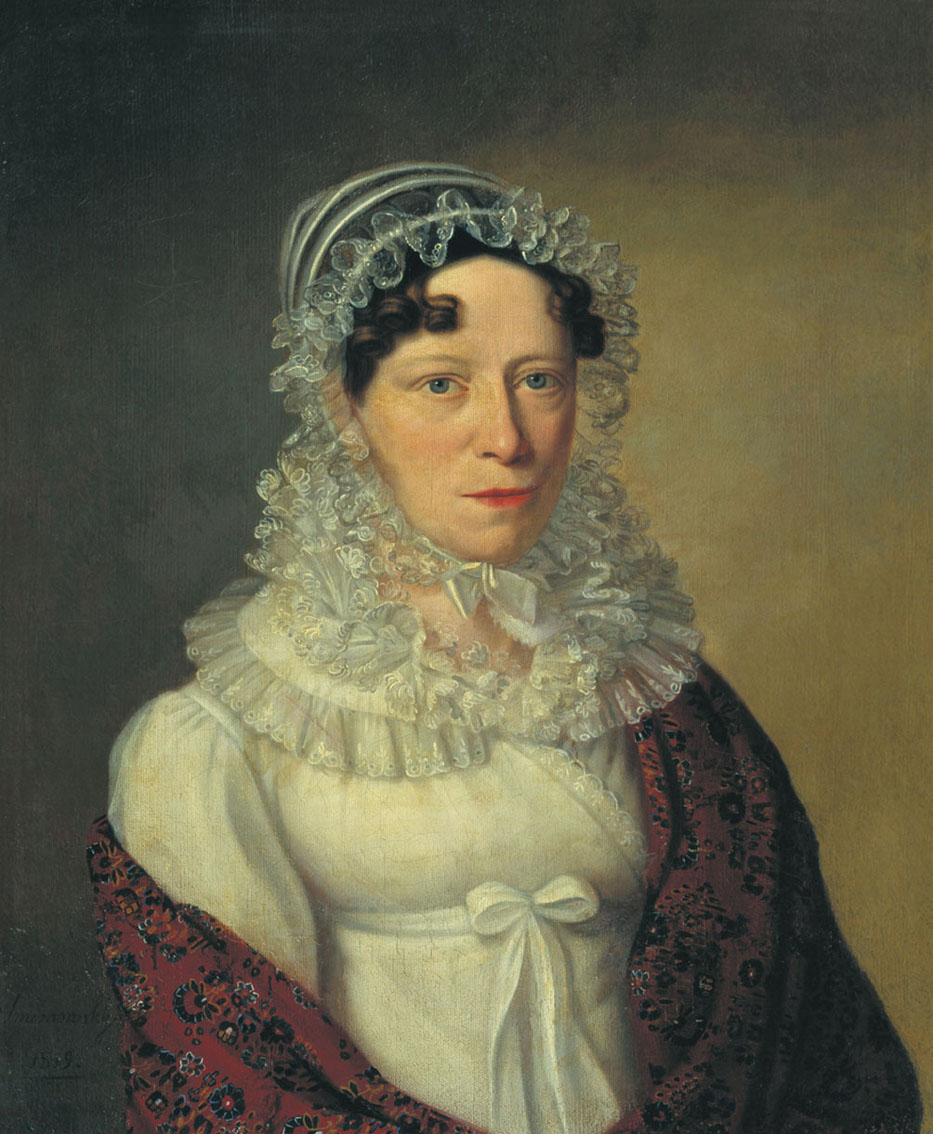
Russia, 1819

### Moda spagnola

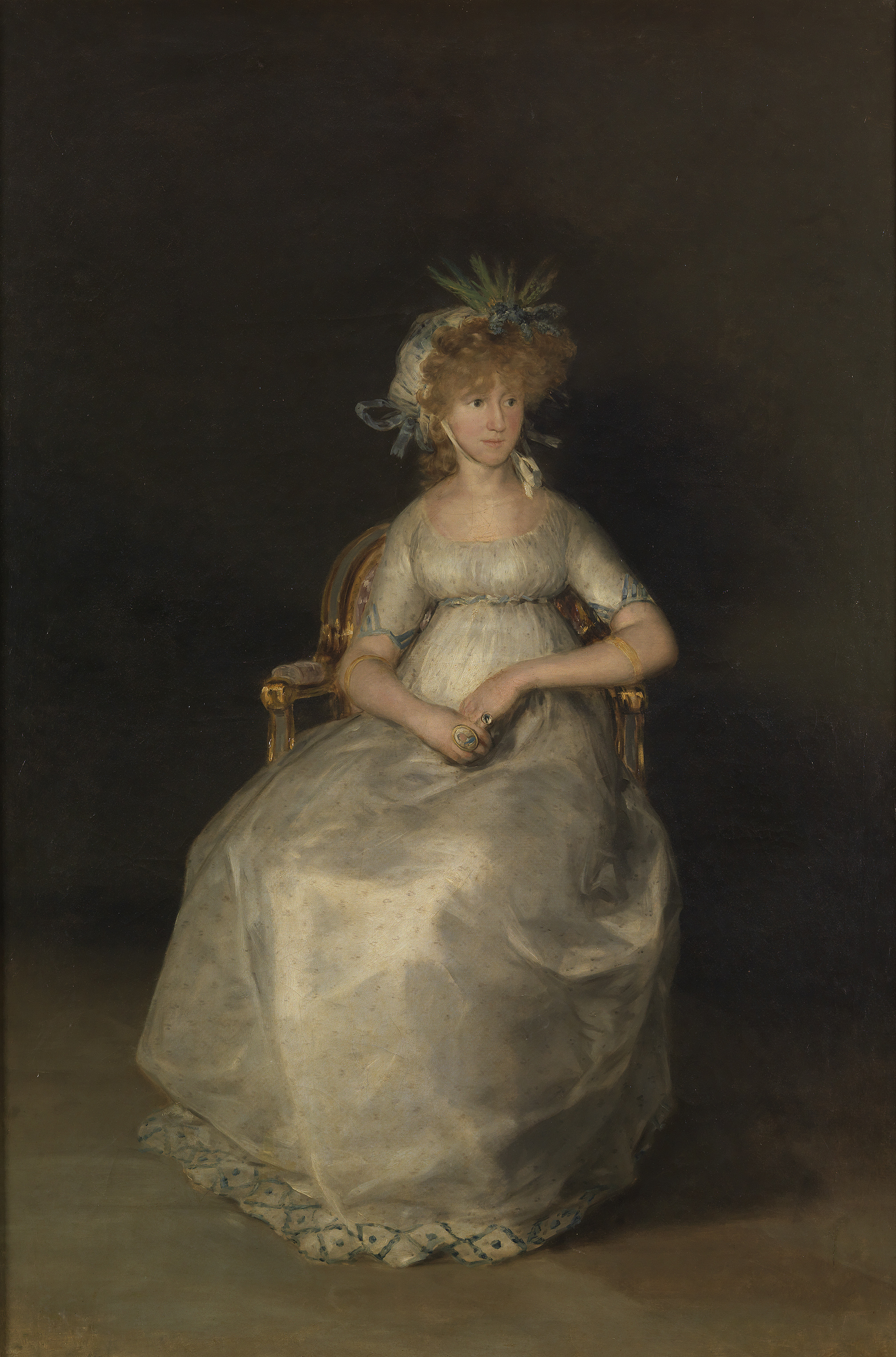
Spagna, 1800
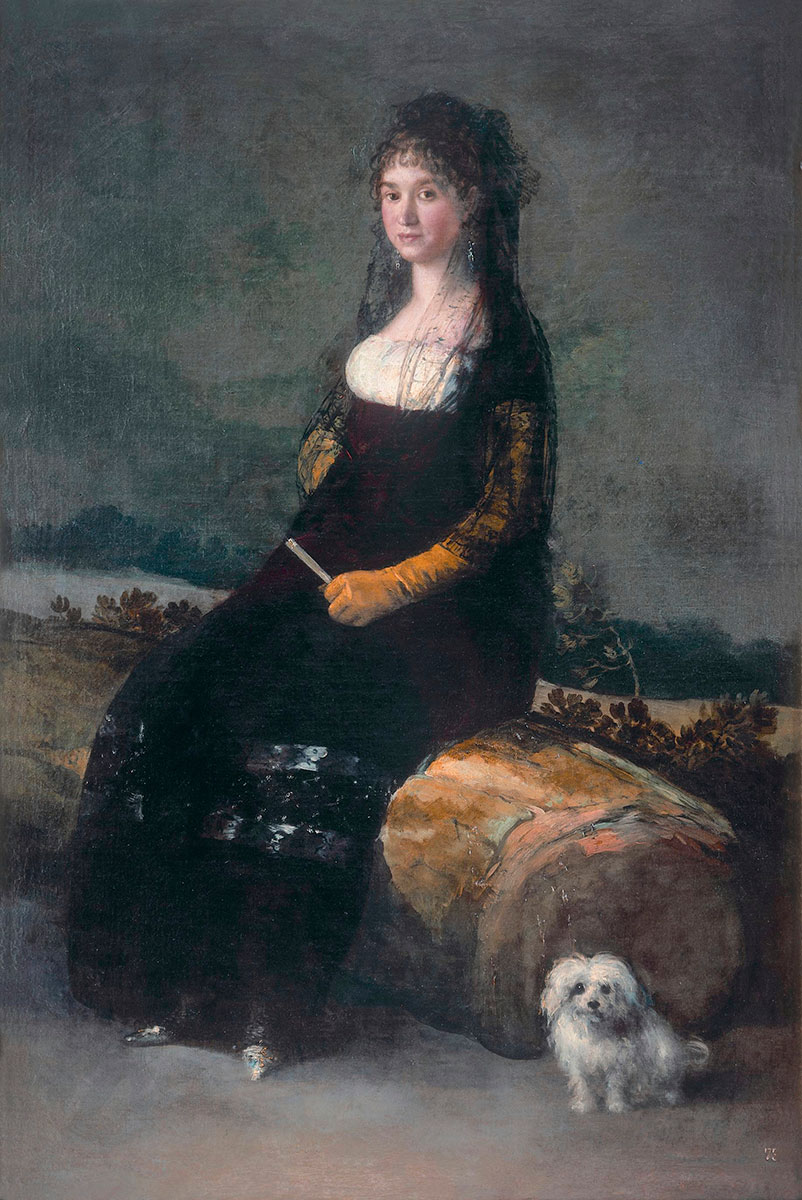
Spagna, 1802
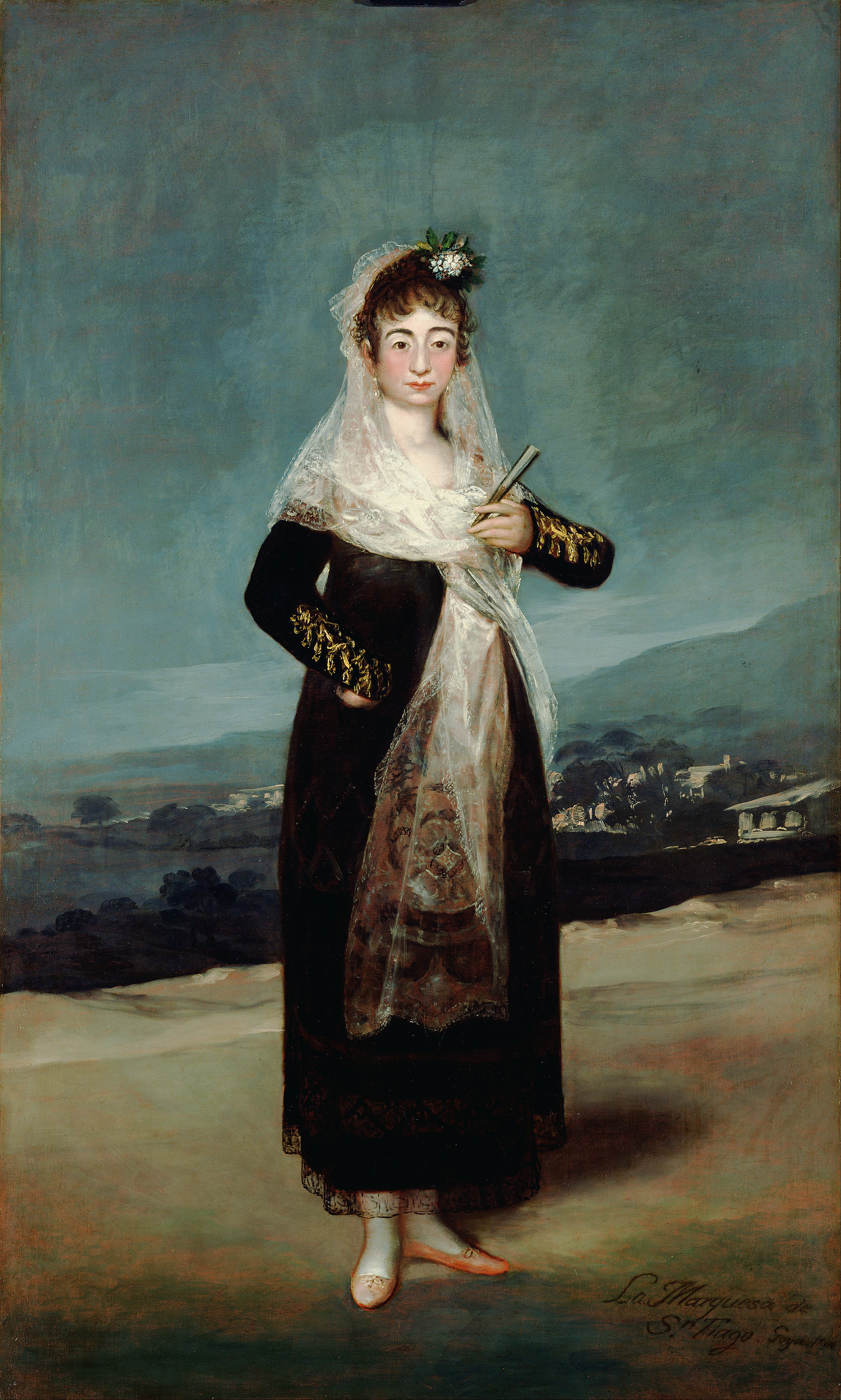
Spagna, 1804
Spagna, 1805
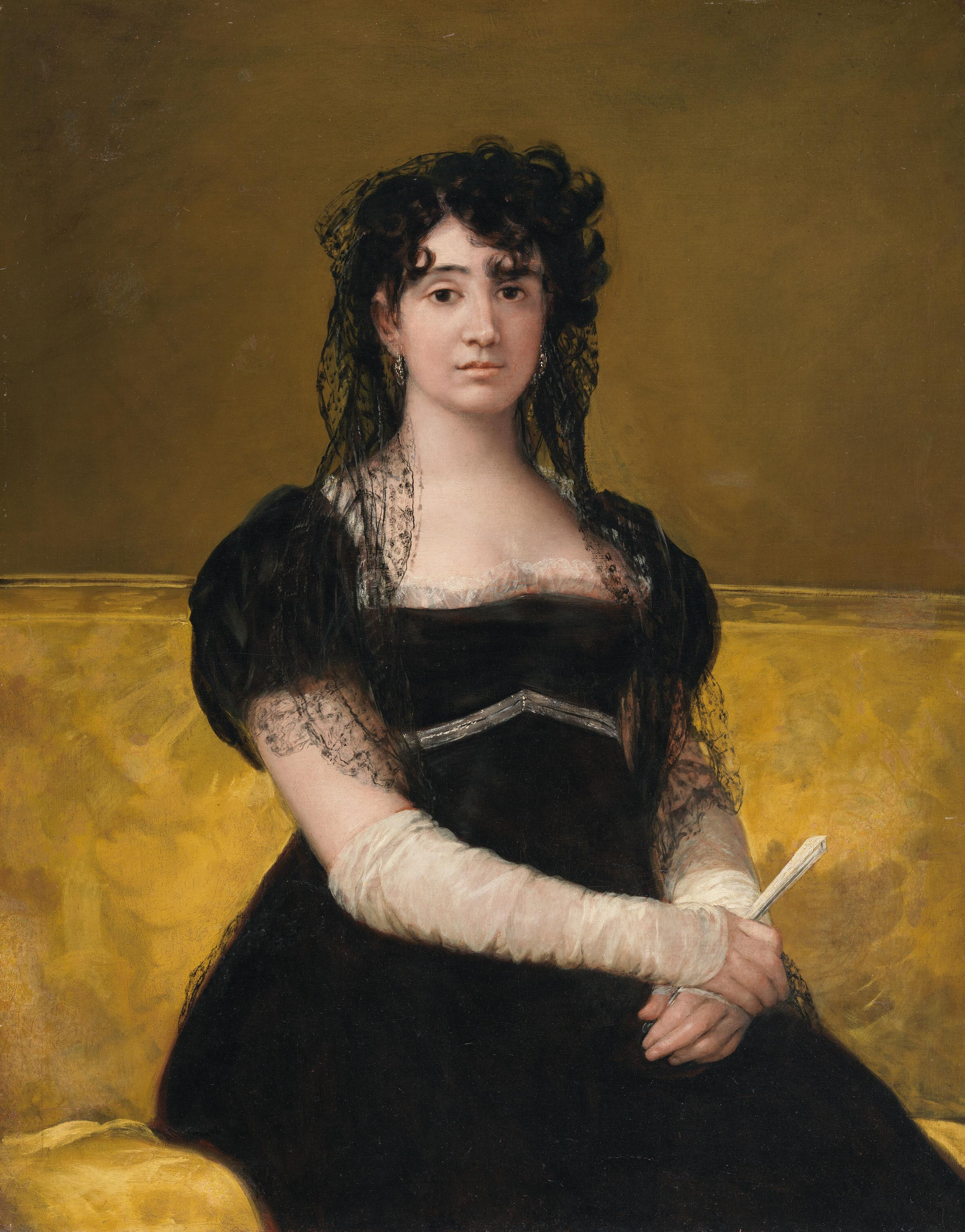
Spagna, 1805
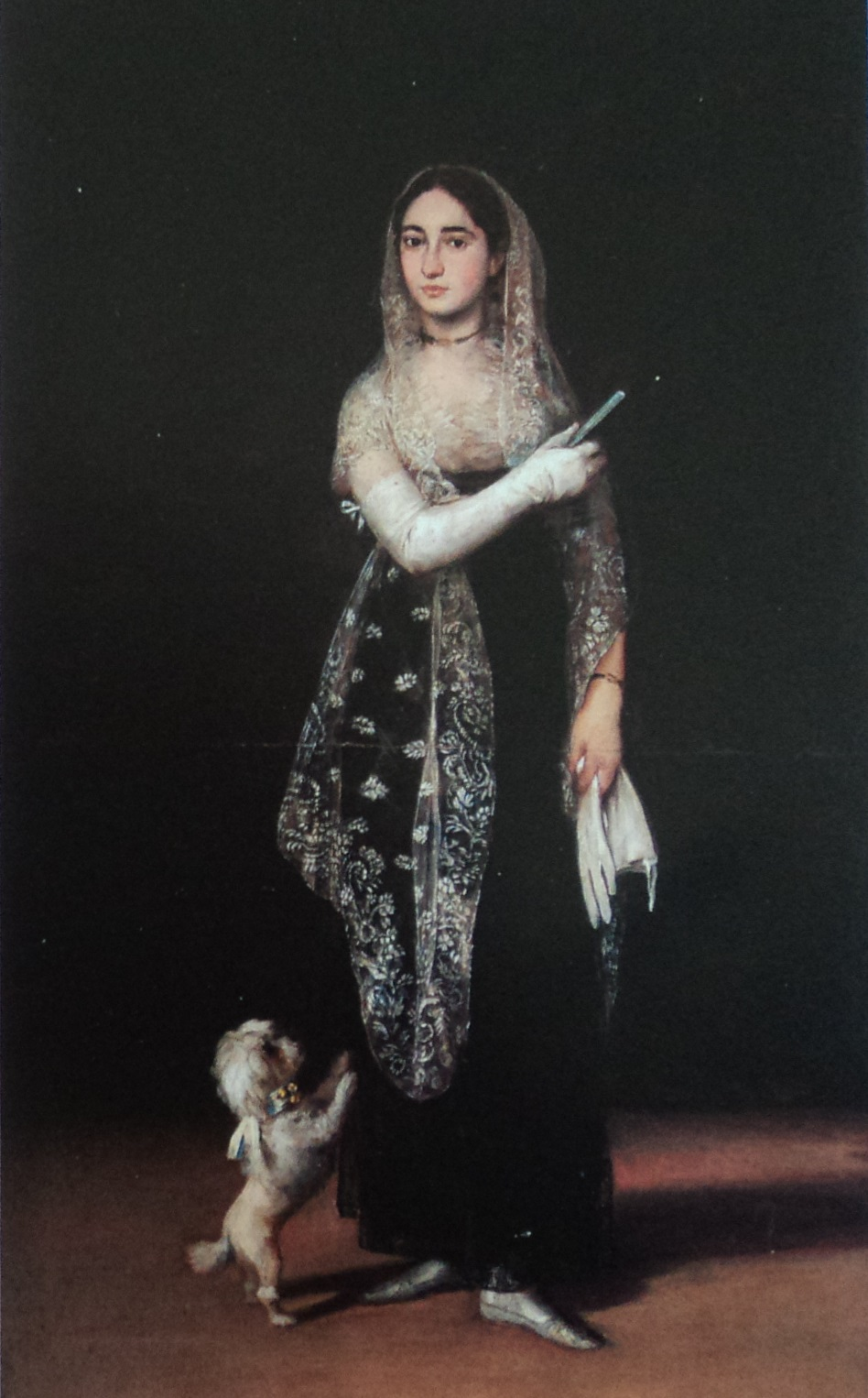
Spagna, 1805
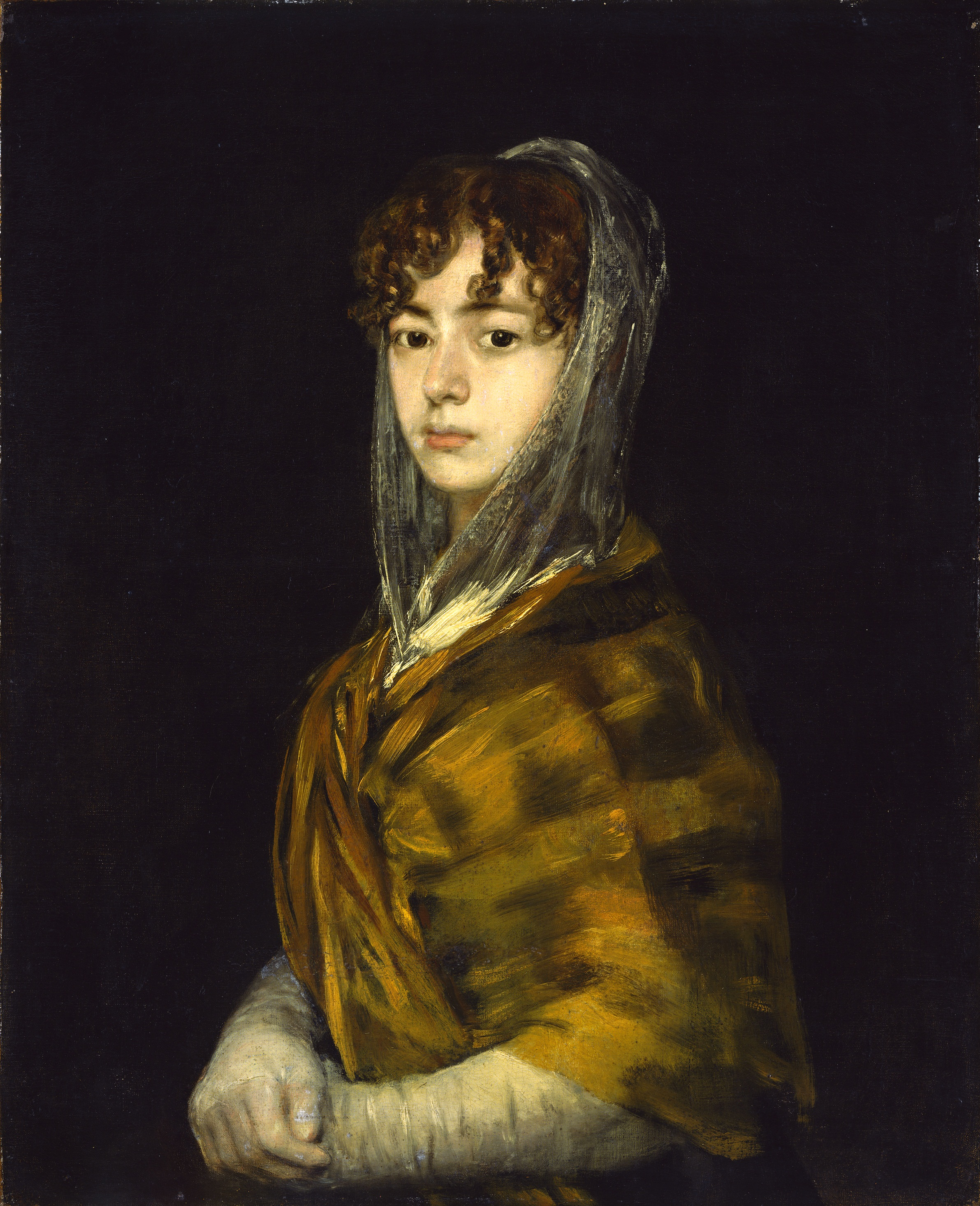
Spagna, 1806
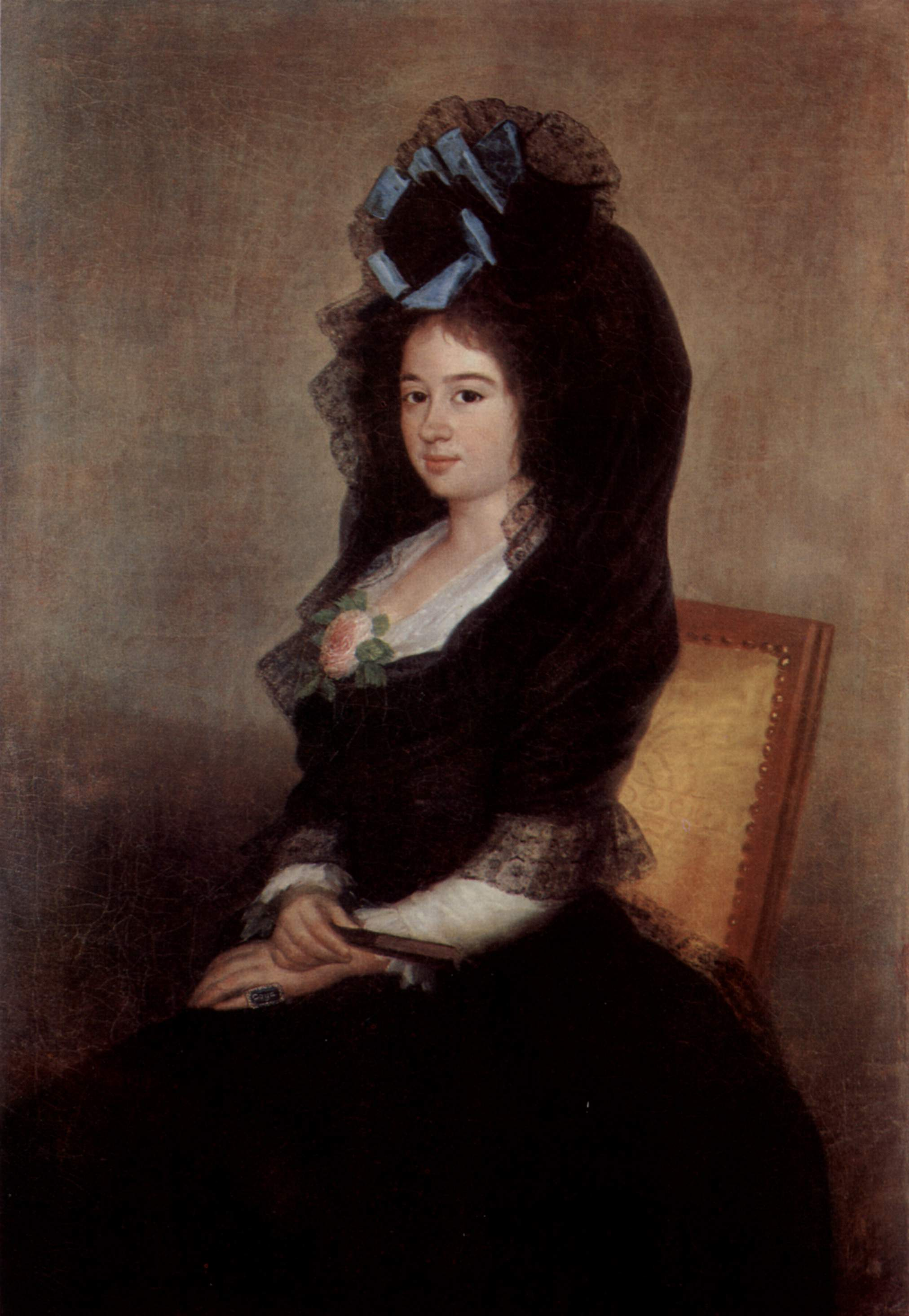
Spagna, 1810
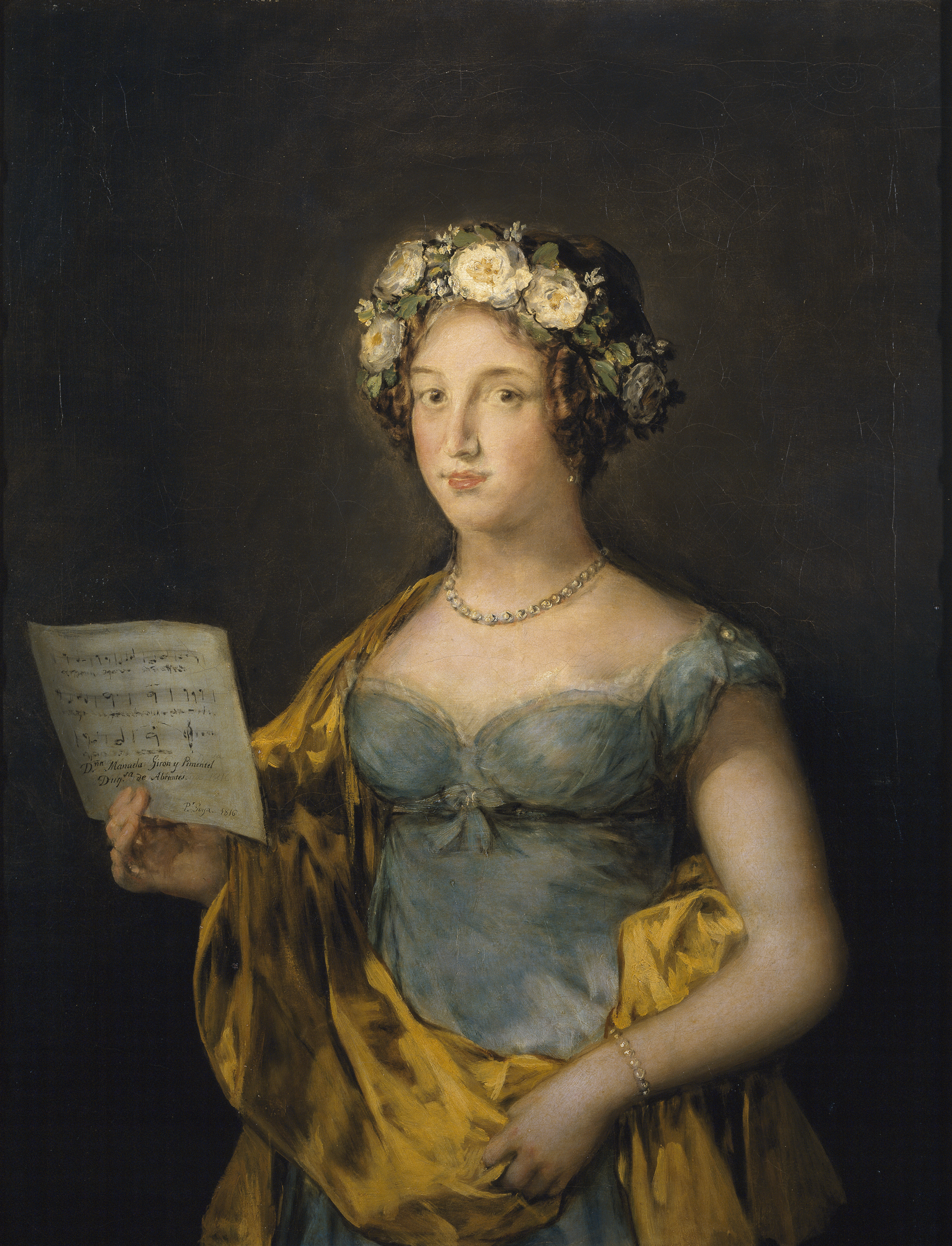
Spagna, 1816

## Moda maschile

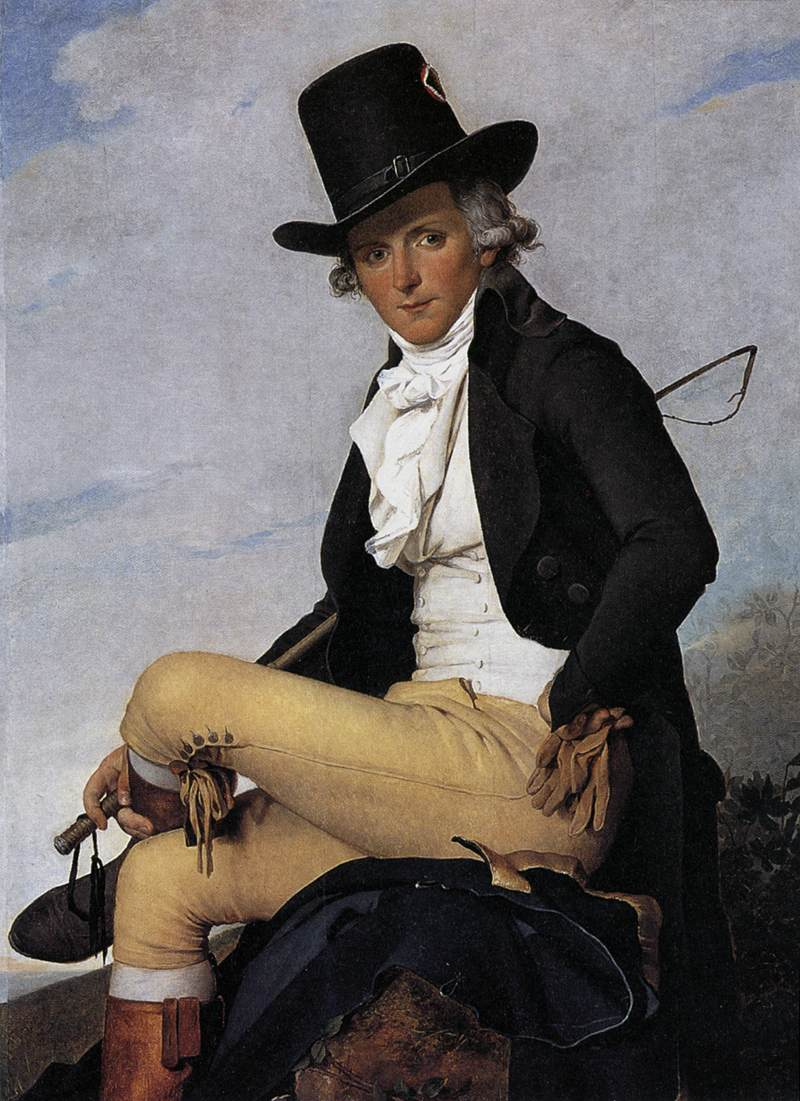
Pierre Seriziat in abito da caccia, 1795. LE sue braghe di pelle aderenti hanno dei bottoni alle ginocchia e alla patta. La giubba bianca a doppiopetto divenne popolare proprio in quell'epoca. Il cappello, di forma conica, si presenta abbastanza alto.

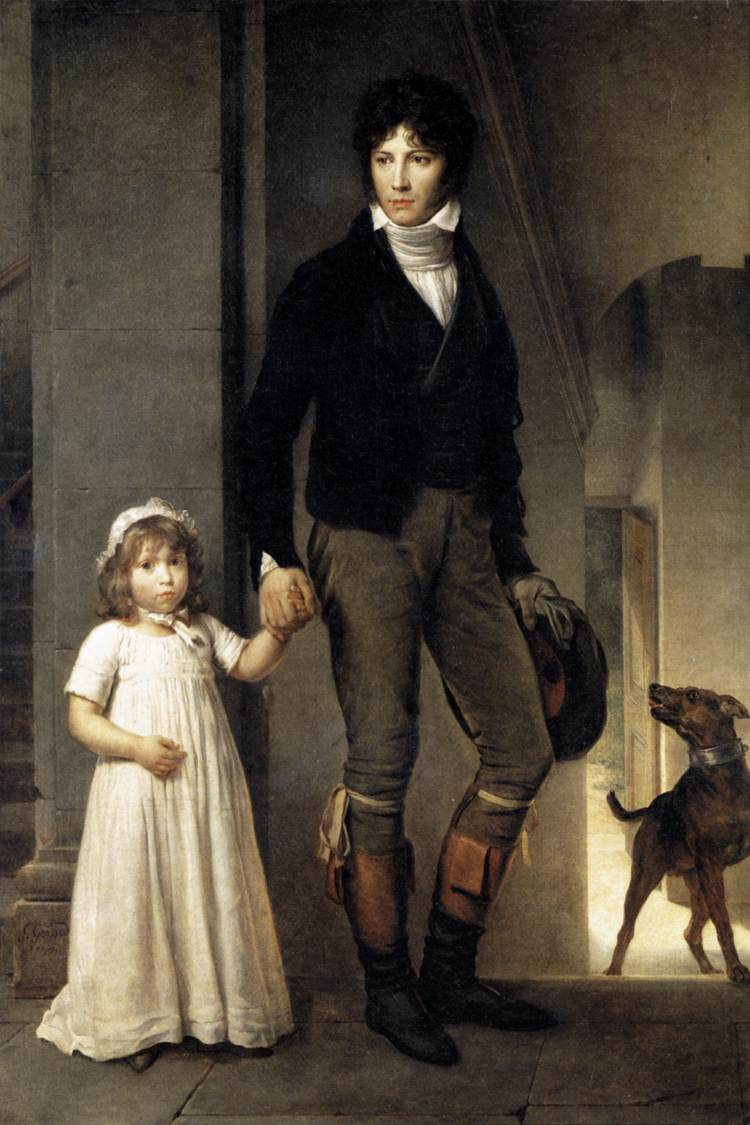
L'artistia Jean-Baptiste Isabey indossa dei pantaloni da caccia e delle braghe che si innestano negli stivali. Porta con sé cappello e guanti, 1795.

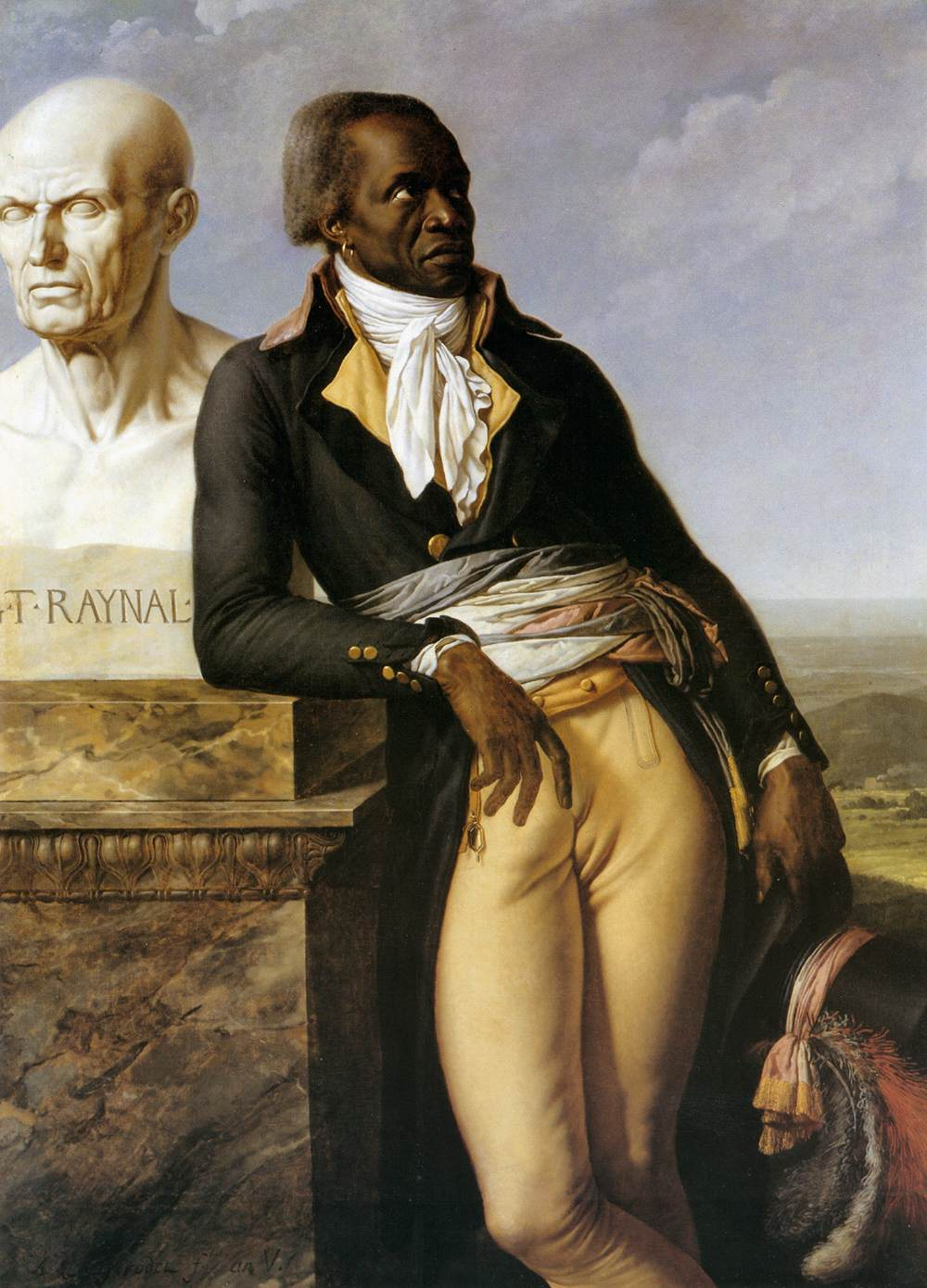
Un dandi in stile Direttorio nel 1797, dipinto di Anne-Louis Girodet de Roussy-Trioson; Ritratto di Jean-Baptiste Belley, deputato di Saint-Domingue.

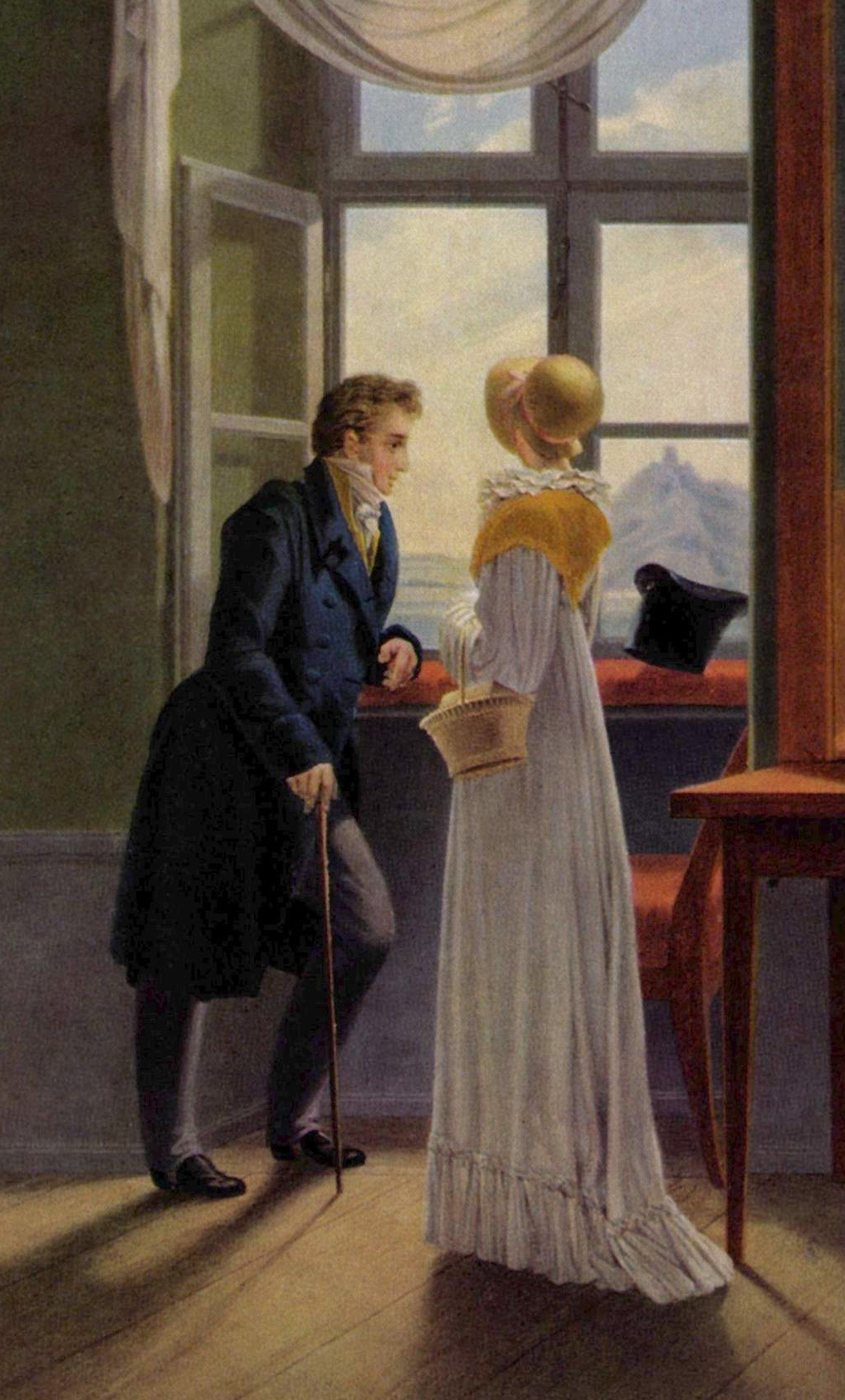
Questo gentiluomo indossa un doppiopetto blu scuro. I suoi pantaloni grigi giungono sino alle scarpe. Il cappello alto e di forma conica è tipico della moda dell'epoca. Germania. c. 1815 (dipinto di Georg Friedrich Kersting).

Come per la moda femminile, anche per quella maschile di questo periodo vennero abbandonati pizzi, ricami e abbellimenti (i quali torneranno ad apparire solo con l'estetismo nel vestire di fine ottocento). Questa trasformazione è attribuita in parte alla riscoperta dei classici nella scultura, seguendo quindi lo sviluppo dell'ideale neoclassico che esaltava maggiormente la forma e la libertà del corpo, anche quello maschile. Lo stile di Londra per gli uomini divenne più raffinato a causa dell'influenza di due elementi fondamentali: il dandysmo e il romanticismo. La figura del dandy (sostanzialmente un esteta del periodo) iniziò a diffondersi dagli anni '90 del Settecento. Venivano utilizzati vestiti prevalentemente dai colori scuri, con particolari raffinati come potevano essere i bottoni in oro, sotto i quali venivano portate camicie di mussola (talvolta con balze alle maniche ed al collo). Le braghe erano ormai giudicate sorpassate, lasciando il passo a veri e propri pantaloni. I tessuti predominanti nella moda maschile erano la seta e la lana, oltre al cotone ed alla pelle di daino.
Fu questo il periodo della nascita della brillantina per capelli, come pure delle basette.
La Rivoluzione Francese alterò pesantemente la moda maschile. Prima della rivoluzione, l'abito era considerato anche uno status per differenziare le varie classi social, e in particolare l'aristocrazia dal popolo lavoratore. I ribelli francesi, soprannominati sanculotti ("persone senza le braghe"), indossavano prevalentemente dei calzoni che contribuirono a diffondere nel panorama della moda maschile.
I cappotti iniziarono a diffondersi, ma ancora con alti colli.
Le camicie erano realizzate in lino ed erano spesso portate abbinate a cravat alla moda.
I panciotti erano di forma squadrata, ma potevano variare a seconda dello stile. Spesso erano a doppiopetto, ma col tempo divennero sempre meno visibili abbandonando la moda settecentesca di lasciare il cappotto aperto. Sino al 1810 questi furono perlopiù in tinta unita o a linee verticali, mentre dopo quella data iniziarono a diffondersi anche le linee orizzontali.
Alcuni cappotti, chiamati greatcoats, vennero completati con colli di pelo. Il garrick, solitamente chiamato "cappotto del cocchiere", prese piede durante questo periodo.
Gli stivali, in particolare quelli assiani con la parte superiore a cuore e piccole nappe, divennero le scarpe principali degli uomini dell'epoca. Dopo che il duca di Wellington ebbe sconfitto Napoleone a Waterloo nel 1815, si diffusero gli stivali alla Wellington, alti sul fronte fino al ginocchio e più bassi sul retro. Le scarpe di corte rimasero con un tacco elevato e divennero popolari con l'introduzione dei pantaloni.

### L'ascesa del modello del dandy
I dandy, appassionati del ben vestire, apparvero per la prima volta negli anni '90 del Settecento, sia a Londra che a Parigi. Nello slang dell'epoca, i dandy si distinguevano dai maccaroni maniaci della moda per uno stile più raffinato e sobrio. Il dandy andava orgoglioso della propria "eccellenza naturale" negli abiti e nell'esagerazione di una figura naturale nel proprio vestire.
In High Society: A Social History of the Regency Period, 1788–1830, Venetia Murray scriveva:
"Alcuni immaginano che il dandysmo sia una specializzazione nell'arte del vestirsi con eleganza. E' questo, ma anche molto di più. E' uno stato mentale che ha molte sfumature, uno stato prodotto nelle vecchie società giudicate civili dove la gaiezza era divenuta poco frequente e dove le convezioni avevano portato solo noia [...] è il risultato diretto dell'eterna lotta tra rispettabilità e noia."
Nella Londra di stile Regency il dandyismo si distinse come stile in rivolta alla tradizione, espressione di disgusto per la stravaganza e l'ostentazione della generazione precedente e simpatia per la nuova democrazia imperante.
Beau Brummell portò la moda del dandysmo nella società inglese della metà degli anni '90 del Settecento, caratterizzandola nell'assoluta pulizia personale, nell'utilizzo di camicie di lino immacolate con alti collari, e di cravatte e vestiti dai colori scuri (in contrasto coi cosiddetti "maccaroni" della fine del XVIII secolo).
Brummell abbandonò la parrucca e si tagliò i capelli corti secondo la moda della Roma antica, "alla Bruto" come si diceva all'epoca, lanciando la moda di guardare ai classici come si fece per il costume femminile della medesima epoca. Egli sostituì inoltre le braghe con i pantaloni, spesso di colore chiaro per la giornata e scuri la sera, basandosi sul vestiario della classe lavoratrice francese durante la Rivoluzione Francese.
Ad ogni modo la figura del dandy fu soggetta anche a caricature e a critiche. Venetia Murray cita nella sua opera un estratto del Diary of an Exquisite, pubblicato sul The Hermit in London, 1819:
Template:Gallery

### Acconciature e copricapi
In questo periodo, la moda per i ragazzi prevedeva acconciature con riccioli corti. Nel 1795, William Pitt il Giovane impose una tassa sulle parrucche che di fatto pose fine alla moda delle parrucche incipriate e si diffuse lo stile "alla Bruto". Gli uomini più anziani, i militari e quanti avevano professioni di stampo conservatore come avvocati, giudici, medici e servitori ottennero di poter mantenere in uso le loro parrucche. L'abito di corte prevedeva ancora l'uso della parrucca.
Il tricorno ed il bicorno continuarono ad essere indossati, ma il cappello di forma conica e più alto del normale prese alla fine il sopravvento, evolvendosi progressivamente verso la tuba in pieno Ottocento.

### Galleria di stile 1795-1809

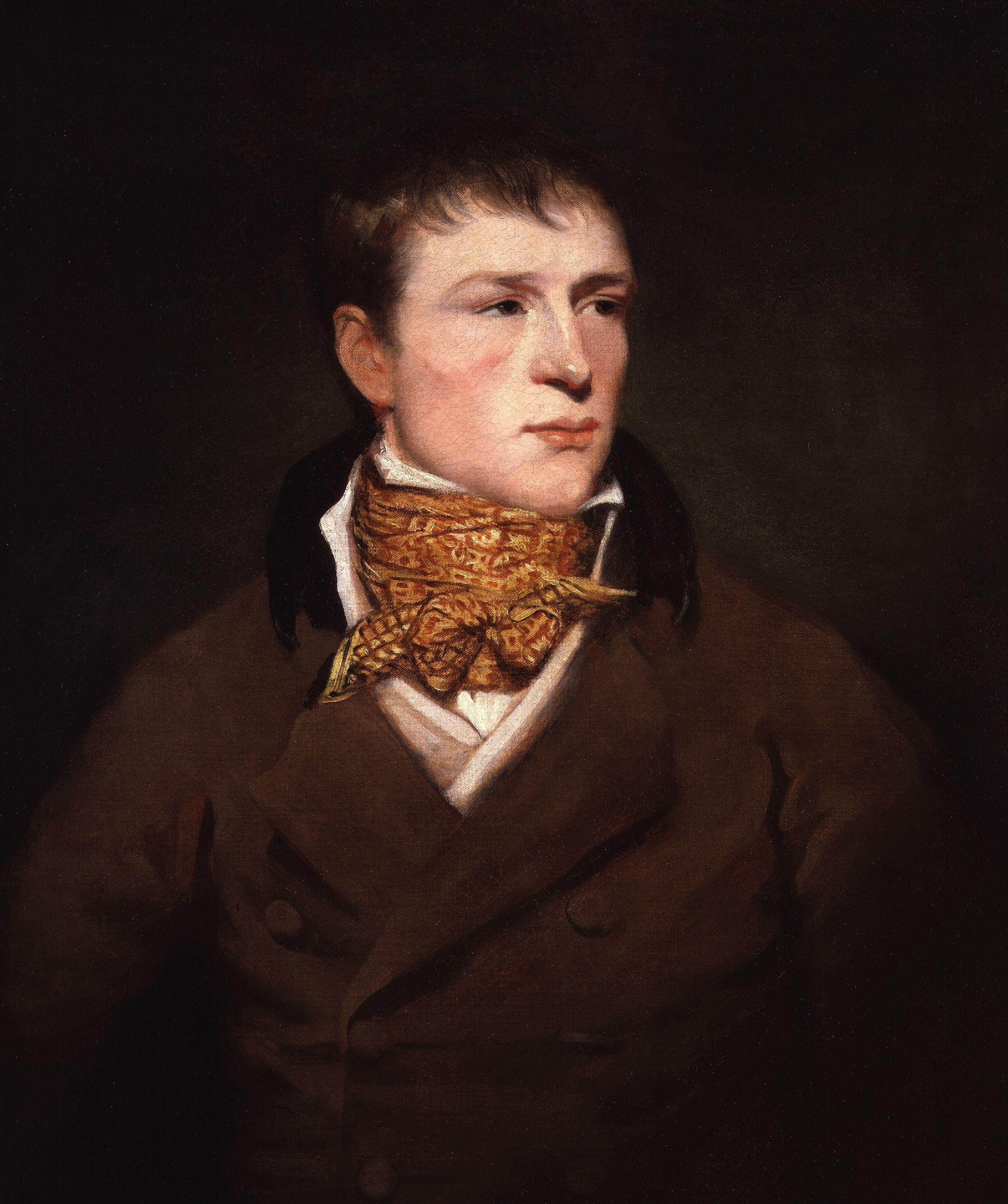
1 - c. 1800
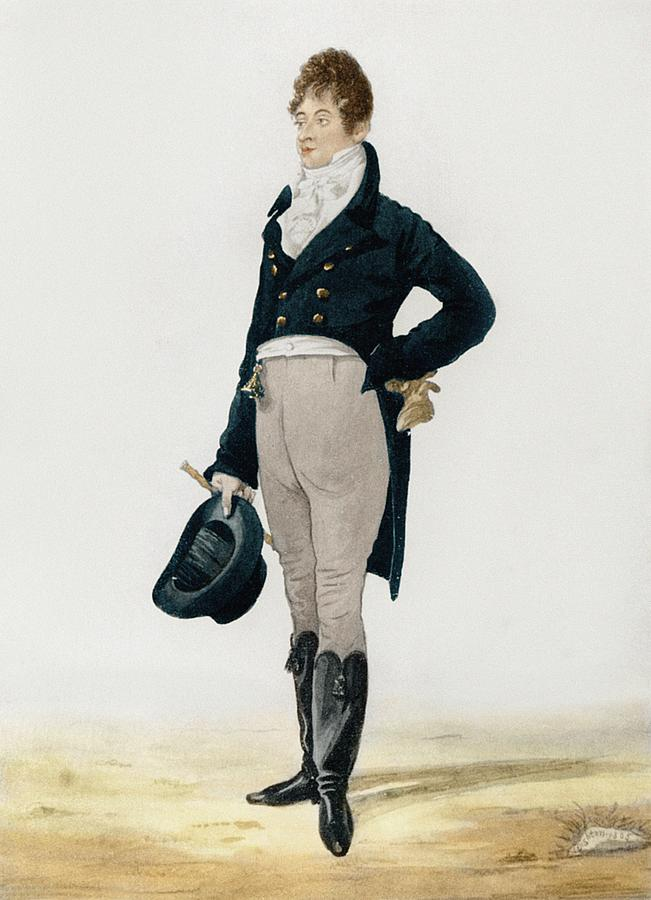
2 – 1805
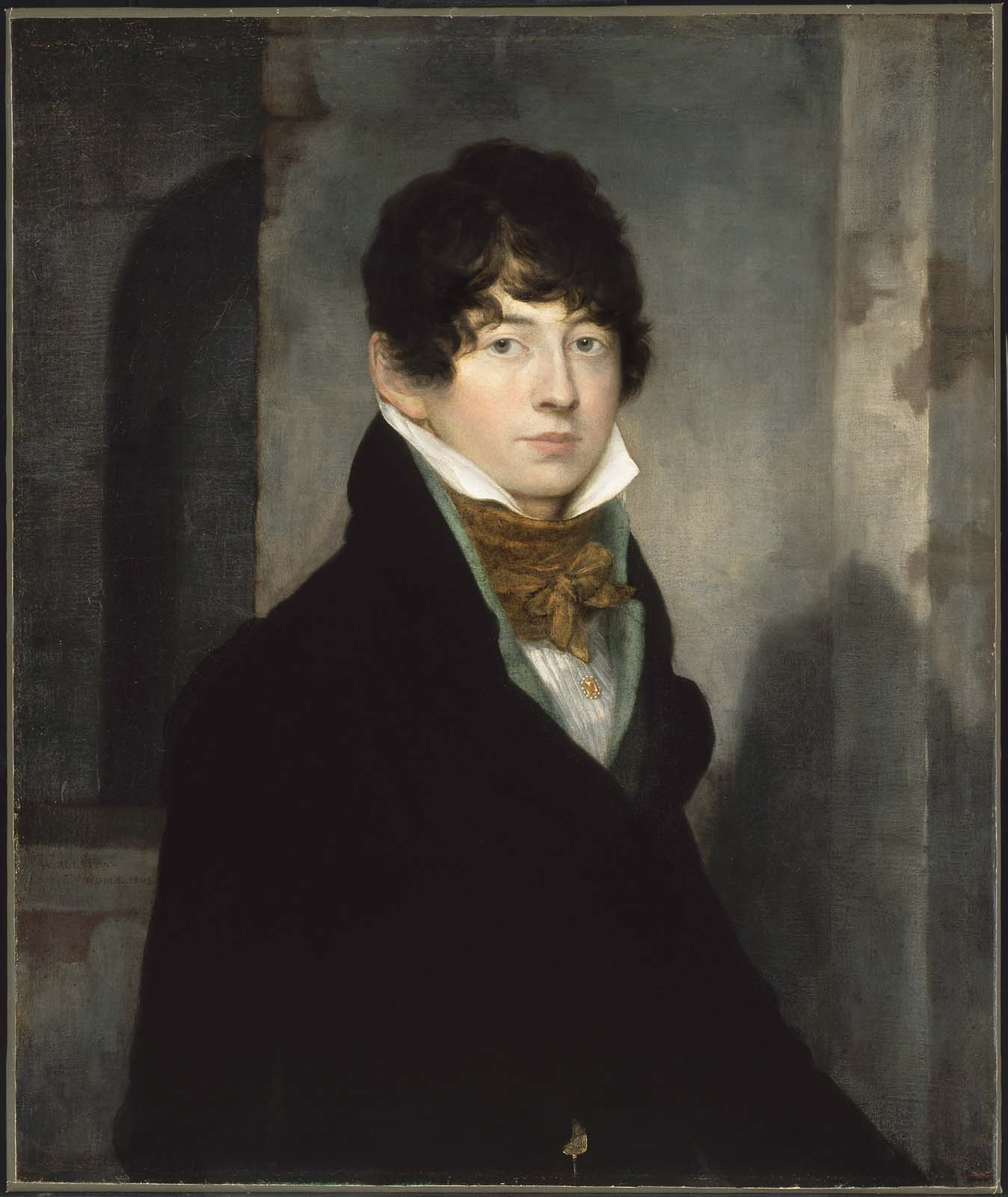
3 – 1805
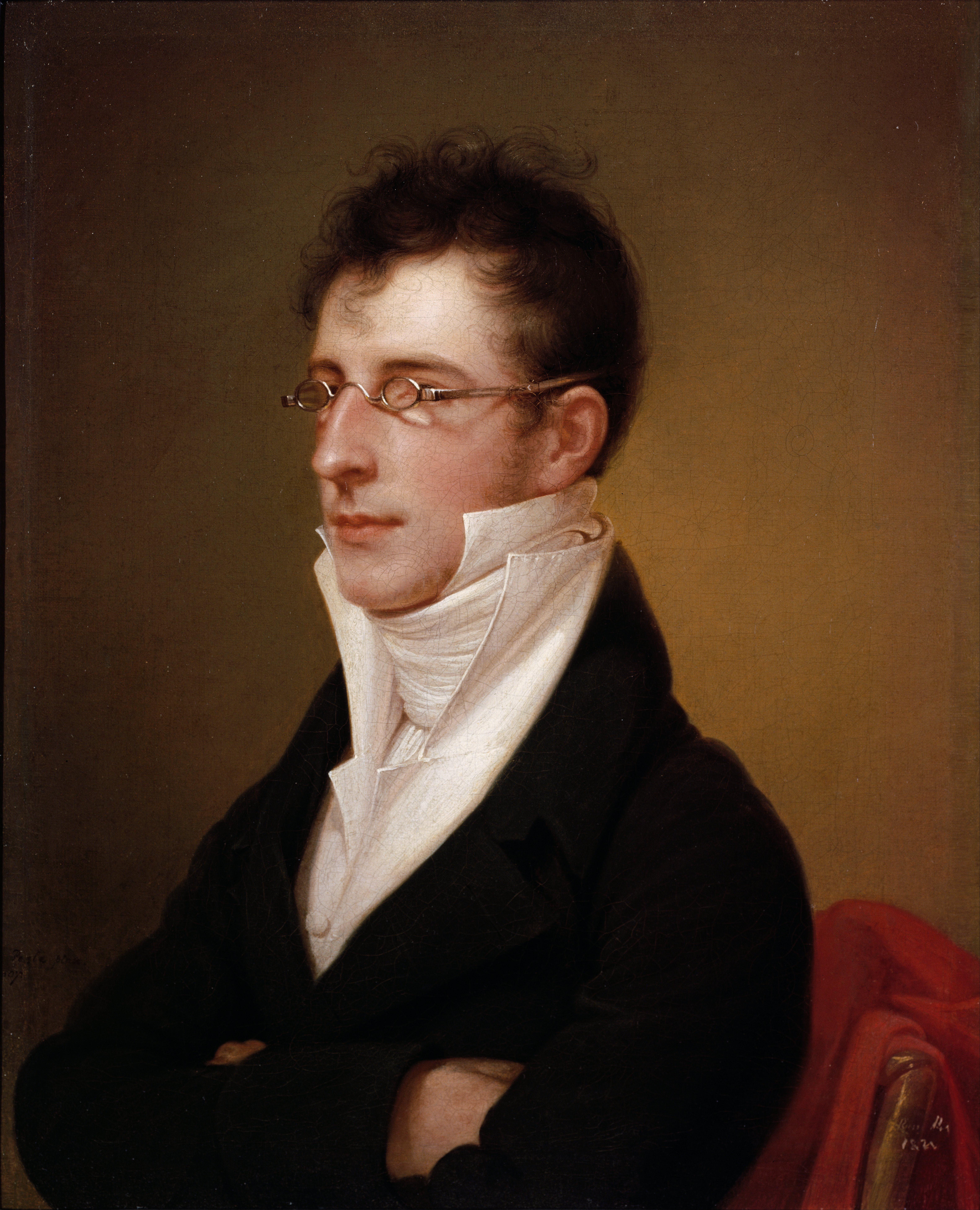
4 – 1807
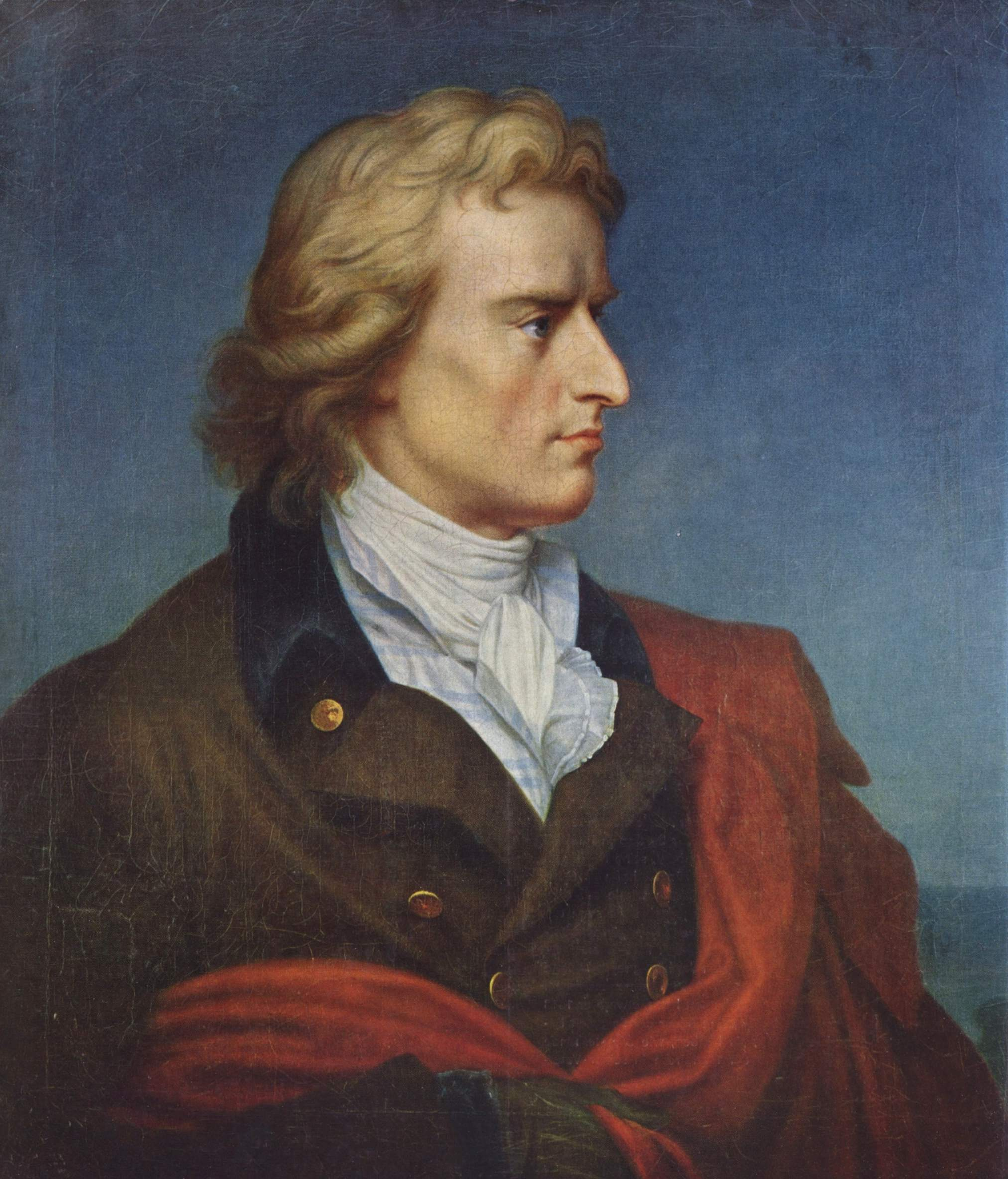
5 – 1808–09
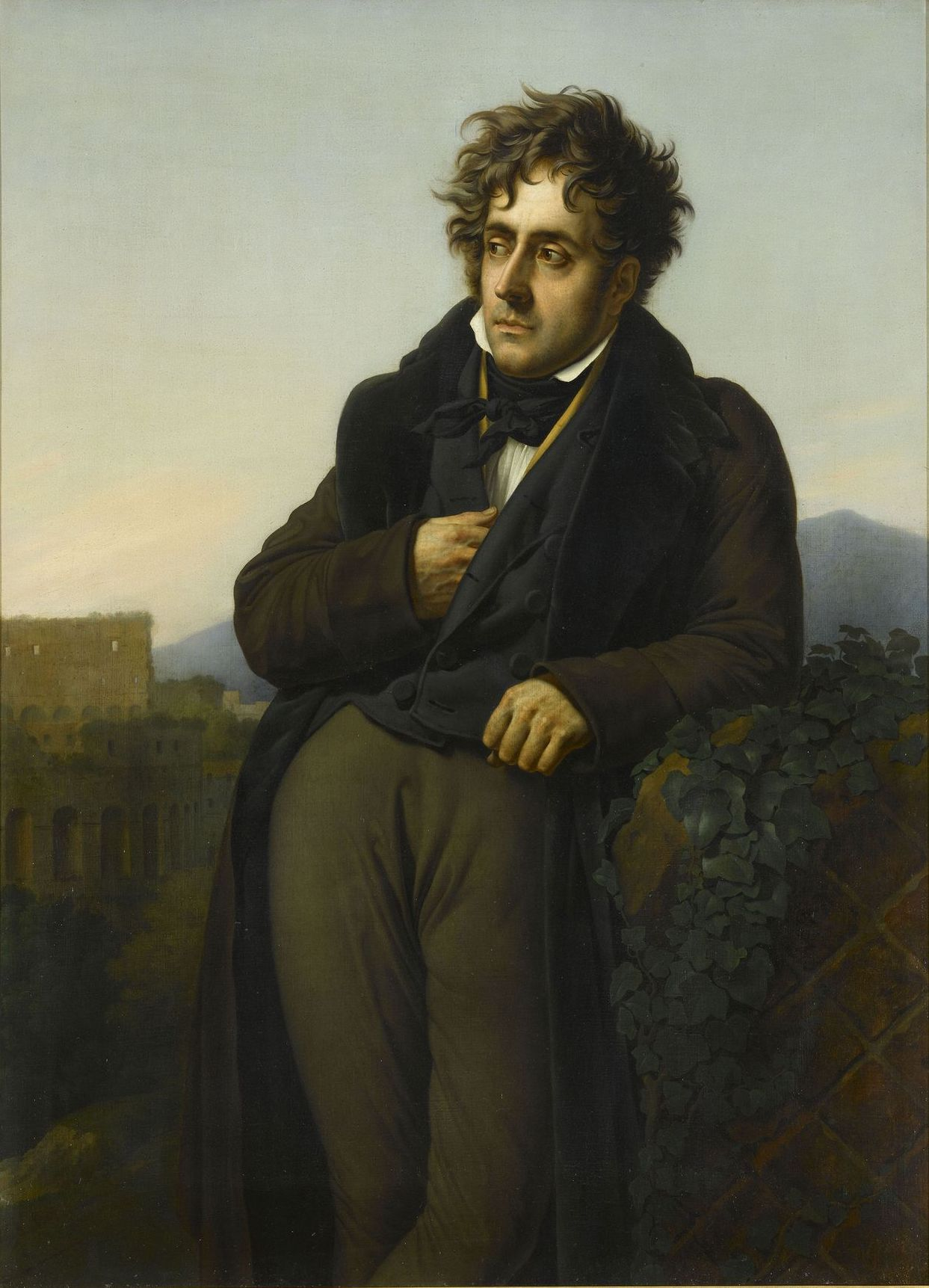
6 – 1808
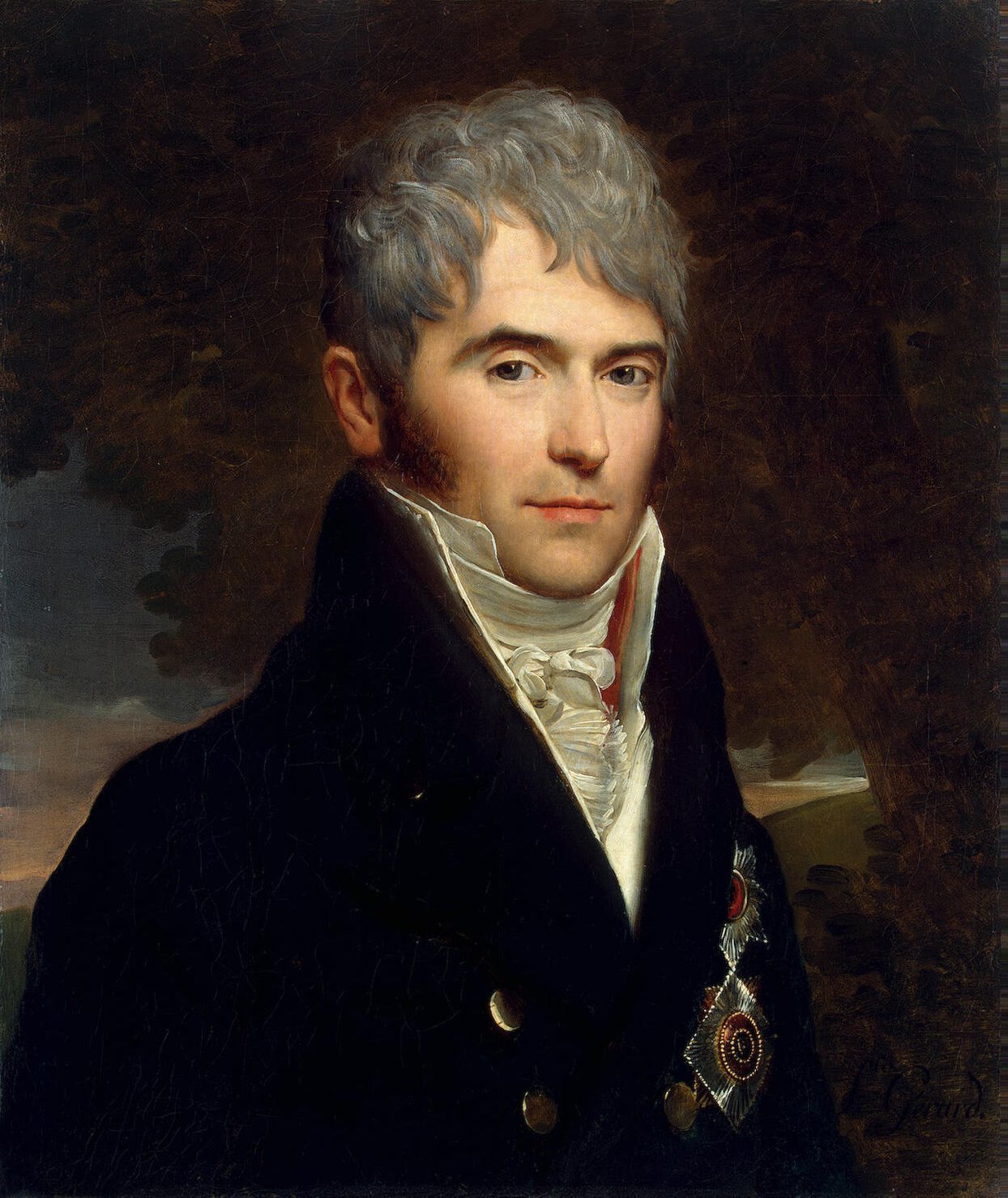
7 – 1809
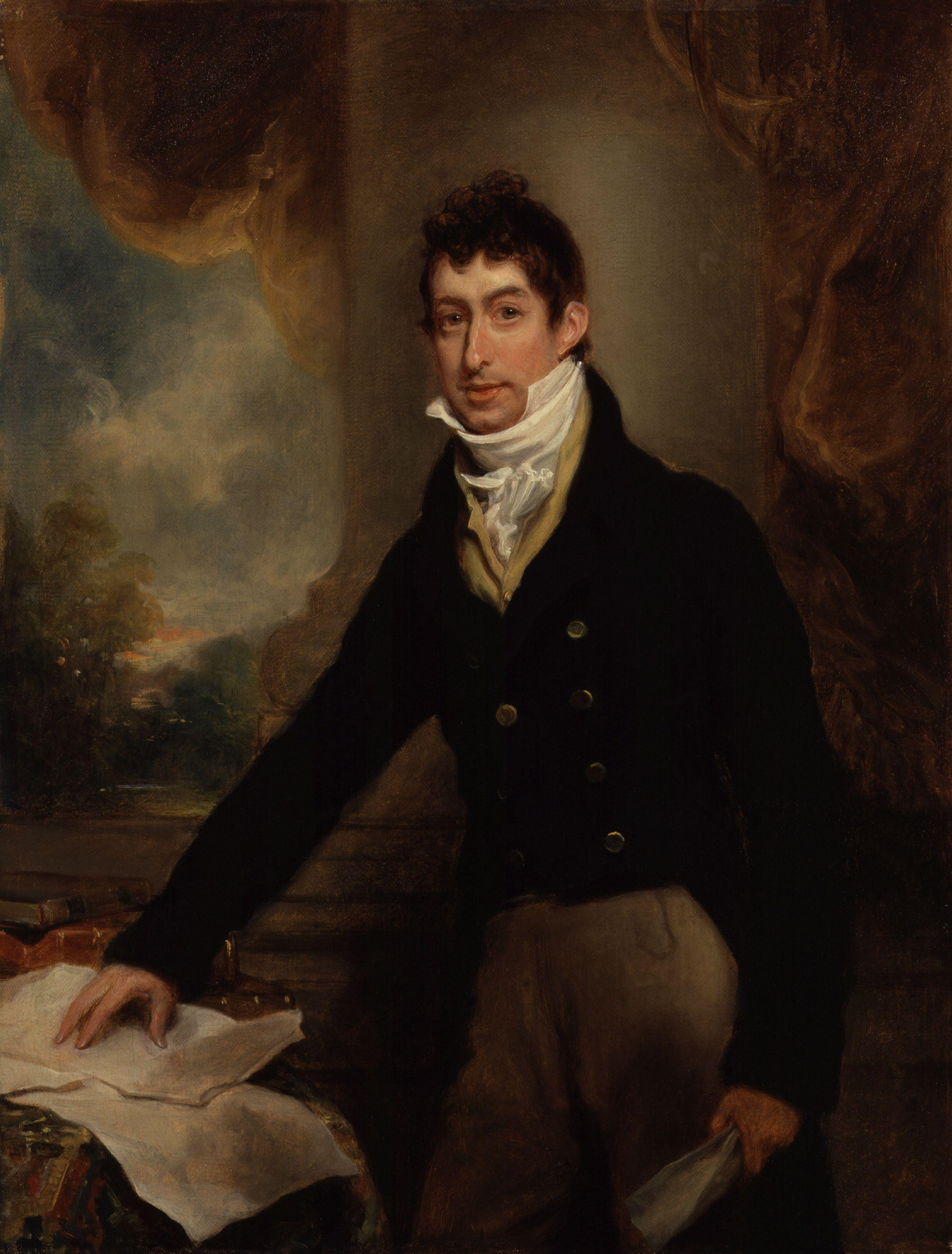
8 – 1809
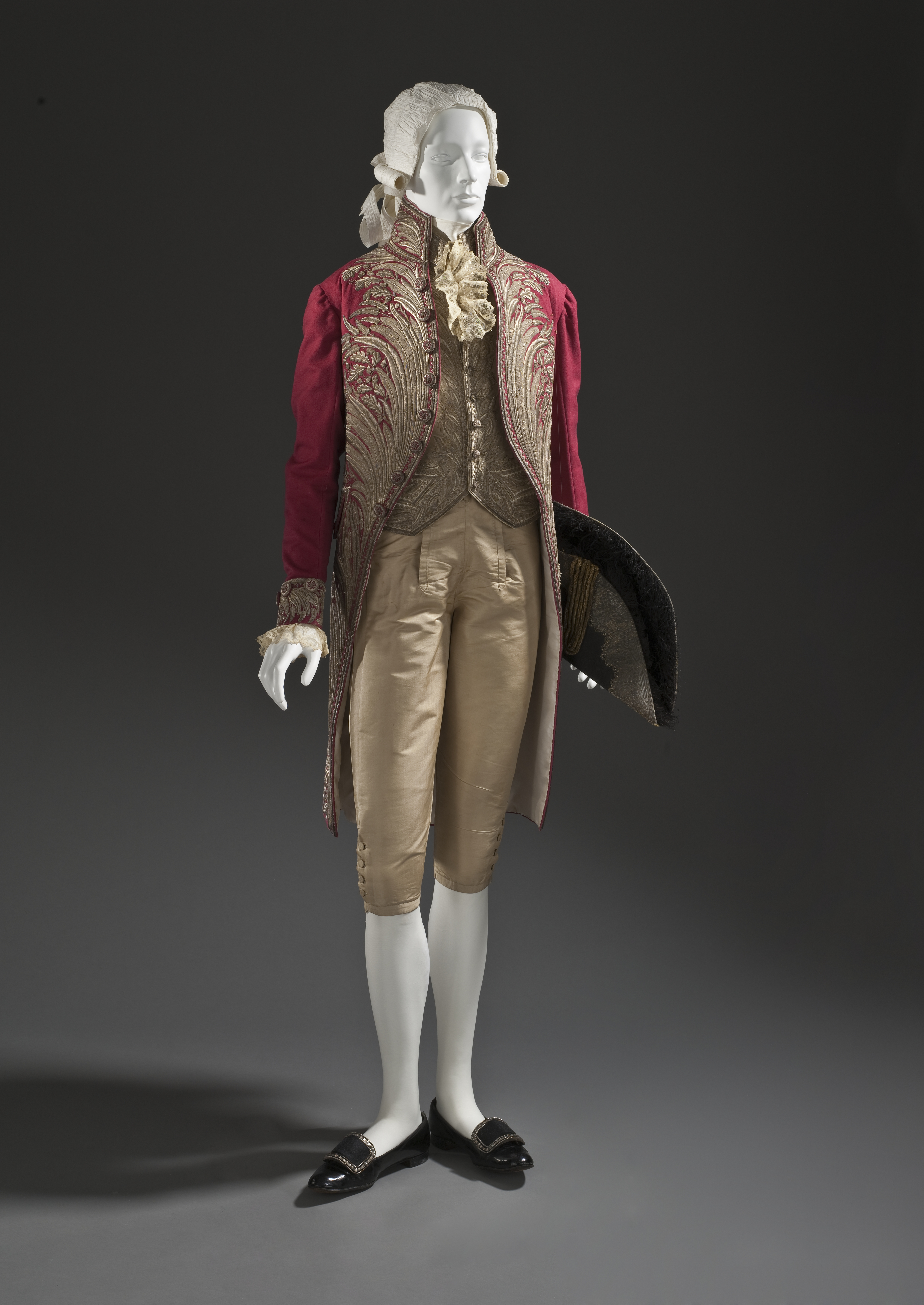
9 - 1800-1810
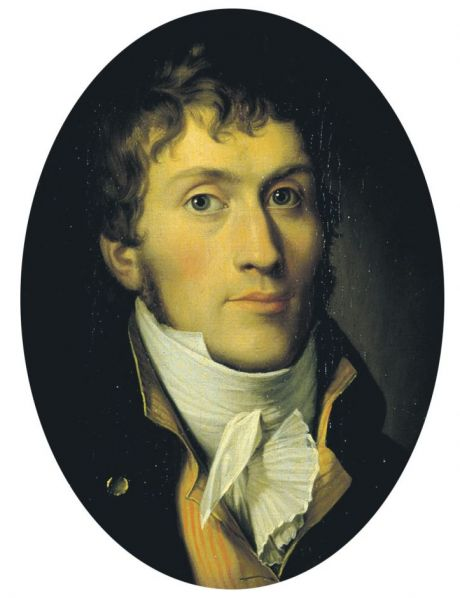
10 - 1808-09

1. Ritratto di "Jem" Belcher mentre indossa una cravatta ed un doppiopetto marrone con collo più scuro (in pelo o velluto), c. 1800.
2. Acquerello di Beau Brummell di Richard Dighton.
3. In questo autoritratto del 1805, Washington Allston indossa una cravatta abbinata ad una giacca scura col collo alto. Boston.
4. Rubens Peale indossa un giubbotto bianco con un collare alto ed una cravatta. America, 1807.
5. Friedrich von Schiller indossa un doppiopetto marrone con un collare in contrasto e bottoni d'ottone. Germania, 1808–09.
6. Chateaubriand ha i capelli arruffati alla moda. Indossa inoltre una redingotte lunga sopra la giacca e una cravatta scura, 1808.
7. Il collare dell'abito del conte Victor Kochubey giunge sino al mento, e la sua cravatta attorno al collo ha un piccolo nodo sul davanti. I suoi capelli corti conferiscono un aspetto casual alla sua persona. 1809.
8. Ritratto di Gwyllym Lloyd Wardle che lo rappresenta con un giubbotto scuro con un alto collare e la cravatta, 1809.
9. Abiti decorati con ricami rimasero comunque in uso per gli abiti formali di corte come quello qui raffigurato. Italia, c. 1800–1810. Los Angeles County Museum of Art, M.80.60a-b.
10. Ritratto dell'avventuriero danese Jørgen Jørgensen che mostra come la società scandinava avesse interpretato la moda maschile dell'età della Rivoluzione.

### Galleria di stile 1810-1820

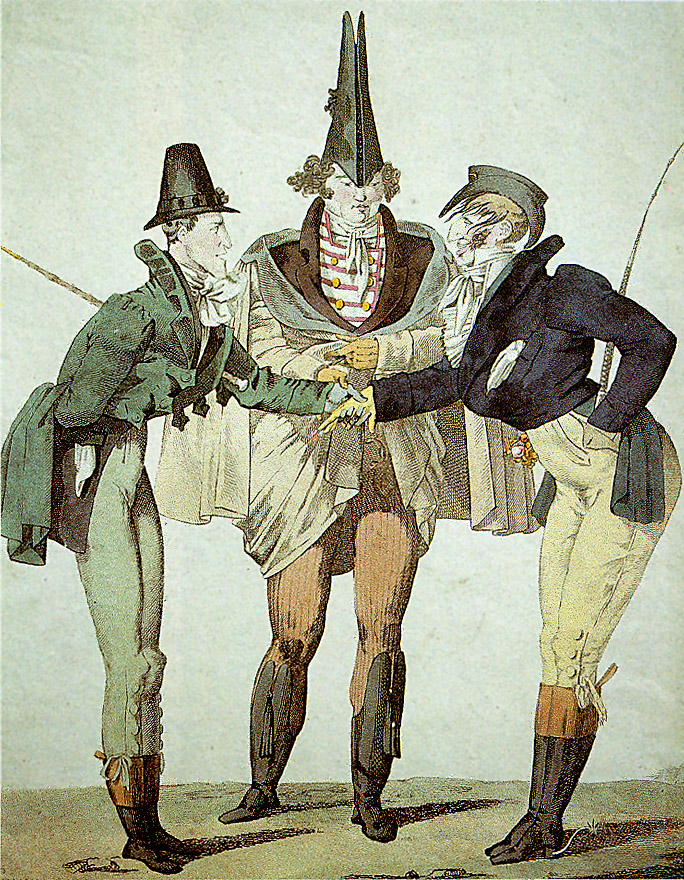
1 – 1810
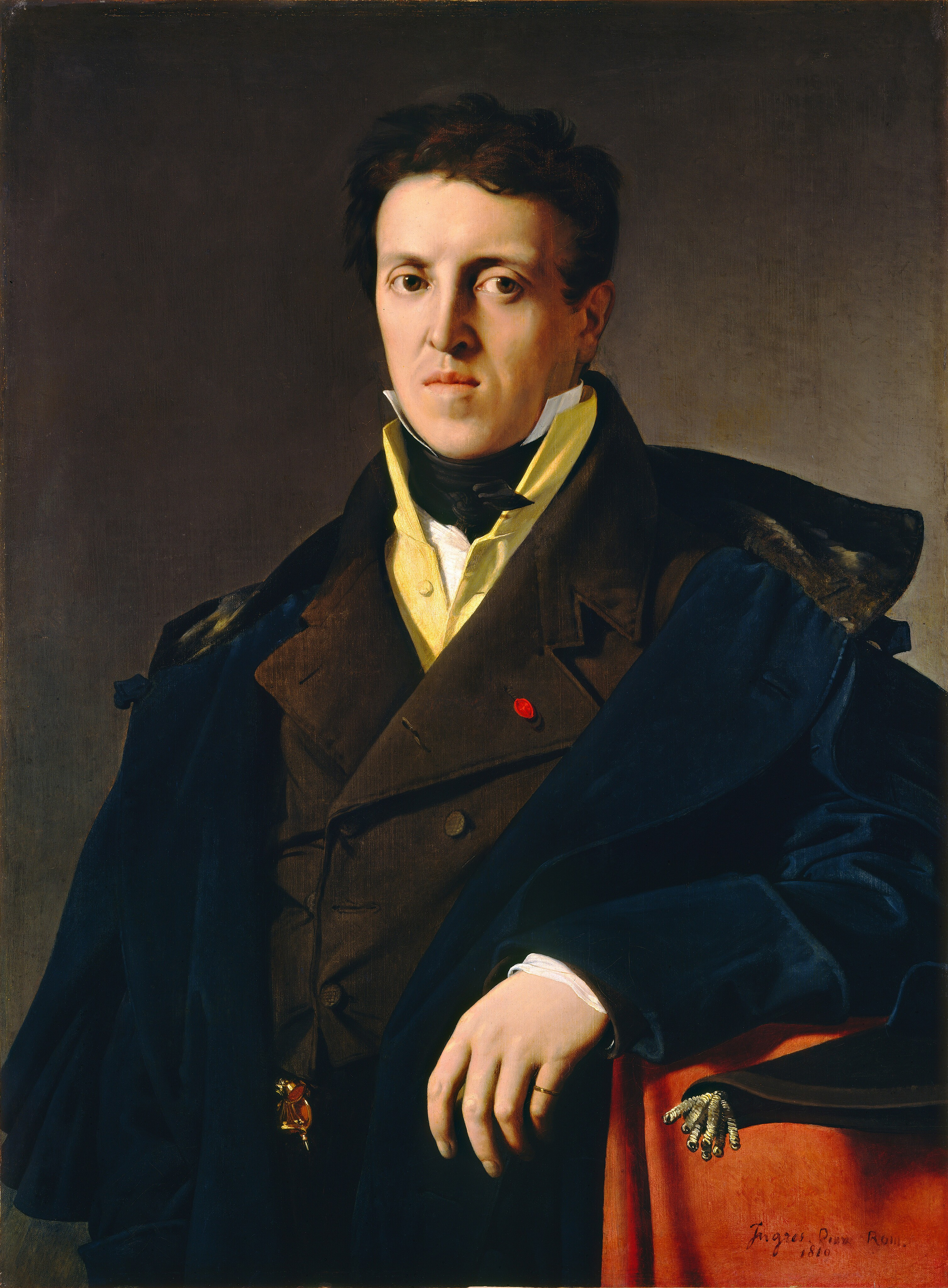
2 – 1810
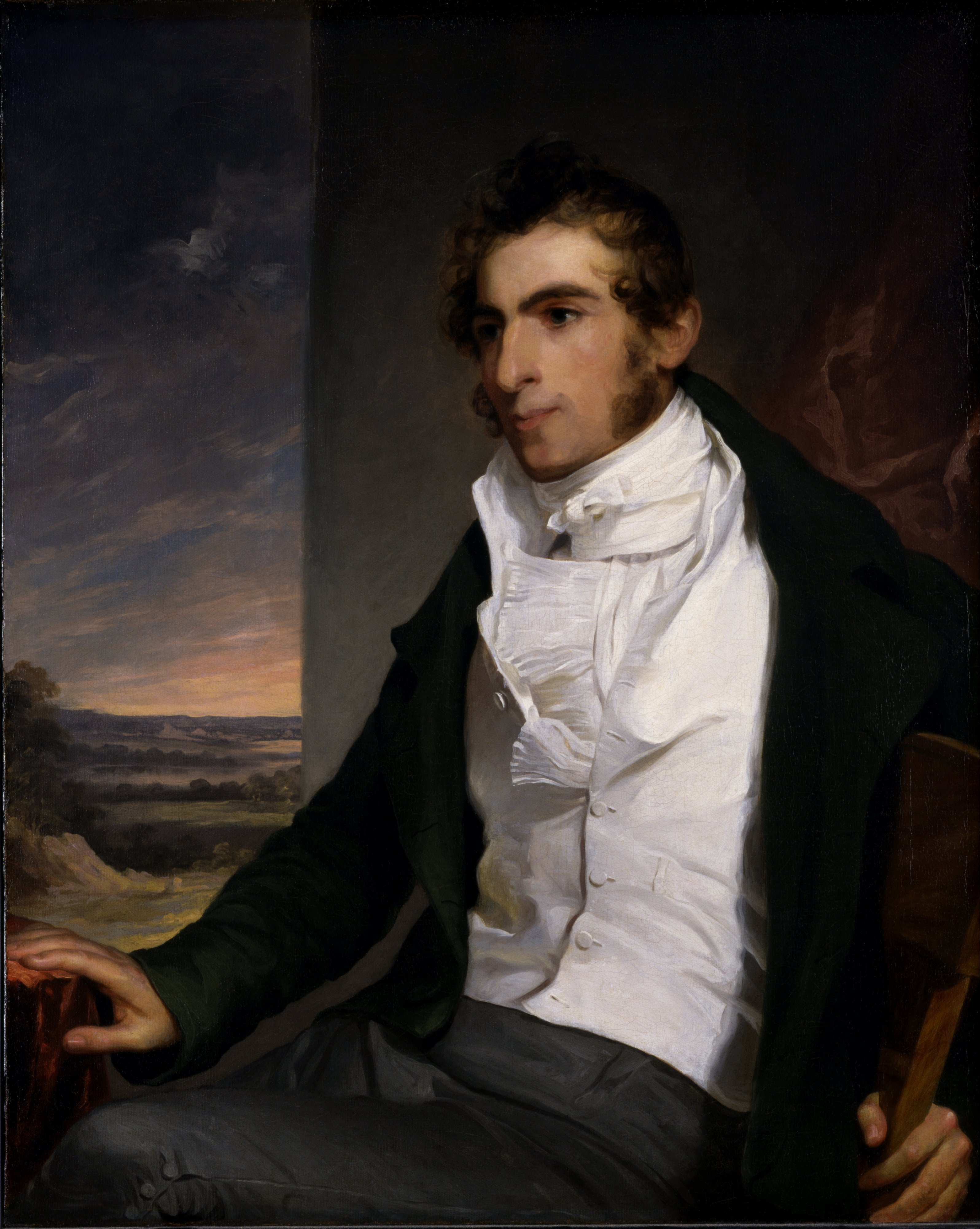
3 – 1812–13
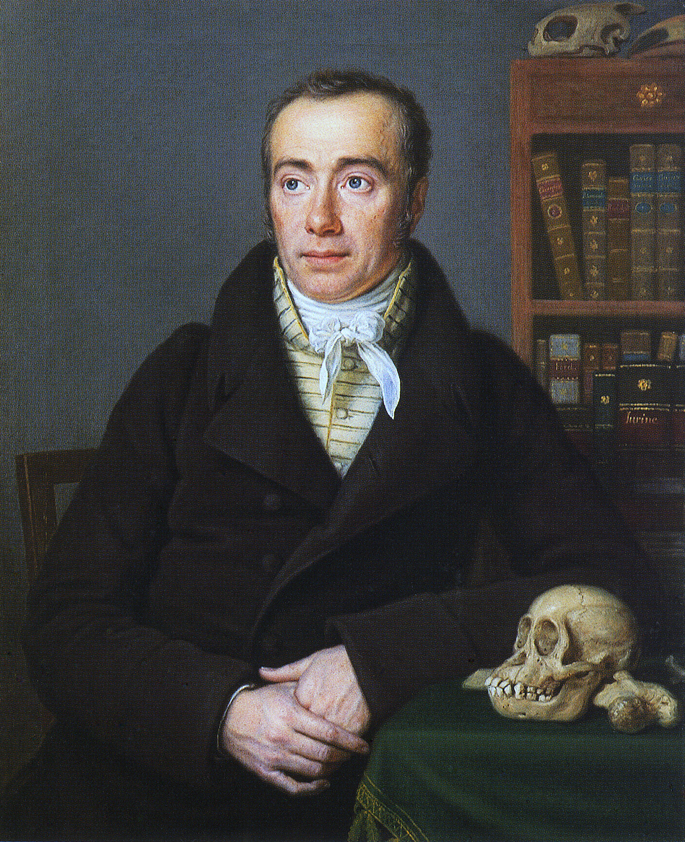
4 – 1813
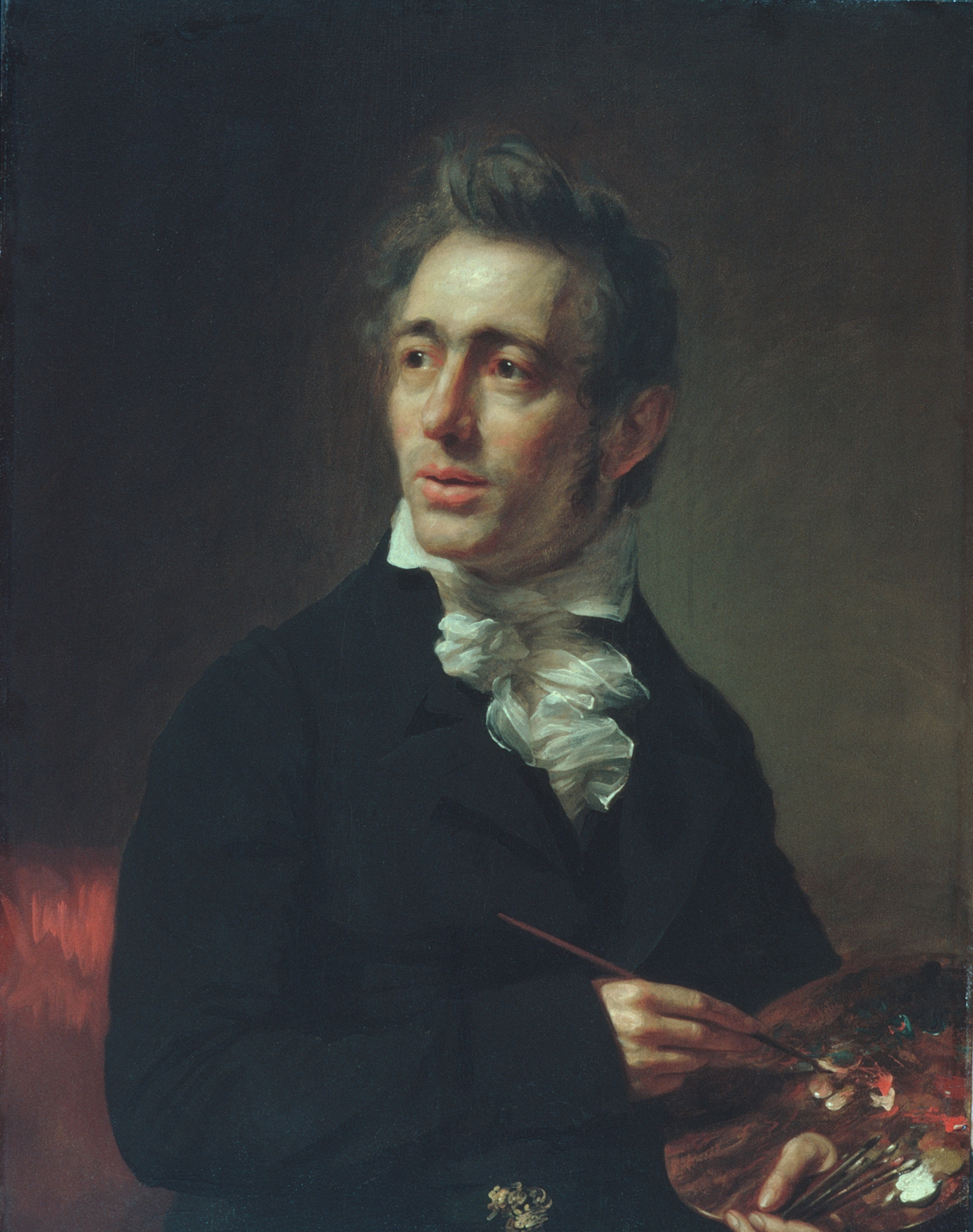
5 – 1815
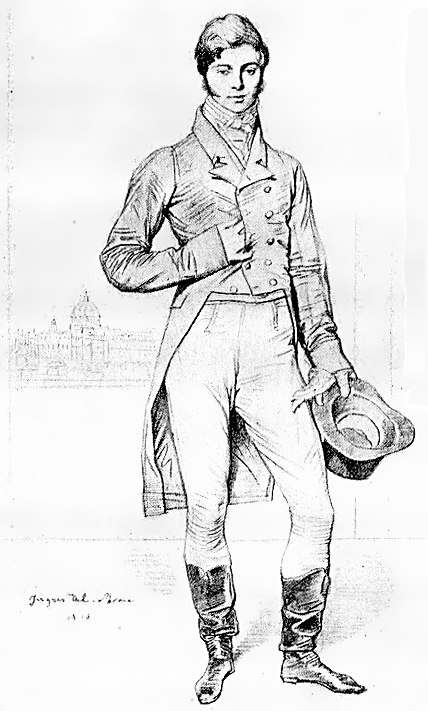
6 – 1816
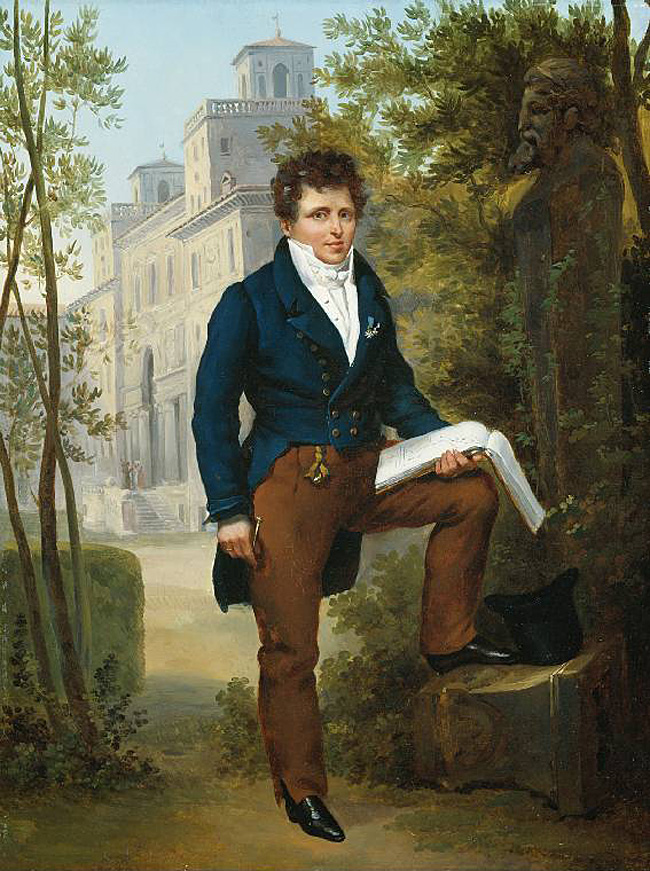
7 – 1817
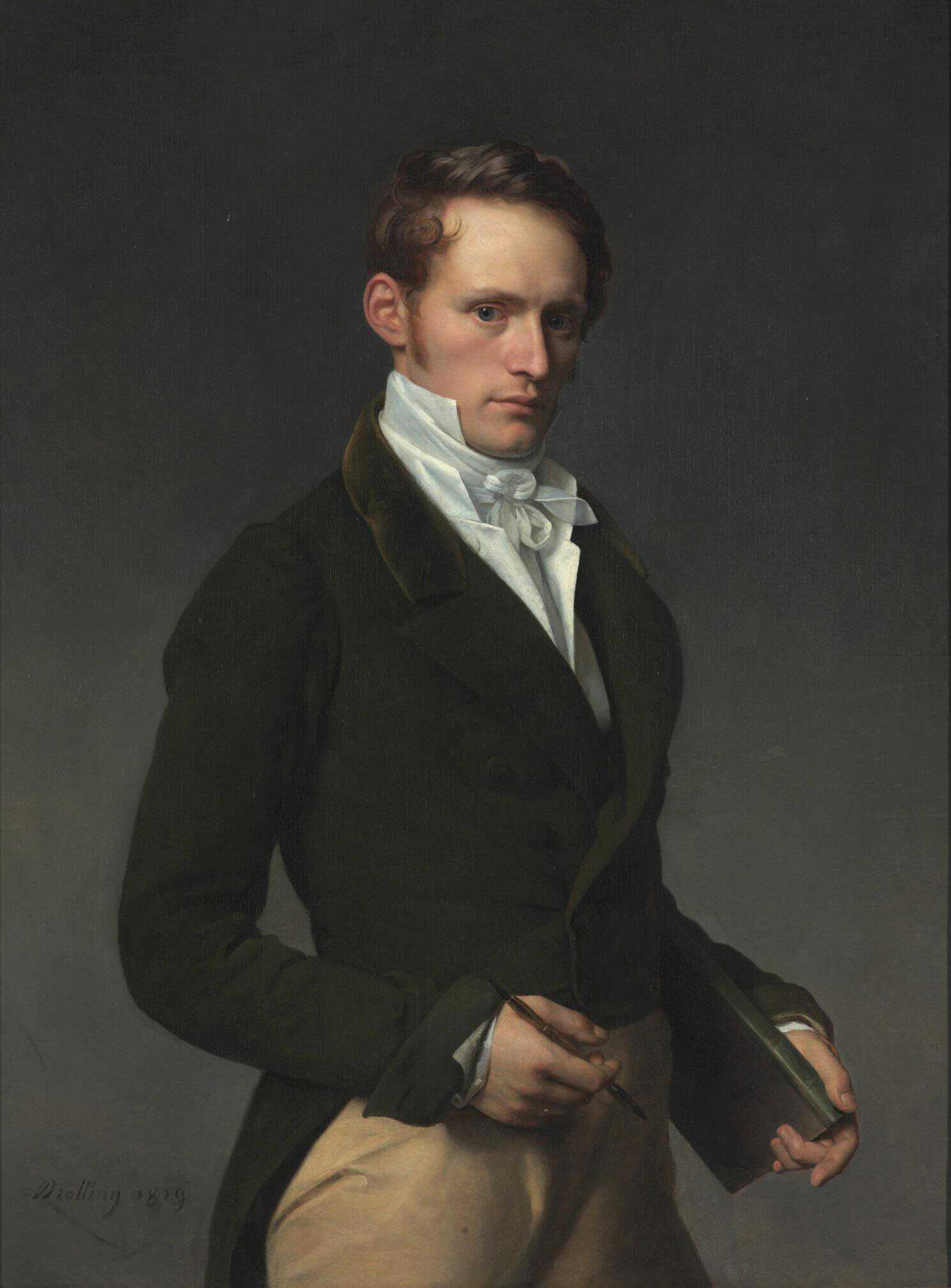
8 – 1819

1. Les Modernes Incroyables, una satira sulla moda francese del 1810.
2. Marcotte d'Argenteuil indossa una camicia ad alto collo con una cravatta scura, un doppiopetto con bottoni ricoperti di stoffa e un soprabito con collo a contrasto (probabilmente pelle di foca). 1810. Il suo bicorno si trova sul tavolo.
3. Daniel la Motte, mercante e proprietario terriero di Baltimora, nel Maryland, assume una posa romantica e mostra i dettagli del suo panciotto bianco, della camicia e delle brache che giungono fino ai ginocchi, 1812–13.
4. Il medico tedesco Johann Abraham Albers indossa un panciotto a strisce con un doppiopetto scuro, 1813.
5. L'artista americano Samuel Lovett Waldo indossa una camicia a fronzoli con una cravatta a nodo.
6. Lord Grantham indossa un doppiopetto con pantaloni stretti che finiscono negli stivali, 1816.
7. Nicolas-Pierre Tiolier indossa un frac blu e pantaloni marroni con un panciotto bianco, camicia e cravatta. Il cappello appare particolarmente alto, 1817.
8. Un artista sconosciuto indossa un frac a doppiopetto con maniche rivoltate e un collare alto di velluto (o pelo). 1819

## Moda dei bambini
I bambini e le bambine di questo periodo venivano vestiti allo stesso modo sino all'età di quattro o cinque anni, quando ai maschietti era consentito l'uso dei calzoni.

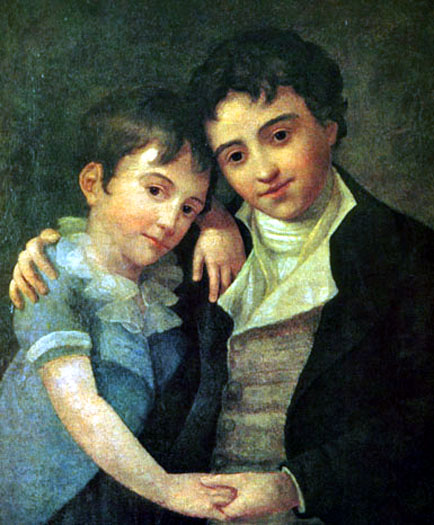
I figli di Mozart, 1798
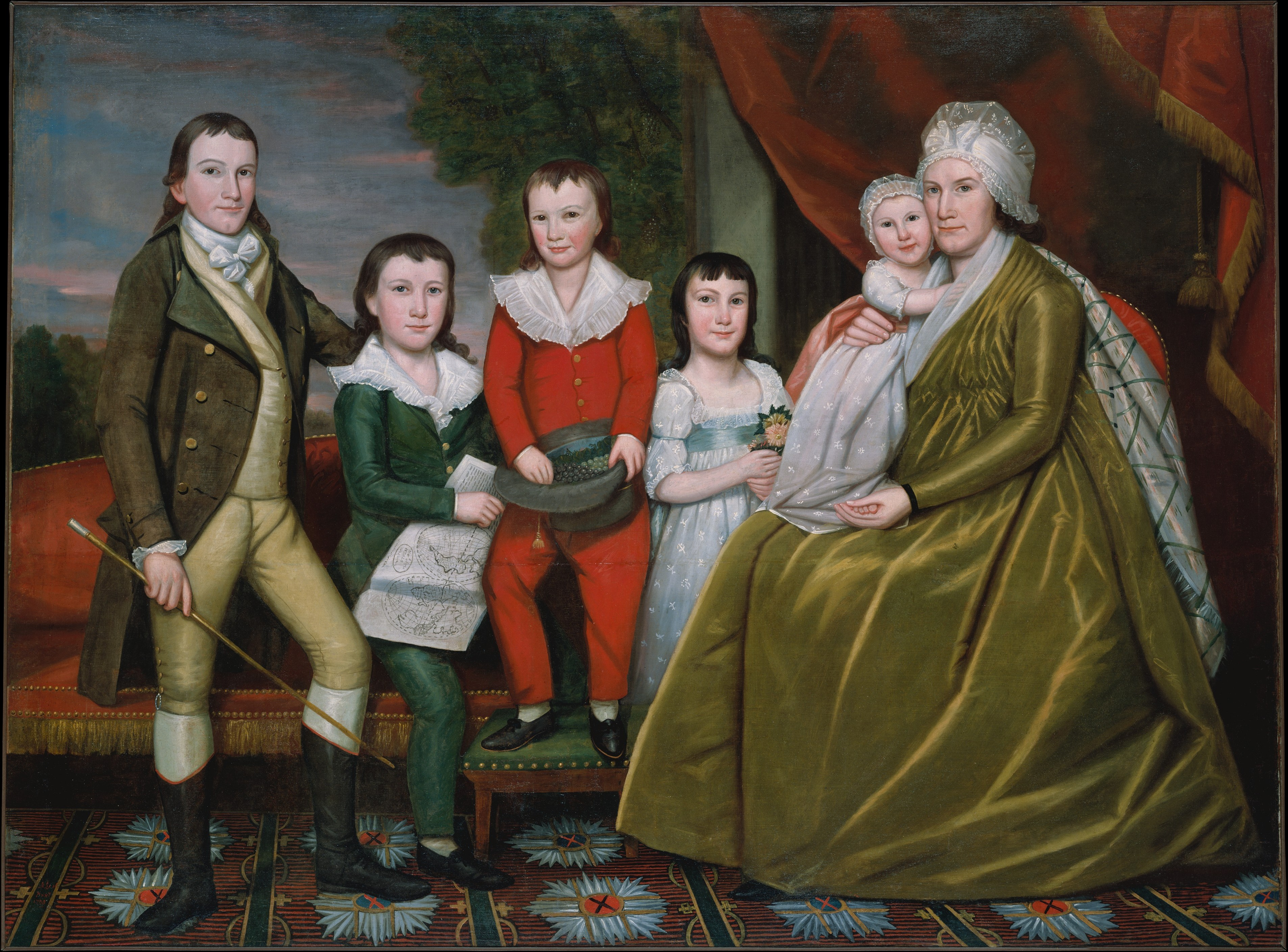
Stati Uniti, 1798
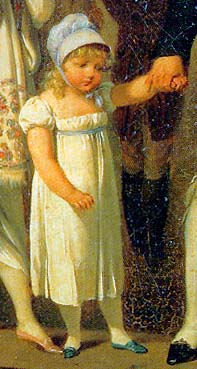
Giovani ragazze, Parigi, c. 1803
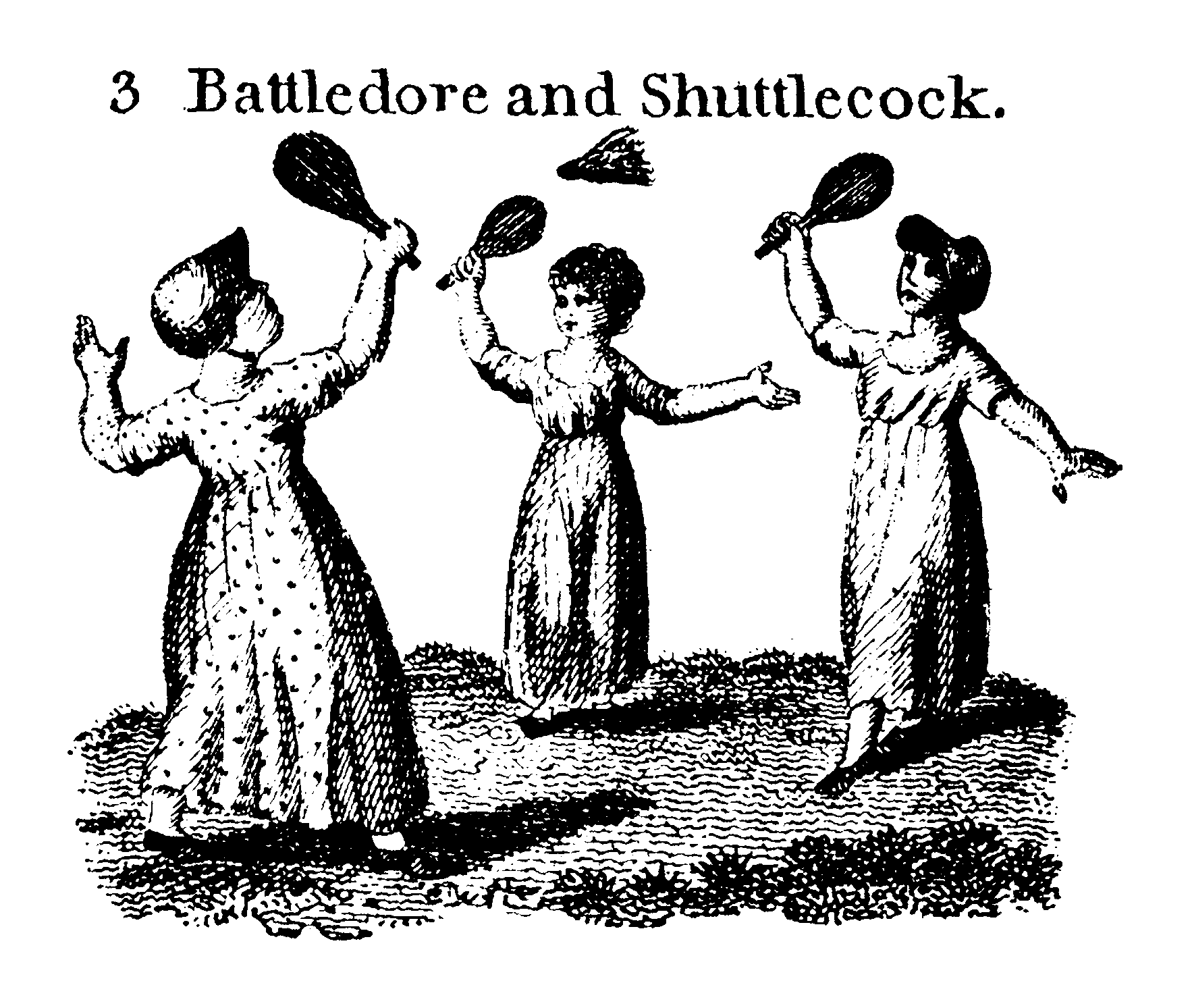
Ragazze, 1804
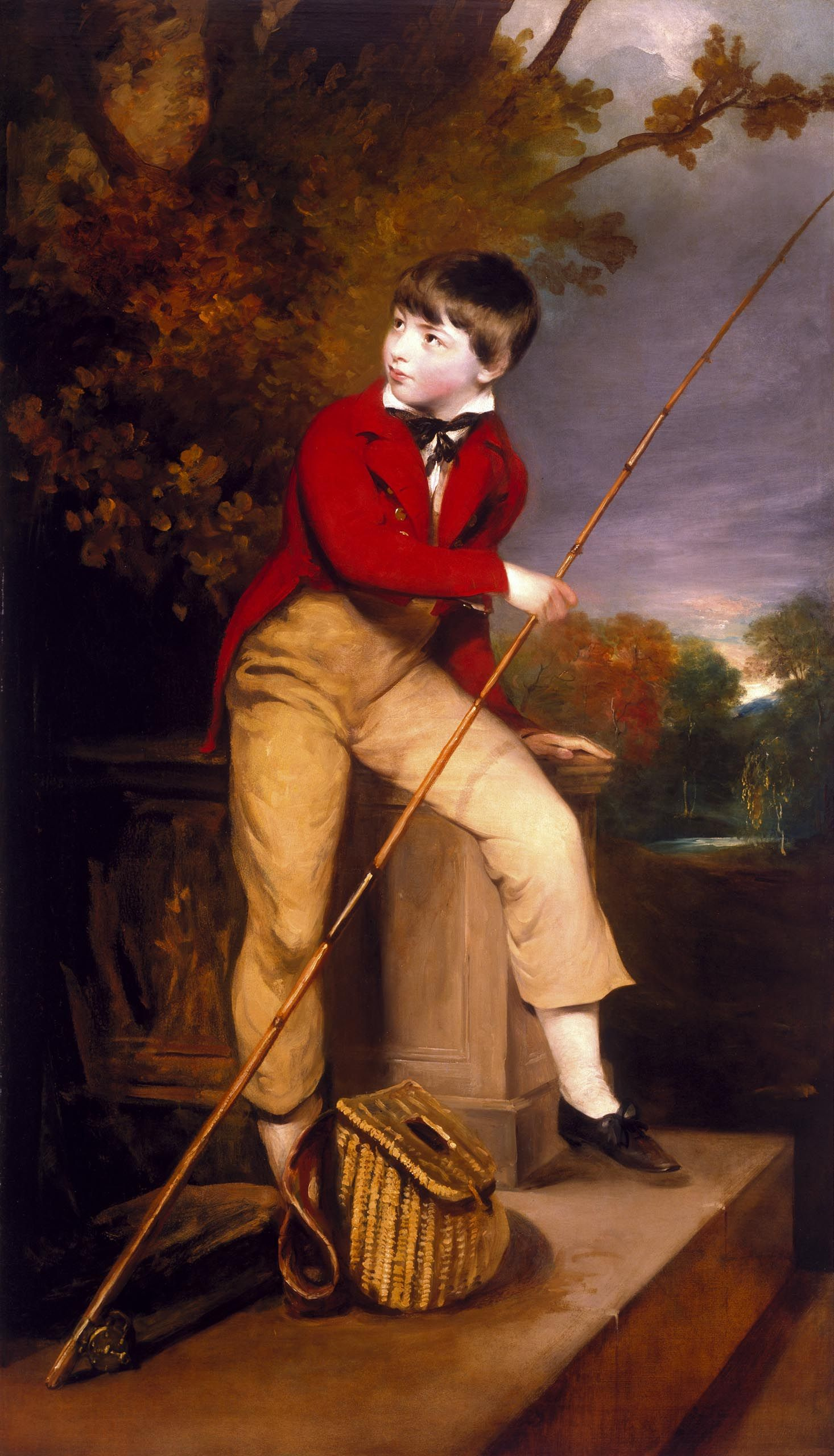
Inghilterra, 1812
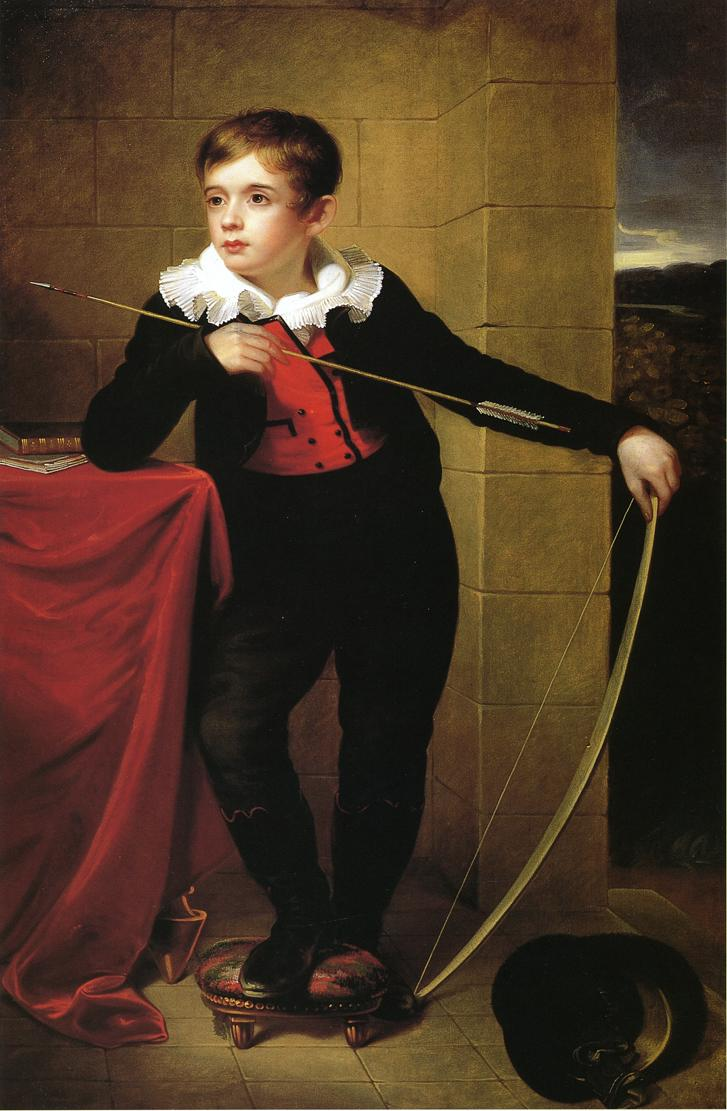
Stati Uniti, 1812
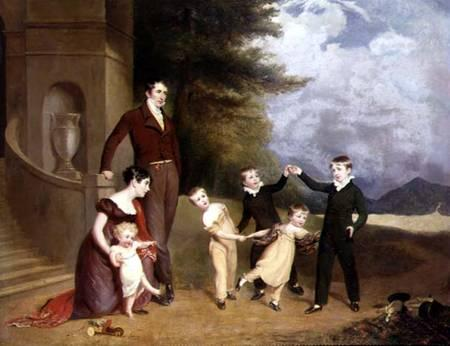
Inghilterra, 1815

## Revival degli stile Direttorio, Impero e Regency
Durante la prima metà dell'epoca vittoriana, venne in parte recuperato lo stile della moda compreso tra il 1795 ed il 1820, seppur con qualche diffidenza. In effetti, per l'epoca vittoriana quegli stili d'inizio secolo erano giudicati indecenti e molti faticavano ad adattarsi a un loro possibile revival. Per questa ragione diversi pittori di soggetti storici vittoriani intenzionalmente vestirono i loro personaggi con la moda degli anni '30 e '40 dell'Ottocento come nel caso delle illustrazioni di Thackeray per il suo libro La fiera della vanità.
Sul finire dell'epoca vittoriana, Kate Greenaway e gli aderenti al movimento per il vestire artistico ripresero alcuni elementi della moda d'inizio secolo. Durante il periodo tardo-vittoriano e primo edoardiano furono infatti molti gli artisti a ricordare con nostalgia nei loro dipinti la silhouette impero, e una certa moda tornò in auge nel vestire.
In anni più recenti, la moda del periodo 1795–1820 è stata perlopiù associata agli scritti di Jane Austen per i vari film che hanno portato a conoscenza del pubblico i suoi racconti, anche attraverso gli elaborati costumi dell'epoca.

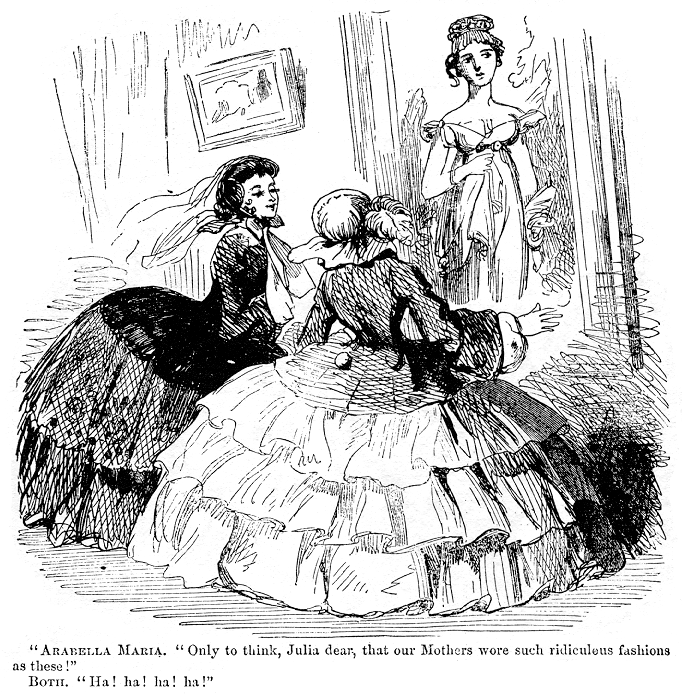
1 – cartone del 1857
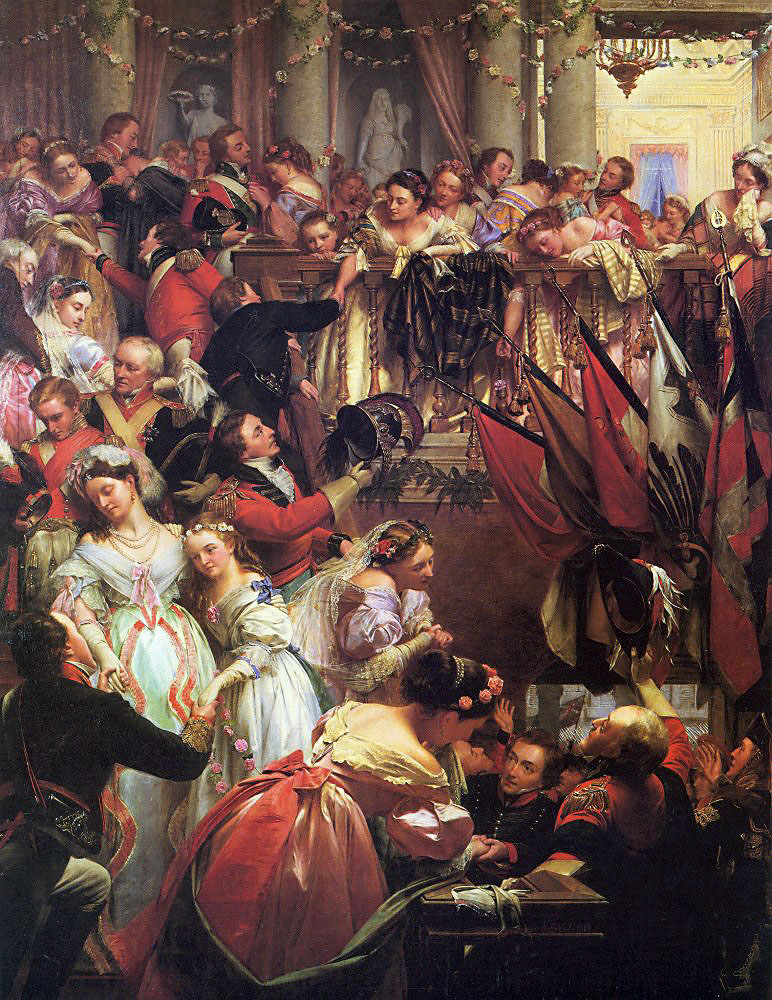
2 – 1868
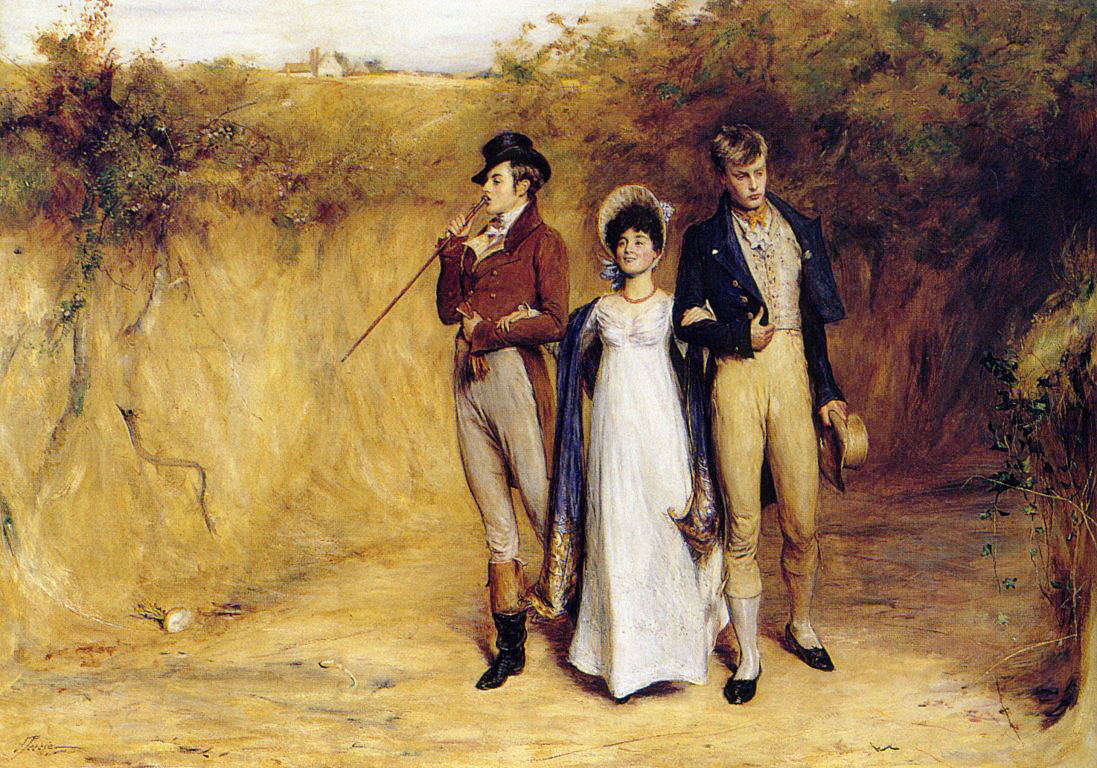
3 – 1882, revival
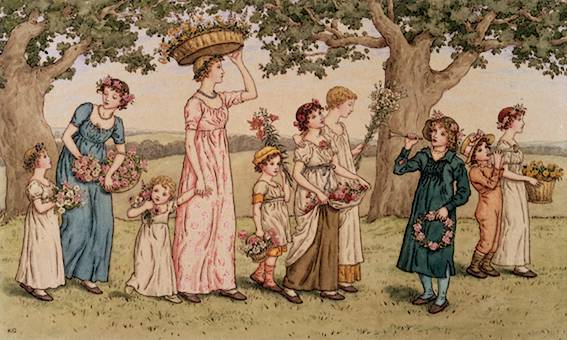
4 – Kate Greenaway

1. Un cartone del 1857 che si prende gioco del cattivo gusto della moda dei vestiti d'inizio Ottocento.
2. "Prima di Waterloo" di Henry Nelson O'Neil (1868), un dipinto di età vittoriana che deliberatamente mostra le donne con abiti non di stile del 1815.
3. "Two Strings to her Bow" di John Pettie (1882), un dipinto di età vittoriana tarda che mostra elementi del periodo Regency con nostalgia.
4. May Day di Kate Greenaway.